# Lista de episódios de El Chavo del Ocho
Esta é uma lista de episódios do programa humorístico mexicano El Chavo del Ocho, conhecido como Chaves no Brasil, que contém informações sobre todos os seus episódios, sejam eles comuns, inéditos, perdidos ou mundialmente perdidos. El Chavo del Ocho foi exibido originalmente entre 26 de fevereiro de 1973 e 7 de janeiro de 1980, tendo um total de 312 episódios.

## Tabela de temporadas
| Temporada | Episódios | Período de exibição original | Período de exibição original |
| Temporada | Episódios | Estreia                      | Final                        |
| --------- | --------- | ---------------------------- | ---------------------------- |
| 1         | 45        | 26 de fevereiro de 1973      | 31 de dezembro de 1973       |
| 2         | 44        | 7 de janeiro de 1974         | 23 de dezembro de 1974       |
| 3         | 40        | 6 de janeiro de 1975         | 10 de novembro de 1975       |
| 4         | 47        | 5 de janeiro de 1976         | 27 de dezembro de 1976       |
| 5         | 45        | 31 de janeiro de 1977        | 5 de dezembro de 1977        |
| 6         | 41        | 6 de março de 1978           | 11 de dezembro de 1978       |
| 7         | 50        | 29 de janeiro de 1979        | 7 de janeiro de 1980         |

## 1ª temporada (1973)
Em fevereiro de 1973, Chaves se tornou um programa independente, sendo exibido todas as segundas feiras. Chaves tornou-se uma série de meia hora (contando os comerciais), tendo sua estreia pela Televisa, emissora recém-fundada no mesmo ano.
No final de março de 1973, Chespirito se machucou gravemente na mão, impossibilitando-o de gravar novos episódios, tanto de Chaves quanto de Chapolin. Então, a Televisa decidiu formar episódios compilados com alguns esquetes do Programa Chespirito exibidos originalmente em 1972. Assim, essas compilações fazem parte da temporada de 1973, mesmo tendo suas originais no ano anterior. Foram oito semanas com Chespirito nessa situação, no entanto, só se tem registro de sete compilações de esquetes; isso ocorreu pois, no dia da última compilação, foi exibido um jogo de futebol.
Pouco antes do fim da temporada, María Antonieta de las Nieves, intérprete da Chiquinha, se afastou das gravações para cuidar de sua gravidez. Ficou fora do programa por mais de 1 ano.
;Esquetes de 1972 reprisados na temporada de 1973
- Roberto Gómez Bolaños, Carlos Villagrán, Ramón Valdés e Maria Antonieta de las Nieves estão presentes em todos os episódios.
- Florinda Meza está ausente em um episódio.
- Angelines Fernandéz está ausente em três episódios.
- Edgar Vivar está ausente em quatro episódios.

;Episódios da temporada de 1973
- Roberto Gómez Bolaños, Ramón Valdés, Carlos Villagrán e Florinda Meza estão presentes em todos os episódios.
- María Antonieta de las Nieves está ausente em oito episódios.
- Rubén Aguirre e Edgar Vivar estão ausentes em quinze episódios.
- Angelines Fernández está ausente em dezessete episódios.

| Episódio | Título em espanhol                                              | Título em português                                                                      | Estreia original                                                                    | Estreia no Brasil | Elenco | Nota(s) |
| --- | --------------------------------------------------------------- | ---------------------------------------------------------------------------------------- | ----------------------------------------------------------------------------------- | --- | --- | --- |
| 1 (a) | Los Caquitos: Rateros torpes                                    | Os Ladrões: Boas festas                                                                  | 26 de fevereiro de 1973                                                             | 6 de março de 2010 (TLN) Dublagem: MAGA (1988)                                                                                   | Roberto Gómez Bolaños, Ramón Valdés e Carlos Villagrán | No SBT, este esquete estreou em 26 de agosto de 2011. Regravado em 1975. |
| Resumo: Peterete encontra uma casa com uma janela aberta e chama Beterraba para ajudá-lo a roubar o local. |                                                                 |                                                                                          |                                                                                     | | | |
| 1 (b) | El Chavo del Ocho: Los globos                                   | Chaves: Balões                                                                           | 26 de fevereiro de 1973                                                             | 6 de março de 2010 (TLN) 26 de agosto de 2011 (SBT) Dublagem: MAGA (1988)                                                        | Roberto Gómez Bolaños, Ramón Valdés, Carlos Villagrán, Florinda Meza, Edgar Vivar e Maria Antonieta de las Nieves                                          | Seu Madruga paga o aluguel em dia para o Sr. Barriga e diz que já tem trabalho. É provável que tenha uma dublagem inédita de 1992, pois um pequeno trecho chegou a ser exibido no Domingo Legal em 2010 Regravado em 1975. |
| Resumo: Chaves tenta estourar todos os balões da Chiquinha e do Quico com uma tesoura, pois não tem dinheiro para comprar. |                                                                 |                                                                                          |                                                                                     | | | |
| 2 (a) | Los Caquitos: ???                                               | Os Ladrões: ???                                                                          | 12 de março de 1973                                                                 | Esquete inédito | | Esquete perdido mundialmente. Não há informações sobre o episódio. |
| Resumo: ??? |                                                                 |                                                                                          |                                                                                     | | | |
| 2 (b) | El Chavo del Ocho: Confusión de Cartas                          | Chaves: Chaves rompe o romance                                                           | 12 de março de 1973                                                                 | Esquete inédito | | Episódio perdido mundialmente. Foi descoberto em uma das edições da Tele-Guia. Regravado em 1975 e 1977. |
| Resumo: Chaves rompe o romance entre o Professor Girafales e Dona Florinda após trocar os bilhetes. |                                                                 |                                                                                          |                                                                                     | | | |
| 3 (a) | El Chavo del Ocho: La basura                                    | Chaves: A lata de lixo                                                                   | 19 de março de 1973                                                                 | 22 de maio de 2018 (Multishow) Dublagens: MAGA (1988, dublagem inédita) e Som de Vera Cruz (2018)                                | Roberto Gómez Bolaños e Ramón Valdés | No SBT, este esquete estreou em 07 de abril de 2025. |
| Resumo: Chaves está varrendo o chão do pátio, mas se atrapalha com o seu chapéu. |                                                                 |                                                                                          |                                                                                     | | | |
| 3 (b) | Chespirito: El Mozo Revoltoso                                   | Chespirito: O homem das mil caras / Chespirito mordomo (DVD)                             | 19 de março de 1973                                                                 | 28 de março de 1988 (SBT) Dublagens: MAGA (1988) e Studio Gábia (2005-08, dublagem inédita)                                      | Roberto Gómez Bolaños, Ramón Valdés, Rubén Aguirre e Maria Antonieta de las Nieves                                                                         | No SBT, este esquete deixou de ser exibido em 1992 e voltou ao ar em 14 de abril de 2015. Neste esquete é executada a canção-tema de "O Poderoso Chefão". |
| Resumo: Chespirito aposta com Maria que o convidado de seu patrão é o famoso bandido Mil Caras, que escapou da prisão. |                                                                 |                                                                                          |                                                                                     | | | |
| 3 (c) | El Chavo del Ocho: La pintura                                   | Chaves: Pintores amadores                                                                | 19 de março de 1973                                                                 | 28 de março de 1988 (SBT) Dublagens: MAGA (1988)                                                                                 | Roberto Gómez Bolaños, Ramón Valdés, Carlos Villagrán, Florinda Meza, Rubén Aguirre, Edgar Vivar e Maria Antonieta de las Nieves                           | No Brasil, este episódio deixou de ser exibido em 1992. Voltou ao ar pelo Multishow em 22 de maio de 2018, e depois pelo SBT em 07 de abril de 2025. Regravado em 1976. |
| Resumo: Seu Madruga está tentando pintar seus móveis, mas Chaves, Chiquinha e Quico atrapalham e a Dona Florinda avisa para não sujar suas roupas; e o Seu Barriga foi cobrar o aluguel. |                                                                 |                                                                                          |                                                                                     | | | |
| 4 (a) | El Chavo del Ocho: Los números                                  | Chaves: Moedas                                                                           | 26 de março de 1973                                                                 | 6 de fevereiro de 2012 (SBT) Dublagens: MAGA (1988) e Som de Vera Cruz (2018)                                                    | Roberto Gómez Bolaños, Carlos Villagrán e Maria Antonieta de las Nieves                                                                                    | |
| Resumo: Ao descobrir que Chaves ganhou moedas, Chiquinha faz uma brincadeira para ganhar uma moeda dele. Chaves tenta fazer o mesmo com Quico, mas perde na brincadeira de novo. |                                                                 |                                                                                          |                                                                                     | | | |
| 4 (b) | Los Caquitos: Vendiendo paletas                                 | Os Ladrões: Dois ladrões                                                                 | 26 de março de 1973                                                                 | 11 de maio de 1988 (SBT) Dublagens: MAGA (1988) e Som de Vera Cruz (2018)                                                        | Roberto Gómez Bolaños, Ramón Valdés, Carlos Villagrán, Florinda Meza e Maria Antonieta de las Nieves                                                       | No SBT, este esquete havia sido exibido uma única vez em 1988, mas voltou ao ar em 6 de fevereiro de 2012. |
| Resumo: Beterraba está vendendo picolés, mas se assusta quando percebe que trocou seu carro de sorvetes por um carrinho de bebê. |                                                                 |                                                                                          |                                                                                     | | | |
| 4 (c) | El Chavo del Ocho: La enfermedad de la Chilindrina              | Chaves: Dando bolo                                                                       | 26 de março de 1973                                                                 | 11 de maio de 1988 (SBT) Dublagens: MAGA (1988) e Som de Vera Cruz (2018)                                                        | Roberto Gómez Bolaños, Ramón Valdés, Carlos Villagrán, Florinda Meza, Angelines Fernandéz e Maria Antonieta de las Nieves                                  | No SBT, este esquete foi exibido uma única vez em 1988 e voltou ao ar em 6 de fevereiro de 2012. |
| Resumo: Chiquinha passa mal após comer um bolo inteiro que Dona Clotilde havia feito e tenta escapar dos remédios que Seu Madruga quer lhe dar. |                                                                 |                                                                                          |                                                                                     | | | |
| 5 (a) | El Chavo del Ocho: Las Monedas                                  | Chaves: A troca / As moedas (dublagem inédita)                                           | 2 de abril de 1973                                                                  | 24 de maio de 2018 (Multishow) Dublagens: MAGA (1988, dublagem inédita), Som de Vera Cruz (2018) e RioSound (2025)               | Roberto Gómez Bolaños e Maria Antonieta de las Nieves | |
| Resumo: Chiquinha engana Chaves, trocando com ele duas moedas de 5 centavos por uma de 20. |                                                                 |                                                                                          |                                                                                     | | | |
| 5 (b) | Chespirito: El Metichito                                        | Chespirito: O dedo-duro / O amigo intrometido                                            | 2 de abril de 1973                                                                  | 1 de fevereiro de 2012 (SBT) Dublagem: MAGA (1988) e RioSound (2025)                                                             | Roberto Gómez Bolaños, Ramón Valdés, Florinda Meza, Rubén Aguirre e Maria Antonieta de las Nieves                                                          | |
| Resumo: Rubén tem duas namoradas e tenta fazer com que uma não saiba da outra, mas Chespirito acaba entregando tudo. |                                                                 |                                                                                          |                                                                                     | | | |
| 5 (c) | El Chavo del Ocho: Sarampión                                    | Chaves: O surto de catapora                                                              | 2 de abril de 1973                                                                  | 1 de fevereiro de 2012 (SBT) Dublagem: MAGA (1988) e RioSound (2025)                                                             | Roberto Gómez Bolaños, Ramón Valdés, Carlos Villagrán, Florinda Meza, Rubén Aguirre, Edgar Vivar e Maria Antonieta de las Nieves                           | Regravado em 1975 e 1979. |
| Resumo: Seu Madruga mente que Chiquinha está com catapora para não precisar pagar o aluguel. Mas, no final, ela estava mesmo doente, e todos acabam contagiados — exceto Chaves, o único que queria ser contaminado (para ganhar comida). |                                                                 |                                                                                          |                                                                                     | | | |
| 6 (a) | Chespirito: El Limosnero con garrote                            | Chespirito: Ladrão que rouba ladrão                                                      | 9 de abril de 1973                                                                  | 18 de março de 1988 (SBT) Dublagens: MAGA (1988) e Som de Vera Cruz (2018)                                                       | Roberto Gómez Bolaños, Ramón Valdés e Maria Antonieta de las Nieves                                                                                        | Reprise de 1972. Sabe-se que este esquete foi gravado no mês de junho, mas o seu ano é incerto. No SBT, este esquete deixou de ser exibido em 1992 e voltou ao ar em 20 de janeiro de 2012. |
| Resumo: Chespirito foi assaltado por um mendigo ladrão e, junto a uma velhinha, tenta recuperar seu dinheiro. |                                                                 |                                                                                          |                                                                                     | | | |
| 6 (b) | El Chavo del Ocho: El Ropavejero                                | Chaves: Remédio duro de engolir / O homem da roupa velha (DVD)                           | 9 de abril de 1973                                                                  | Estreia: 18 de março de 1988 (SBT) Dublagens: MAGA (1988), Studio Gábia (2005-08) e Som de Vera Cruz (2018)                      | Roberto Gómez Bolaños, Ramón Valdés, Maria Antonieta de las Nieves e José Luiz Fernández                                                                   | Reprise de 1972. No SBT, este esquete deixou de ser exibido em 1992 e voltou ao ar em 20 de janeiro de 2012. Chaves possui uma buzina e seu choro é diferente do habitual. Seu Madruga e Chiquinha vivem na casa nº 14, que posteriormente se tornaria a casa de Dona Florinda e Quico. Considerada a primeira aparição de Chaves, Chiquinha e Seu Madruga. Disponível em DVD. Regravado em 1975 e 1978. |
| Resumo: Chiquinha se recusa a tomar um remédio e Seu Madruga diz que as crianças desobedientes são levadas pelo Roupa Velha. O problema é que um vendedor ambulante aparece por lá, levando um saco enorme nas costas, e eles pensam que ele é o Roupa Velha. |                                                                 |                                                                                          |                                                                                     | | | |
| 6 (c) | El Chavo del Ocho: Dinero perdido                               | Chaves: Quem semeia moeda / A moeda perdida (DVD)                                        | 9 de abril de 1973                                                                  | Estreia: 18 de março de 1988 (SBT) Dublagens: MAGA (1988), Studio Gábia (2005-08) e Som de Vera Cruz (2018)                      | Roberto Gómez Bolaños, Ramón Valdés, Carlos Villagrán e Maria Antonieta de las Nieves                                                                      | Reprise de 1972. No SBT, este esquete deixou de ser exibido em 1992 e voltou ao ar em 20 de janeiro de 2012. Quico afirma ser mais novo que Chaves, contrariando outros episódios. Considerada a primeira aparição de Quico. Disponível em DVD. |
| Resumo: Quico perde uma moeda que Chaves acaba encontrando, mas Chiquinha o engana e fica com ela. Então, os três começam a brincar de adivinhações, onde sempre sobra para o menino do barril. |                                                                 |                                                                                          |                                                                                     | | | |
| 7 | El Chavo del Ocho: Los tronadores                               | Chaves: O Revolvinho do Chaves                                                           | 16 de abril de 1973                                                                 | Esquete inédito | Não há informações sobre elenco | Esquete perdido mundialmente. Reprise de 1972. Seria parte de uma recompilação de esquetes de 1972, como outras exibidas pela Televisa na época. Porém, não se sabe quais outros esquetes completam este episódio. De acordo com relatos de diversos fãs este esquete foi parcialmente exibido durante uma enchente no SBT, em 25 de abril de 1991, no lugar do TJ Brasil. Mas não há gravações que comprove sua exibição no SBT. Porém, uma planilha do IBOPE confirma uma exibição emergencial de Chaves no dia 25 de abril de 1991 às 19:03. A existência da exibição original (dentro do programa Chespirito em 25 de setembro de 1972) foi confirmada através da revista Tele Guía 1050. Regravado em 1973 e 1976. |
| Resumo: Chaves provoca pânico entre os vizinhos ao estourar suas bombinhas. |                                                                 |                                                                                          |                                                                                     | | | |
| 8 (a) | Dr. Chapatín: El enfermo                                        | Dr. Chapatin: O doente                                                                   | 16 de abril de 1973                                                                 | Estreia: 6 de fevereiro de 2012 (SBT) Dublagem: MAGA (1988)                                                                      | Roberto Gómez Bolaños, Ramón Valdés e Maria Antonieta de las Nieves                                                                                        | Reprise de 1972. Regravado em 1977. |
| Resumo: Dr. Chapatin visita uma casa onde o marido faz os serviços domésticos. Como sua mulher controla todo o dinheiro que ele ganha no trabalho, ele resolve fazer um acordo com o Dr. Chapatin. O médico cobrará de sua mulher os 600 mil cruzeiros ao invés de 50, que é o seu preço normal. Pois assim, os dois podem dividir a quantia igualmente, depois mas o cara se dá mal pois sua mulher faz um acordo de dá o purgante ao marido pois sabia que não estava doente. |                                                                 |                                                                                          |                                                                                     | | | |
| 8 (b) | El Chavo del Ocho: Buena Vecindad                               | Chaves: Quem canta, seus males espanca / A festa da boa vizinhança (DVD)                 | 16 de abril de 1973                                                                 | Estreia: 16 de maio de 1988 (SBT) Dublagens: MAGA (1988) e Studio Gábia (2005-08)                                                | Roberto Gómez Bolaños, Ramón Valdés, Carlos Villagrán, Florinda Meza, Angelines Fernández e Maria Antonieta de las Nieves                                  | Reprise de 1972. No SBT, este esquete foi exibido uma única vez em 1988 e voltou ao ar em 6 de fevereiro de 2012. Considerada a primeira aparição de Dona Florinda e Dona Clotilde. Este episódio foi gravado antes de Florinda Meza operar seu nariz. Disponível em DVD. Regravado em 1973 e 1976. |
| Resumo: A turma do Chaves faz uma festa na vila. Cada um faz uma promessa. Seu Madruga toca violão, Quico recita "O Sapinho Dô-dô-dô", Chaves declama "O Cachorro Arrependido" e Chiquinha canta e toca violão. Mas como sempre, eles acabam brigando por causa do Chaves. |                                                                 |                                                                                          |                                                                                     | | | |
| 9 (a) | Chespirito: Dia de Campo                                        | Chespirito: O Piquenique Voador                                                          | 23 de abril de 1973                                                                 | Estreia: 11 de dezembro de 2010 (TLN) Dublagem: MAGA (1990)                                                                      | Roberto Gómez Bolaños, Ramón Valdés, Florinda Meza e Maria Antonieta de las Nieves                                                                         | Reprise de 1972. No SBT, este esquete estreou em 23 de janeiro de 2012. |
| Resumo: Em um piquenique com amigos, Chespirito acredita ter visto um disco voador, mas ninguém acredita nele. No final, era tudo um sonho. |                                                                 |                                                                                          |                                                                                     | | | |
| 9 (b) | Dr. Chapatín: Boxeadores                                        | Dr. Chapatin: O Boxeador                                                                 | 23 de abril de 1973                                                                 | Estreia: 11 de dezembro de 2010 (TLN) Dublagem: MAGA (1990)                                                                      | Roberto Gómez Bolaños, Ramón Valdés, Carlos Villagrán e Maria Antonieta de las Nieves                                                                      | Reprise de 1972. No SBT, este esquete estreou em 23 de janeiro de 2012. Regravado em 1977. |
| Resumo: Dr. Chapatin tenta cuidar de um boxeador que está machucado e arranja a maior confusão. |                                                                 |                                                                                          |                                                                                     | | | |
| 9 (c) | El Chavo del Ocho: El sobre de dinero                           | Chaves: O Despejo                                                                        | 23 de abril de 1973                                                                 | Estreia: 1990 (SBT) Dublagem: MAGA (1990)                                                                                        | Roberto Gómez Bolaños, Ramón Valdés, Carlos Villagrán, Edgar Vivar e Maria Antonieta de las Nieves                                                         | Reprise de 1972. No SBT, este esquete foi exibido uma única vez em 1990 e voltou ao ar em 23 de janeiro de 2012. Porém, antes de voltar a ser exibido pelo SBT, este esquete voltou ao ar em 6 de março de 2010, pela TLN. Considerada a primeira aparição do Senhor Barriga, que era chamado apenas de Senhor. Regravado em 1978. |
| Resumo: O dono da vila coloca o Seu Madruga na rua, por falta de pagamento. Porém, o Seu Madruga já conseguiu o dinheiro, só que não sabe onde está. No meio dos móveis espalhados pelo pátio, ele decide procurar e pede ajuda as crianças, que só atrapalham. |                                                                 |                                                                                          |                                                                                     | | | |
| 10 (a) | Chespirito: Se solicita secretario                              | Chespirito: À Procura de Desemprego                                                      | 7 de maio de 1973                                                                   | Estreia: 11 de maio de 1988 (SBT) Dublagem: MAGA (1988)                                                                          | Roberto Gómez Bolaños e Ramón Valdés | Reprise de 1972. No SBT, este esquete deixou de ser exibido em 1992 e voltou ao ar em 24 de janeiro de 2012. |
| Resumo: Um homem procura um secretário que fale inglês, francês e alemão. Contudo, aparece-lhe um candidato inútil que não sabe nenhum desses idiomas. |                                                                 |                                                                                          |                                                                                     | | | |
| 10 (b) | El Chavo del Ocho: Ensuciar a Quico                             | Chaves: Como Sujar a Roupa do Quico                                                      | 7 de maio de 1973                                                                   | Estreia: 11 de maio de 1988 (SBT) Dublagem: MAGA (1988)                                                                          | Roberto Gómez Bolaños, Ramón Valdés, Carlos Villagrán, Florinda Meza, Edgar Vivar e Maria Antonieta de las Nieves                                          | Reprise de 1972. No SBT, este esquete deixou de ser exibido em 1992 e voltou ao ar em 24 de janeiro de 2012. Roteiro reutilizado em anos posteriores, mas com final diferente. Regravado em 1974 e 1976. |
| Resumo: Quico precisa ir a uma festa e não pode sujar sua roupa. Então, Chaves e Chiquinha têm a ideia de jogar farinha nele. |                                                                 |                                                                                          |                                                                                     | | | |
| 10 (c) | El Chavo del Ocho: La gente debe hacer favores a sus semejantes | Chaves: Ajudem-se uns aos outros                                                         | 7 de maio de 1973                                                                   | Estreia: 11 de maio de 1988 (SBT) Dublagem: MAGA (1988)                                                                          | Roberto Gómez Bolaños, Ramón Valdés, Carlos Villagrán, Florinda Meza, Angelines Fernández e Maria Antonieta de las Nieves                                  | Reprise de 1972. No SBT, este esquete deixou de ser exibido em 1992 e voltou ao ar em 24 de janeiro de 2012. Na dublagem, perto do final da esquete, Nelson Machado, dublador do Carlos Villagrán (Quico), dá voz a uma fala dita por Ramón Valdés, o Seu Madruga. Regravado em 1974 e 1976. |
| Resumo: Quico e Chiquinha estão comprando vários balões, mas Chaves não tem nenhum porque não tem dinheiro. Depois de várias confusões com o pessoal da vila, Chaves resolve ir embora do cortiço. Todos se comovem e pedem para ele não partir. Seu Madruga compra vários balões para Chaves, que acaba voando com eles. |                                                                 |                                                                                          |                                                                                     | | | |
| 11 (a) | Dr. Chapatín: El Contrabando                                    | Dr. Chapatin: O contrabando / Os contrabandistas de joias                                | 14 de maio de 1973                                                                  | Estreia: 21 de março de 2015 (SBT) Dublagens: MAGA (1988, dublagem inédita e 1990)                                               | Roberto Gómez Bolaños, Ramón Valdés, Carlos Villagrán, Florinda Meza, Maria Antonieta de las Nieves e José Luiz Fernandez                                  | Reprise de 1972. Participação de José Luis Fernández "Negão". Regravado em 1978. |
| Resumo: Dr. Chapatin senta em um banco para tirar areia de seus sapatos; ele nem desconfia que aquele é o ponto de encontro de três contrabandistas de uma joia. |                                                                 |                                                                                          |                                                                                     | | | |
| 11 (b) | El Chavo del Ocho: La Nueva Vecina - parte 1                    | Chaves: As novas vizinhas/Uma visita muito importante - Parte 1                          | 14 de maio de 1973                                                                  | Estreia: 23 de março de 1988 (SBT) Dublagens: MAGA (1988, dublagem perdida e 1990)                                               | Roberto Gómez Bolaños, Ramón Valdés, Carlos Villagrán, Florinda Meza, Angelines Fernández, Maria Antonieta de las Nieves e Maribel Fernandez               | Reprise de 1972. No SBT, este esquete deixou de ser exibido em 1992 e voltou ao ar em 17 de março de 2015, redublado. Regravado em 1975 e 1978. |
| Resumo: Chega à vila uma nova vizinha e Seu Madruga se apaixona por ela. Ela combina de voltar à tarde, para ver se consegue algum apartamento. Ao mesmo tempo, Dona Florinda promete voltar à tarde para bater no Seu Madruga, enquanto Dona Clotilde pretende ir visitá-lo. Então, ele combina com as crianças o que fazer, quando cada uma delas chegar. Mas eles confundem tudo e acaba sobrando para o Seu Madruga.                                                        |                                                                 |                                                                                          |                                                                                     | | | |
| 11 (c) | El Chavo del Ocho: El Chavo y Don Ramón se enamoran - parte 2   | Chaves: As vizinhas/Uma vizinha... - Parte 2                                             | 14 de maio de 1973                                                                  | Estreia: 23 de março de 1988 (SBT) Dublagens: MAGA (1988, dublagem perdida e 1990)                                               | Roberto Gómez Bolaños, Ramón Valdés, Carlos Villagrán, Florinda Meza, Maria Antonieta de las Nieves, Patty Juárez e Maribel Fernandez                      | Reprise de 1972. No SBT, este esquete deixou de ser exibido em 1992 e voltou ao ar em 23 de março de 2015, redublado. Regravado em 1975 e 1978. |
| Resumo: Glória, a nova vizinha, arranja um apartamento na vila e se muda com a sua sobrinha, Paty. Chaves e Quico se apaixonam pela menina, deixando Chiquinha com ciúmes. E Seu Madruga continua apaixonado por Glória, deixando Dona Clotilde com mais ciúmes ainda. |                                                                 |                                                                                          |                                                                                     | | | |
| 12 (a) | Dr. Chapatín: La Indigestión                                    | Doutor Chapatin: A indigestão                                                            | 21 de maio de 1973                                                                  | Estreia: 25 de março de 1988 (SBT) Dublagem: MAGA (1988)                                                                         | Roberto Gómez Bolaños, Ramón Valdés, Carlos Villagrán, Florinda Meza, Angelines Fernández e Maria Antonieta de las Nieves                                  | Reprise de 1972. No SBT, este esquete deixou de ser exibido em 1992 e voltou ao ar em 3 de fevereiro de 2012. Neste esquete Florinda Meza e Carlos Villagrán aparecem apenas como figurantes. Regravado em 1977. |
| Resumo: Um casal está almoçando no restaurante e o marido começa a passar mal. Por sorte, o Dr. Chapatin está no mesmo restaurante e tenta socorrer o sujeito. |                                                                 |                                                                                          |                                                                                     | | | |
| 12 (b) | Chespirito: El Mosco es Algo Tosco                              | Chespirito: O mosquito / A mosca é uma coisa burra (DVD)                                 | 21 de maio de 1973                                                                  | Estreia: 3 de fevereiro de 2012 (SBT) Dublagens: MAGA (1988) e Studio Gábia (2005-08)                                            | Roberto Gómez Bolaños | Reprise de 1972. Disponível em DVD. |
| Resumo: Chespirito quer dormir, mas uma mosca não o deixa em paz. Por isso, ele tenta matá-la. Mas isso não vai ser tão fácil quanto parece... |                                                                 |                                                                                          |                                                                                     | | | |
| 12 (c) | El Chavo del Ocho: El Chavo se Enamora - parte 3                | Chaves: Beijinhos - Parte 3 / Desmaiando com Paty e Glória (DVD)                         | 21 de maio de 1973                                                                  | Estreia: 25 de março de 1988 (SBT) Dublagens: MAGA (1988) e Studio Gábia (2005-08)                                               | Roberto Gómez Bolaños, Ramón Valdés, Carlos Villagrán, Florinda Meza, Angelines Fernández, Maria Antonieta de las Nieves, Patty Juárez e Maribel Fernandez | Reprise de 1972. No SBT, este esquete deixou de ser exibido em 1992 e voltou ao ar em 3 de fevereiro de 2012. Disponível em DVD. Regravado em 1975 e 1978. |
| Resumo: Chaves e Quico descobrem que sempre quando são beijados por Paty, desmaiam de emoção. E para curá-los, é preciso jogar neles baldes de água fria! Todos acabam se molhando, e o Seu Madruga se atrapalha todo tentando conquistar Glória. |                                                                 |                                                                                          |                                                                                     | | | |
| 13 (a) | Los Caquitos: Bolsitas de Papitas                               | Os Ladrões: O cofre                                                                      | 28 de maio de 1973                                                                  | Estreia: 16 de janeiro de 2014 (SBT) Dublagens: RioSound (2012) e Som de Vera Cruz (2018)                                        | Roberto Gómez Bolaños e Ramón Valdés | Reprise de 1972. Regravação de 1970. |
| Resumo: Peterete está tentando abrir um cofre, mas Chómpiras não para de abrir saquinhos de batatas, fazendo ruído e tirando a concentração de seu parceiro. |                                                                 |                                                                                          |                                                                                     | | | |
| 13 (b) | El Chavo del Ocho: Los carpinteros                              | Chaves: Marteladas / Quem brinca de carpinteiro, briga o tempo inteiro (DVD)             | 28 de maio de 1973                                                                  | Estreia: 16 de janeiro de 2014 (SBT) Dublagens: Studio Gábia (2005-08), RioSound (2012) e Som de Vera Cruz (2018)                | Roberto Gómez Bolaños, Ramón Valdés, Carlos Villagrán, Florinda Meza, Edgar Vivar e Maria Antonieta de las Nieves                                          | Reprise de 1972. Disponível em DVD. Houve histórias dizendo que esse episódio foi proibido de ser exibido devido ao grande nível de violência, o que mostrou ser uma grande mentira pois ele sempre foi exibido no México e distribuído internacionalmente em outros países, inclusive no Brasil. Regravado em 1974 e 1977. |
| Resumo: Seu Madruga está tentando cortar uma tábua, mas as crianças só atrapalham. No meio da confusão, surge o Sr. Barriga que, após sofrer várias marteladas, consegue o dinheiro do aluguel. |                                                                 |                                                                                          |                                                                                     | | | |
| 13 (c) | El Chavo del Ocho: La Cervatana                                 | Chaves: Zarabatana e chumbinhos / Quem tem zarabatana também precisa de chumbinhos (DVD) | 28 de maio de 1973                                                                  | Estreia: 16 de janeiro de 2014 (SBT) Dublagens: Studio Gábia (2005-08), RioSound (2012) e Som de Vera Cruz (2018)                | Roberto Gómez Bolaños, Ramón Valdés, Carlos Villagrán, Florinda Meza e Maria Antonieta de las Nieves                                                       | Reprise de 1972. Disponível em DVD. |
| Resumo: Chaves compra uma zarabatana e uma porção de chumbinhos com o dinheiro que ganha de Seu Madruga. Porém, Chiquinha furta a zarabatana e os chumbinhos de Chaves e começa a aprontar com o pessoal da vila. No final, após descobrirem que era ela quem estava atirando os chumbinhos, Chaves e Quico se vingam de Chiquinha. |                                                                 |                                                                                          |                                                                                     | | | |
| 14 (a) | Chespirito: El Utilero Inútil                                   | Chespirito: O ensaio                                                                     | 4 de junho de 1973                                                                  | Estreia: 18 de janeiro de 2012 (SBT) Dublagem: MAGA (1990)                                                                       | Roberto Gómez Bolaños, Ramón Valdés, Carlos Villagrán e Maria Antonieta de las Nieves                                                                      | |
| Resumo: Chespirito é um contra-regra que irrita os atores. O diretor fala que quer despedi-lo, mas ele escuta a conversa e crê que querem matá-lo. |                                                                 |                                                                                          |                                                                                     | | | |
| 14 (b) | El Chavo del Ocho: El gato y los peces                          | Chaves: O mistério dos peixinhos / Peixe cru faz bem pra memória (DVD)                   | 4 de junho de 1973                                                                  | Estreia: 18 de janeiro de 2012 (SBT) Dublagens: MAGA (1990) e Studio Gábia (2005-08)                                             | Roberto Gómez Bolaños, Ramón Valdés, Carlos Villagrán, Florinda Meza, Rubén Aguirre e Maria Antonieta de las Nieves                                        | Disponível em DVD. |
| Resumo: Seu Madruga nota o desaparecimento regular e misterioso de seus peixinhos dourados e se convence de que é o gato de Dona Florinda que os está comendo. Para acabar com isso, ele decide matar o animal. Ainda assim, seus peixinhos continuam desaparecendo, pois era o Chaves que os estava comendo. |                                                                 |                                                                                          |                                                                                     | | | |
| 15 (a) | Los Inofensivos Caquitos                                        | Os Ladrões: O que fazer quando um ladrão entra em casa?                                  | 11 de junho de 1973                                                                 | Estreia: 3 de junho de 2018 (Multishow) Dublagem: Som de Vera Cruz (2018) e RioSound (2025)                                      | Roberto Gómez Bolaños, Ramón Valdés, Rubén Aguirre e Maria Antonieta de las Nieves                                                                         | |
| Resumo: Os ladrões tentam roubar outra casa e arranjam a maior confusão. |                                                                 |                                                                                          |                                                                                     | | | |
| 15 (b) | El Chavo del Ocho: El jardinero                                 | Chaves: A chirimoia / O jardineiro                                                       | 11 de junho de 1973                                                                 | Estreia: 3 de junho de 2018 (Multishow) Dublagens: Studio Gábia (2005-08), Som de Vera Cruz (2018) e RioSound (2025)             | Roberto Gómez Bolaños, Ramón Valdés, Carlos Villagrán, Florinda Meza, Rubén Aguirre e Maria Antonieta de las Nieves                                        | Disponível em DVD. Regravado em 1975 e 1978. |
| Resumo: Chaves e Quico atrapalham Seu Madruga, enquanto este tenta plantar um pé de chirimoia. |                                                                 |                                                                                          |                                                                                     | | | |
| 16 (a) | El Chavo del Ocho: ¿Porque Botan las Pelotas?                   | Chaves: A bola                                                                           | 18 de junho de 1973                                                                 | Estreia: 4 de junho de 2018 (Multishow) Dublagens: MAGA (1988, dublagem inédita), Som de Vera Cruz (2018) e RioSound (2025)      | Roberto Gómez Bolaños e Ramón Valdés | |
| Resumo: Chaves pergunta para o Seu Madruga o motivo das bolas pularem. Todo o diálogo dura menos de um minuto. |                                                                 |                                                                                          |                                                                                     | | | |
| 16 (b) | Chespirito: Las Coplas Rancheras                                | Chespirito: Por uma mulher formosa / Duelo de repentes                                   | 18 de junho de 1973                                                                 | 9 de fevereiro de 2012 (SBT) Dublagem: MAGA (1988) e RioSound (2025)                                                             | Roberto Gómez Bolaños, Ramón Valdés, Carlos Villagrán, Rubén Aguirre e Maria Antonieta de las Nieves                                                       | Durante a gravação deste esquete, Roberto Gómez Bolaños sofreu um acidente e machucou a mão, o que provocou a exibição de diversas reprises de 1972 no programa. |
| Resumo: Chespirito regressa para se casar com Tonha, mas ela já tem outro noivo. Agora, os dois tentam disputá-la através de um duelo musical. |                                                                 |                                                                                          |                                                                                     | | | |
| 16 (c) | El Chavo del Ocho: Las preguntas / El tendedero                 | Chaves: Grito de independência / Independência do Brasil (DVD)                           | 18 de junho de 1973                                                                 | 9 de fevereiro de 2012 (SBT) Dublagens: MAGA (1988), Studio Gábia (2005-08) e RioSound (2025)                                    | Roberto Gómez Bolaños, Ramón Valdés, Carlos Villagrán, Florinda Meza, Angelines Fernández e Maria Antonieta de las Nieves                                  | Disponível em DVD. |
| Resumo: As crianças estudam a guerra da Independência na casa do Seu Madruga. |                                                                 |                                                                                          |                                                                                     | | | |
| 16 (d) | El Chavo del Ocho: El tendedero                                 | Chaves: Este varal é meu! / O varal da vila (DVD)                                        | 18 de junho de 1973                                                                 | Estreia: 9 de fevereiro de 2012 (SBT) Dublagens: MAGA (1988), Studio Gábia (2005-08) e RioSound (2025)                           | Roberto Gómez Bolaños, Ramón Valdés, Carlos Villagrán, Florinda Meza, Angelines Fernández e Maria Antonieta de las Nieves                                  | Disponível em DVD. |
| Resumo: Seu Madruga, Dona Florinda e Dona Clotilde disputam o varal da vila. |                                                                 |                                                                                          |                                                                                     | | | |
| 17 (a) | El Chavo del Ocho: La apuesta                                   | Chaves: As apostas                                                                       | 25 de junho de 1973                                                                 | 7 de março de 2010 (TLN) Dublagem: MAGA (1992)                                                                                   | Roberto Gómez Bolaños e Carlos Villagrán | No SBT, este esquete estreou em 26 de agosto de 2011. |
| Resumo: Chaves e Quico apostam dinheiro para ver quem consegue realizar determinada tarefa. |                                                                 |                                                                                          |                                                                                     | | | |
| 17 (b) | Los Caquitos: Caja fuerte                                       | Os Ladrões: Os ladrões                                                                   | 25 de junho de 1973                                                                 | 7 de março de 2010 (TLN) Dublagem: MAGA (1992)                                                                                   | Roberto Gómez Bolaños e Ramón Valdés | No SBT, este esquete estreou em 26 de agosto de 2011. Disponível em DVD. |
| Resumo: Beterraba e Peterete entram na casa de um policial e tentam abrir o cofre. |                                                                 |                                                                                          |                                                                                     | | | |
| 17 (c) | El Chavo del Ocho: Jugando a la escuelita                       | Chaves: A escolinha da Chiquinha / Brincando de escolinha (DVD)                          | 25 de junho de 1973                                                                 | 7 de março de 2010 (TLN) Dublagens: MAGA (1992) e Studio Gábia (2005-08, duas dublagens)                                         | Roberto Gómez Bolaños, Ramón Valdés, Carlos Villagrán, Florinda Meza, Edgar Vivar e Maria Antonieta de las Nieves                                          | No SBT, este esquete estreou em 26 de agosto de 2011. Disponível em DVD. |
| Resumo: Chaves, Chiquinha e Quico brincam de escolinha e acabam sujando a janela do Seu Madruga. |                                                                 |                                                                                          |                                                                                     | | | |
| 18 | El Desayuno                                                     | Oras, bolas! / O primeiro desjejum do Chaves (DVD)                                       | 2 de julho de 1973                                                                  | 31 de março de 2015 (SBT) Dublagens: MAGA (1988) e Studio Gábia (2005-08)                                                        | Roberto Gómez Bolaños, Ramón Valdés, Carlos Villagrán, Florinda Meza, Edgar Vivar e Maria Antonieta de las Nieves                                          | Disponível em DVD. Regravado em 1976. |
| Resumo: Seu Madruga convida Chaves para tomar café da manhã, e a confusão começa quando Quico arma um jogo de pingue-pongue. |                                                                 |                                                                                          |                                                                                     | | | |
| 19 (a) | Los Caquitos: El Limosnero                                      | Os Ladrões: O mendigo                                                                    | 9 de julho de 1973                                                                  | 7 de junho de 2018 (Multishow) Dublagem: Som de Vera Cruz (2018) e RioSound (2025)                                               | Roberto Gómez Bolaños, Ramón Valdés, Carlos Villagrán, Florinda Meza e Maria Antonieta de las Nieves                                                       | |
| Resumo: Para conseguir dinheiro, Peterete faz Beterraba se vestir de mendigo e pedir esmolas. |                                                                 |                                                                                          |                                                                                     | | | |
| 19 (b) | El Chavo del Ocho: Faltando a clases en domingo                 | Chaves: As crianças faltam à escola / Faltando à aula no domingo                         | 9 de julho de 1973                                                                  | 7 de junho de 2018 (Multishow) Dublagem: Som de Vera Cruz (2018) e RioSound (2025)                                               | Roberto Gómez Bolaños, Ramón Valdés, Carlos Villagrán, Florinda Meza, Rubén Aguirre e Maria Antonieta de las Nieves                                        | Regravado em 1976 e 1979. |
| Resumo: Os meninos faltam à escola e tentam enganar Seu Madruga dizendo que Chaves teve um piripaque e ficou paralisado o dia inteiro. No final eles descobrem que faltaram no domingo. |                                                                 |                                                                                          |                                                                                     | | | |
| 20 (a) | Los Caquitos: El jefe                                           | Os Ladrões: Quem manda é o chefe                                                         | 16 de julho de 1973                                                                 | 1984 (SBT) Dublagem: MAGA (1984)                                                                                                 | Roberto Gómez Bolaños, Ramón Valdés, Carlos Villagrán e Florinda Meza                                                                                      | No Brasil, este esquete deixou de ser exibido pelo SBT em 1988. Voltou ao ar em 04 de novembro de 2010 pelo Cartoon Network, e depois pelo SBT em 30 de abril de 2025. |
| Resumo: Peterete troca tiros com Quase Nada numa disputa para ver quem será o novo chefe do bando. |                                                                 |                                                                                          |                                                                                     | | | |
| 20 (b) | El Chavo del Ocho: El lechero                                   | Chaves: O Leiteiro / Seu Madruga leiteiro (DVD)                                          | 16 de julho de 1973                                                                 | 1984 (SBT) Dublagens: MAGA (1984) e Studio Gábia (2005-08, duas dublagens, uma é inédita)                                        | Roberto Gómez Bolaños, Ramón Valdés, Carlos Villagrán, Florinda Meza, Edgar Vivar e Maria Antonieta de las Nieves                                          | Esse episódio foi exibido até 1988. Voltou a ser exibido em 1992. Disponível em DVD. Regravado em 1976. |
| Resumo: Seu Madruga está trabalhando de leiteiro. Chaves e Chiquinha decidem pegar as garrafas de leite para alimentar cachorrinhos recém-nascidos sem o consentimento de Seu Madruga. |                                                                 |                                                                                          |                                                                                     | | | |
| 21 (a) | El Chavo del Ocho: El peluquero                                 | Chaves: Barba, cabelo... e graxa! / O engraxate e o barbeiro                             | 23 de julho de 1973                                                                 | 9 de junho de 2018 (Multishow) Dublagens: Studio Gábia (2005-08), Som de Vera Cruz (2018) e RioSound (2025)                      | Roberto Gómez Bolaños, Ramón Valdés, Carlos Villagrán, Florinda Meza, Edgar Vivar e Maria Antonieta de las Nieves                                          | Disponível em DVD. Regravado em 1976. |
| Resumo: Seu Madruga está trabalhando como cabeleireiro no salão da esquina e Chaves vai fazer um bico de engraxate. |                                                                 |                                                                                          |                                                                                     | | | |
| 21 (b) | Especial: México 73                                             | Especial: Campanha México 73                                                             | 23 de julho de 1973                                                                 | 9 de junho de 2018 (Multishow) Dublagem: Som de Vera Cruz (2018)                                                                 | Roberto Gómez Bolaños, Ramón Valdés, Carlos Villagrán, Florinda Meza e Maria Antonieta de las Nieves                                                       | |
| Resumo: Seu Madruga, Quico, Chaves, Chiquinha e Dona Florinda falam sobre a campanha "México 73". |                                                                 |                                                                                          |                                                                                     | | | |
| 22 (a) | Los Inofensivos Caquitos                                        | Os Ladrões: Agenta Zero Zero Seta                                                        | 30 de julho de 1973                                                                 | 30 de março de 1988 (SBT) Dublagem: MAGA (1988)                                                                                  | Roberto Gómez Bolaños, Ramón Valdés, Carlos Villagrán e Maria Antonieta de las Nieves                                                                      | No SBT, este esquete deixou de ser exibido em 1992 e voltou ao ar em 7 de fevereiro de 2015. Um trecho no início deste esquete que era exibido normalmente pelo SBT até 1992, atualmente não é mais exibido em lugar nenhum, o referido trecho está disponível na Internet em português por uma gravação antiga do SBT. |
| Resumo: Beterraba e Peterete entram na casa de uma velha louca. |                                                                 |                                                                                          |                                                                                     | | | |
| 22 (b) | El Chavo del Ocho: Por jugar con el água                        | Chaves: Barquinhos de papel / O barquinhos na bacia (DVD)                                | 30 de julho de 1973                                                                 | 30 de março de 1988 (SBT) Dublagens: MAGA (1988) e Studio Gábia (2005-08)                                                        | Roberto Gómez Bolaños, Ramón Valdés, Carlos Villagrán, Florinda Meza e Maria Antonieta de las Nieves                                                       | No SBT, este esquete deixou de ser exibido em 1992 e voltou ao ar em 26 de janeiro de 2012. Disponível em DVD. Regravado em 1976. |
| Resumo: Chiquinha está brincando com barquinhos de papel enquanto Quico faz o dever de casa. Chaves aparece e arranja encrenca com os dois. |                                                                 |                                                                                          |                                                                                     | | | |
| 23 (a) | Chespirito: El marinero mareado                                 | Chespirito: O marujo enjoado                                                             | 20 de agosto de 1973                                                                | 9 de maio de 1988 (SBT) Dublagens: MAGA (1988, dublagem perdida), RioSound (2012) e Som de Vera Cruz (2018)                      | Roberto Gómez Bolaños, Ramón Valdés, Carlos Villagrán e Florinda Meza                                                                                      | No SBT, este esquete deixou de ser exibido em 1992 e voltou ao ar em 17 de janeiro de 2014, redublado. Regravação de 1971. |
| Resumo: Chespirito é um marinheiro que se diz estar enjoado e acaba arranjando encrenca com dois passageiros do navio em que trabalha. No final, descobre-se que ele estava bêbado. |                                                                 |                                                                                          |                                                                                     | | | |
| 23 (b) | El Chavo del Ocho: Los sustos                                   | Sustos na vila                                                                           | 20 de agosto de 1973                                                                | 17 de janeiro de 2014 (SBT) Dublagens: RioSound (2012) e Som de Vera Cruz (2018)                                                 | Roberto Gómez Bolaños, Ramón Valdés, Carlos Villagrán, Florinda Meza e Maria Antonieta de las Nieves                                                       | Regravado em 1971. Regravado em 1976. |
| Resumo: Chiquinha conta histórias de terror para Chaves. Quico fica sozinho à noite e os dois decidem assustá-lo, disfarçando-se de fantasmas. |                                                                 |                                                                                          |                                                                                     | | | |
| 24 | El traje                                                        | A louca da escadaria - parte 1                                                           | 27 de agosto de 1973                                                                | 23 de janeiro de 2012 (SBT) Dublagem: MAGA (1988)                                                                                | Roberto Gómez Bolaños, Ramón Valdés, Carlos Villagrán, Florinda Meza, Maria Antonieta de las Nieves e Janet Arceo                                          | Primeiro episódio com a participação de Janet Arceo. Regravado em 1976. |
| Resumo: Uma semana antes da festa da boa vizinhança, surge uma nova inquilina na vila: Dona Edwiges, a louca da escadaria, que se sente atraída por Seu Madruga. Seu Madruga herda um terno de seu falecido tio que lhe é muito grande e pensa em usá-lo na festa, mas, para isso, precisa recuperar seu cinto, que Chiquinha pegou para brincar com Chaves e Quico. |                                                                 |                                                                                          |                                                                                     | | | |
| 25 | La fiesta de la vecindad                                        | A festa da boa vizinhança - parte 2 / A festa da vila - Parte 2 3 de setembro de 1973    | 13 de junho de 2018 (Multishow) Dublagem: Som de Vera Cruz (2018) e RioSound (2025) | Roberto Gómez Bolaños, Ramón Valdés, Carlos Villagrán, Florinda Meza, Rubén Aguirre, Maria Antonieta de las Nieves e Janet Arceo | Regravação de 1972. Regravado em 1976. | |
| Resumo: Na festa da boa vizinhança, Chaves, Quico e Chiquinha recitam "O cão arrependido", um poema sobre o Dia das Mães e "As Aventuras de Jeca Valente", respectivamente. |                                                                 |                                                                                          |                                                                                     | | | |
| 26 | La carretilla de toros                                          | Como pegar o touro a unha                                                                | 10 de setembro de 1973                                                              | 31 de janeiro de 1988 (SBT) Dublagem: MAGA (1988)                                                                                | Roberto Gómez Bolaños, Ramón Valdés, Carlos Villagrán, María Antonieta de las Nieves, Édgar Vivar, Florinda Meza                                           | No Brasil, este episódio deixou de ser exibido pelo SBT em 1992 e voltou ao ar em 12 de maio de 2025 na emissora num hiato de mais de 30 anos. Episódio perdido mundialmente, sendo a partir de então, exibido somente no Brasil. Uma gravação parcial do episódio, com o áudio original, surgida em 2022, gravado do canal estadunidense Galavision mostra parte dos créditos deste episódio e que ele foi exibido até o final dos anos 1990 ou início dos anos 2000 no exterior. Regravado em 1976. |
| Resumo: O Sr. Barriga presenteia as crianças com um touro de mentira para eles brincarem de toureiros, mas isso acaba arranjando muitas confusões na vila. |                                                                 |                                                                                          |                                                                                     | | | |
| 27 | El patio sucio después de la fiesta                             | As festas de independência / O pátio sujo depois da festa                                | 17 de setembro de 1973                                                              | 14 de junho de 2018 (Multishow) Dublagem: Som de Vera Cruz (2018) e RioSound (2025)                                              | Roberto Gómez Bolaños, Ramón Valdés, Carlos Villagrán, Florinda Meza, Edgar Vivar, Angelines Fernández e Maria Antonieta de las Nieves                     | Regravado em 1976. |
| Resumo: Chaves se oferece para limpar o pátio para Dona Florinda em troca de dinheiro. Enquanto isso, Seu Madruga tenta vender badulaques. Chiquinha encontra um saco de bombinhas de seu pai e começa a dispará-las no pátio. |                                                                 |                                                                                          |                                                                                     | | | |
| 28 | Los Insectos                                                    | Caçando insetos / Os insetos                                                             | 24 de setembro de 1973                                                              | 15 de junho de 2018 (Multishow) Dublagem: Som de Vera Cruz (2018) e RioSound (2025)                                              | Roberto Gómez Bolaños, Ramón Valdés, Carlos Villagrán, Florinda Meza, Angelines Fernández e Maria Antonieta de las Nieves                                  | Regravado em 1975 e 1979. |
| Resumo: Chaves brinca de matar insetos com o ferro de passar roupa de Seu Madruga e uma garrafa de gasolina, guardando-os em um saquinho. Porém, Chiquinha, Seu Madruga e Dona Clotilde comem os insetos pensando ser pipoca e Quico e Seu Madruga bebem a garrafa de gasolina, confundindo-a com refresco. |                                                                 |                                                                                          |                                                                                     | | | |
| 29 (a) | Los Inofensivos Caquitos                                        | Os Ladrões: Quem brinca com fogo faz pipi na cama / Pistola de brinquedo (DVD)           | 8 de outubro de 1973                                                                | 31 de janeiro de 1988 (SBT) Dublagens: MAGA (1988) e Studio Gábia (2005-08)                                                      | Roberto Gómez Bolaños, Ramón Valdés e Carlos Villagrán | No SBT, este esquete deixou de ser exibido em 1992 e voltou ao ar em 19 de janeiro de 2012. Disponível em DVD. |
| Resumo: Beterraba e Peterete tentam vender um revólver de brinquedo para Carlos, mas ele acha que é um assalto. |                                                                 |                                                                                          |                                                                                     | | | |
| 29 (b) | El Chavo del Ocho: Grupo musical                                | Chaves: Uma aula de canto 2 / A bandinha (DVD)                                           | 8 de outubro de 1973                                                                | 27 de maio de 1988 (SBT) Dublagens: MAGA (1988) e Studio Gábia (2005-08)                                                         | Roberto Gómez Bolaños, Ramón Valdés, Carlos Villagrán, Florinda Meza, Rubén Aguirre e Maria Antonieta de las Nieves                                        | No SBT, este esquete deixou de ser exibido em 1992 e voltou ao ar em 19 de janeiro de 2012. Último episódio com a Chiquinha (Maria Antonieta), que saiu em virtude da gravidez e só voltou em 1975. Disponível em DVD. Regravado em 1976. |
| Resumo: Chaves, Quico e Chiquinha brincam de orquestra, o que irrita Seu Madruga. Depois, o Professor Girafales conversa com eles sobre música. |                                                                 |                                                                                          |                                                                                     | | | |
| 30 | El perro                                                        | O cãozinho da Bruxa do 71 / O cachorro                                                   | 22 de outubro de 1973                                                               | 17 de junho de 2018 (Multishow) Dublagens: Studio Gábia (2005-08), Som de Vera Cruz (2018) e RioSound (2025)                     | Roberto Gómez Bolaños, Ramón Valdés, Carlos Villagrán, Florinda Meza, Rubén Aguirre e Angelines Fernández                                                  | No início, Quico diz que a classificação indicativa do programa é para todos os públicos. Primeiro episódio conhecido com a narração da abertura em espanhol feita por Florinda Meza. Disponível em DVD. Regravado em 1976 e 1979. |
| Resumo: Dona Clotilde está procurando o seu cãozinho, Satanás. Enquanto chama por ele, Chaves e Quico pensam que ela está invocando o diabo. |                                                                 |                                                                                          |                                                                                     | | | |
| 31 | El robachicos                                                   | Bebês versus compras                                                                     | 12 de novembro de 1973                                                              | 15 de abril de 1988 (SBT) Dublagem: MAGA (1988)                                                                                  | Roberto Gómez Bolaños, Ramón Valdés, Carlos Villagrán, Florinda Meza e Angelines Fernández                                                                 | No SBT, este esquete deixou de ser exibido em 1992 e voltou ao ar em 22 de fevereiro de 2012. Na versão dublada, a sobrinha da Dona Clotilde foi dublada por Cecília Lemes. Atualmente a Televisa distribui este episódio em posição incorreta no lugar do episódio "Como pegar um touro à unha" de 1973, que é mundialmente perdido. Regravado em 1978. |
| Resumo: As cestas com a sobrinha de Dona Clotilde e as compras do Seu Madruga se trocam, armando uma confusão. |                                                                 |                                                                                          |                                                                                     | | | |
| 32 | El zapatero - Parte 1                                           | Seu Madruga sapateiro - Parte 1                                                          | 19 de novembro de 1973                                                              | 1984 (SBT) Dublagem: MAGA (1984)                                                                                                 | Roberto Gómez Bolaños, Ramón Valdés, Carlos Villagrán, Florinda Meza, Rubén Aguirre e Edgar Vivar                                                          | No SBT, este episódio deixou de ser exibido em 1988 e voltou ao ar em 16 de fevereiro de 2012. Porém, antes de voltar a ser exibido pelo SBT, este episódio já estava disponível na época de lançamento do serviço de streaming Netflix no Brasil (5 de setembro de 2011). Abertura em espanhol narrada por Rubén Aguirre. Regravação de 1972 Regravado em 1978. |
| Resumo: Seu Madruga trabalha como sapateiro. A confusão começa quando Chaves e Quico resolvem brincar de sapateiros. |                                                                 |                                                                                          |                                                                                     | | | |
| 33 | El fútbol callejero - Parte 1                                   | Jogando bola - Parte 1                                                                   | 3 de dezembro de 1973                                                               | 1990 (SBT) Dublagem: MAGA (1990)                                                                                                 | Roberto Gómez Bolaños, Ramón Valdés, Carlos Villagrán, Florinda Meza e Edgar Vivar                                                                         | No SBT, este episódio foi exibido uma única vez em 1990 e voltou ao ar em 19 de janeiro de 2012. Porém, antes de voltar a ser exibido pelo SBT, este episódio voltou ao ar em 5 de novembro de 2010, pelo Cartoon Network. Regravado em 1978. |
| Resumo: Chaves e Quico brincam de futebol no pátio da vila. Após ser acertado pela bola, Sr. Barriga proíbe o futebol naquele local. Depois, ele e Seu Madruga pensam que Chaves foi atropelado e saem para a rua, onde quebram a perna ao serem atropelados. |                                                                 |                                                                                          |                                                                                     | | | |
| 34 | Los atropellados - Parte 2                                      | Os atropelados - Parte 2 / Os atropelados (DVD)                                          | 10 de dezembro de 1973                                                              | 21 de junho de 2018 (Multishow) Dublagens: Studio Gábia (2005-08, dublagem inédita), Som de Vera Cruz (2018) e RioSound (2025)   | Roberto Gómez Bolaños, Ramón Valdés, Carlos Villagrán, Florinda Meza e Angelines Fernández                                                                 | Regravado em 1978. |
| Resumo: Chaves se finge de atropelado para ganhar, como Seu Madruga, comida fácil. |                                                                 |                                                                                          |                                                                                     | | | |
| 35 | La posada de la vecindad                                        | A festa da amizade / Sem pichorra não tem festa (DVD)                                    | 17 de dezembro de 1973                                                              | 30 de maio de 1988 (SBT) Dublagens: MAGA (1988) e Studio Gábia (2005-08)                                                         | Roberto Gómez Bolaños, Ramón Valdés, Carlos Villagrán, Florinda Meza, Edgar Vivar e Angelines Fernández                                                    | No SBT, este episódio deixou de ser exibido em 1992 e voltou ao ar em 5 de agosto de 2011. Porém, antes de voltar a ser exibido pelo SBT, ele havia voltado ao ar em 6 de novembro de 2010, pelo Cartoon Network. A dublagem brasileira traduziu "piñata" de forma inadequada, pois "pichorra" é, na verdade, uma espécie de jarra e não tem nada a ver com as "piñatas", tipicamente mexicanas. Na dublagem brasileira foram dubladas várias falas dos figurantes. Disponível em DVD. Regravação de 1972 Regravado em 1976. |
| Resumo: A turma do Chaves resolve fazer uma festa com uma enorme pichorra. |                                                                 |                                                                                          |                                                                                     | | | |
| 36 | Carta a Santa Claus                                             | Natal, noite de paz! / A noite de Natal (DVD)                                            | 24 de dezembro de 1973                                                              | 25 de dezembro de 2014 (SBT) Dublagens: MAGA (1988), Studio Gábia (2005-08) e Som de Vera Cruz (2018)                            | Roberto Gómez Bolaños, Ramón Valdés, Carlos Villagrán, Florinda Meza, Rubén Aguirre, Edgar Vivar e Angelines Fernández                                     | Este episódio foi reprisado em 23 de dezembro de 1974. Atualmente a Televisa distribui esta reprise. Nesta exibição original, o episódio foi exibido sozinho, sem esquete. Porém, a reprise de 1974 contou com a exibição de um esquete (Os ladrões: Uma refeição indigesta, de 1974) e provavelmente este episódio teve um trecho cortado na reprise e que encontra-se atualmente perdido. Disponível em DVD. Regravado em 1979. |
| Resumo: Dona Florinda convida o pessoal da vila para comemorar o Natal em sua casa. |                                                                 |                                                                                          |                                                                                     | | | |
| 37 | El año nuevo                                                    | O ano novo do Chaves / Feliz ano novo! (DVD)                                             | 31 de dezembro de 1973                                                              | 31 de dezembro de 1984 (SBT) Dublagens: MAGA (1984) e Studio Gábia (2005-08)                                                     | Roberto Gómez Bolaños, Ramón Valdés, Carlos Villagrán, Florinda Meza, Rubén Aguirre e Angelines Fernández                                                  | Este episódio foi reprisado em 30 de dezembro de 1974. Atualmente a Televisa distribui esta reprise, que foi confirmada pela Tele-Guía nº 1.168, de 30 de dezembro de 1974. É executada a canção "Um ano mais". No SBT, este episódio deixou de ser exibido em 1985 e voltou ao ar em 1994. Era exibido sempre na época de Ano Novo, pelo SBT. A abertura em espanhol narrada por Jorge Gutiérrez Zamora é da reprise de 1974. Disponível em DVD. Regravado em 1976 e 1977. |
| Resumo: Na casa do Seu Madruga, todos fazem suas boas promessas para o ano novo. |                                                                 |                                                                                          |                                                                                     | | | |

### Episódios perdidos mundialmente
| Título em espanhol | Título em português             | Estreia original       | Estreia no Brasil | Elenco | Nota(s) |
| --- | ------------------------------- | ---------------------- | ----------------- | --- | --- |
| Los Caquitos: ??? | Os Ladrões: ???                 | 5 de março de 1973     | Esquete inédito   | Não há informações sobre elenco                                                                                     | Esquete perdido mundialmente |
| Resumo: Não há informações sobre resumo                                                                                               |                                 |                        |                   | | |
| El Chavo del Ocho: Un baño para el Chavo                                                                                              | Chaves: Um banho para o Chaves  | 5 de março de 1973     | Esquete inédito   | Roberto Gómez Bolaños, Ramón Valdés, Carlos Villagrán, Florinda Meza, Maria Antonieta de las Nieves e Rubén Aguirre | Episódio perdido mundialmente. Foi descoberto na Tele-Guia n° 1.073, de 1 a 7 de março de 1973. Circula na Internet algumas fotos que são supostamente desse episódio Provável primeira aparição do Professor Girafales na série, já que o personagem já existia no programa "Los Supergenios de la Mesa Cuadrada". Regravado em 1975, 1978 e 1979.                                         |
| Resumo: Todos os inquilinos da vila decidem banhar o Chaves, já que ele está há vários meses sem tomar banho.                         |                                 |                        |                   | | |
| El Chavo del Ocho: Peleando por el patio                                                                                              | Chaves: Brigando pelo pátio     | 6 de agosto de 1973    | Episódio inédito  | Não há informações sobre elenco                                                                                     | Episódio perdido mundialmente. Data de estreia confirmada pelo jornal Avance de 6 de agosto de 1973. |
| Resumo: Chaves e Chiquinha brigam pela posse do pátio da vila.                                                                        |                                 |                        |                   | | |
| Los Caquitos: ??? | Os Ladrões: ???                 | 13 de agosto de 1973   | Esquete inédito   | Não há informações sobre elenco                                                                                     | Esquete perdido mundialmente. |
| Resumo: Não há informações sobre este esquete.                                                                                        |                                 |                        |                   | | |
| El Chavo del Ocho: La Caja de Madera                                                                                                  | Chaves: A Caixa de Madeira      | 13 de agosto de 1973   | Episódio inédito  | Não há informações sobre elenco                                                                                     | Episódio perdido mundialmente. Foi reprisado no dia 4 de novembro de 1974. Regravado em 1975 e 1977. |
| Resumo: As crianças brincam de esconde-esconde. Enquanto isso, elas acreditam que a Bruxa do 71 transformou o Quico em uma bicicleta. |                                 |                        |                   | | |
| Jugando con las cosas de don Ramón | Tortinhas de merengue           | 1 de outubro de 1973   | Episódio inédito  | | Episódio perdido mundialmente. Foi exibido originalmente no dia 1 de outubro de 1973. Foi descoberto na Tele-Guía nº 1.103, de 27 a 3 de outubro de 1973. Essa Tele-Guía é repetida em novembro de 1974, mas segundo informações já confirmadas, em novembro e dezembro de 1974 houve reprises de episódios de 1973. Foi reprisado no dia 11 de novembro de 1974. Regravado em 1975 e 1979. |
| Resumo: Chaves "rouba" o spray de barba do seu Madruga e outras coisas a mais.                                                        |                                 |                        |                   | | |
| El Perrito Callejero | É proibido animais!             | 15 de outubro de 1973  | Episódio inédito  | Roberto Gómez Bolaños, Ramón Valdés, Carlos Villagrán, Édgar Vivar, Florinda Meza                                   | Episódio perdido mundialmente. Foi descoberto na Tele-Guía nº 1.105, de 11 a 17 de outubro de 1973. Regravado em 1976. |
| Resumo: Chaves foi mordido por um cachorro. Todos da vila estão muito preocupados.                                                    |                                 |                        |                   | | |
| Goteras en Casa de Don Ramón | Goteira na Casa do Seu Madruga  | 29 de outubro de 1973  | Episódio inédito  | Não há informações sobre elenco                                                                                     | Episódio perdido mundialmente. Foi descoberto na Tele-Guía nº 1.107, de 25 a 31 de outubro de 1973. Regravado em 1978. |
| Resumo: Chaves ajuda o Seu Madruga a tirar a água de sua casa, inundada devido a inúmeras goteiras.                                   |                                 |                        |                   | | |
| ? | ?                               | 5 de novembro de 1973  | Episódio inédito  | Não há informações sobre elenco                                                                                     | Episódio perdido mundialmente. |
| Resumo:Não há informações sobre resumo                                                                                                |                                 |                        |                   | | |
| El zapatero - parte 2 | Seu Madruga sapateiro - parte 2 | 26 de novembro de 1973 | Episódio inédito  | Não há informações sobre elenco                                                                                     | Episódio perdido mundialmente. Seu Madruga fez a chamada deste episódio no final da primeira parte. Remake de 1972 Remake em 1978. |
| Resumo: Seu Madruga ensina Chaves o ofício de sapateiro.                                                                              |                                 |                        |                   | | |

## 2ª temporada (1974)
Nessa temporada ocorreu a criação de personagens como Malicha (María Luisa Alcalá), a Pópis (Florinda Meza, a mesma intérprete de Dona Florinda), Nhonho (Edgar Vivar, o mesmo intérprete do Senhor Barriga) e Godinez (Horacio Gómez Bolaños, irmão de Roberto Gómez Bolaños).
- Roberto Gómez Bolaños, Carlos Villagrán e Florinda Meza estão presentes em todos os episódios.
- Ramón Valdés está ausente em um episódio.
- Édgar Vivar está ausente em dezesseis episódios.
- Rubén Aguirre está ausente em vinte e três episódios.
- Angelines Fernández está ausente em vinte e quatro episódios.

| Episódio | Título em espanhol                                           | Título em português                                                                              | Estreia original        | Estreia no Brasil                                                                                      | Elenco | Nota(s) |
| --- | ------------------------------------------------------------ | ------------------------------------------------------------------------------------------------ | ----------------------- | --- | --- | --- |
| 38 | Los pasteleros                                               | Com quantos ovos se faz um bolo?                                                                 | 7 de janeiro de 1974    | 7 de fevereiro de 1988 (SBT) Dublagem: MAGA (1988)                                                     | Roberto Gómez Bolaños, Carlos Villagrán, Florinda Meza, Rubén Aguirre, Edgar Vivar e Angelines Fernández                                                           | No SBT, este episódio deixou de ser exibido em 2003 e voltou ao ar em 23 de fevereiro de 2012. Remake em 1975 e 1978 |
| Resumo: Dona Clotilde faz um bolo para o Seu Madruga e lhe escreve também um bilhete, contando que está apaixonada por ele. Enquanto isso, Dona Florinda pede ao Quico que lhe compre um bolo para o Professor Girafales. Mas por causa de uma confusão, o Sr. Barriga pensa que Dona Florinda está apaixonada por ele. Chaves e Quico tentam fazer outro bolo, mas acabam sujando tudo. |                                                              |                                                                                                  |                         | | | |
| 39 | La alcancía                                                  | Um porquinho de cada vez                                                                         | 14 de janeiro de 1974   | 25 de abril de 1988 (SBT) Dublagem: MAGA (1988)                                                        | Roberto Gómez Bolaños, Ramón Valdés, Carlos Villagrán, Florinda Meza e Edgar Vivar                                                                                 | Remake em 1977 |
| Resumo: Seu Madruga tem um cofrinho cheio de dinheiro e tenta escondê-lo do Sr. Barriga. Enquanto isso, Chaves coleta garrafas vazias pelo cortiço para vender e comprar sanduíches de presunto. |                                                              |                                                                                                  |                         | | | |
| 40 | El yoyo                                                      | Os campeões de ioiô                                                                              | 21 de janeiro de 1974   | 1984 (SBT) Dublagem: MAGA (1984)                                                                       | Roberto Gómez Bolaños, Ramón Valdés, Carlos Villagrán, Florinda Meza, Edgar Vivar e José Luis Amaro                                                                | Remake em 1978 |
| Resumo: Seu Madruga convida dois artistas internacionais para um show de ioiôs. Enquanto isso, Chaves começa a vender jornais pela rua e ao ver os jogadores de ioiôs, resolve fazer o mesmo brincando com o Quico. Dona Florinda, ao ver que o cigarro que Seu Madruga deu a Chaves estava com Quico, mata ele de pancadas. No final, Quico segue jogando ioiô e Chaves, acidentalmente, quebra o relógio que a bisavó de Seu Madruga deu a ele. |                                                              |                                                                                                  |                         | | | |
| 41 | El Billete de Lotería                                        | Muito azar na sorte grande                                                                       | 28 de janeiro de 1974   | 7 de fevereiro de 2012 (SBT) Dublagem: MAGA (1988)                                                     | Roberto Gómez Bolaños, Ramón Valdés, Carlos Villagrán, Florinda Meza, Edgar Vivar e Angelines Fernández                                                            | Remake em 1976 e 1979 |
| Resumo: Chaves, que vendia bilhetes de loteria, vende seus últimos bilhetes para o Seu Madruga, que no dia seguinte, descobre que ganhou o prêmio. Porém, ele acaba perdendo esse bilhete. O problema agora é encontrá-lo. |                                                              |                                                                                                  |                         | | | |
| 42 | El Sonámbulo - parte 1                                       | O mistério dos pratos desaparecidos - Parte 1                                                    | 4 de fevereiro de 1974  | 11 de março de 1988 (SBT) Dublagem: MAGA (1988)                                                        | Roberto Gómez Bolaños, Ramón Valdés, Carlos Villagrán, Florinda Meza e Angelines Fernández                                                                         | No SBT, este episódio deixou de ser exibido em 1992 e voltou ao ar em 19 de agosto de 2011. Remake em 1977. |
| Resumo: Seu Madruga é sonâmbulo e acaba deixando pratos todas as noites no barril do Chaves, pois se preocupa com a fome do menino. |                                                              |                                                                                                  |                         | | | |
| 43 | El misterio de los platos - parte 2                          | A volta dos espíritos zombeteiros - Parte 2                                                      | 11 de fevereiro de 1974 | 14 de março de 1988 (SBT) Dublagem: MAGA (1988)                                                        | Roberto Gómez Bolaños, Ramón Valdés, Carlos Villagrán, Florinda Meza e Angelines Fernández                                                                         | No SBT, este episódio deixou de ser exibido em 1992 e voltou ao ar em 19 de agosto de 2011. Remake em 1977 |
| Resumo: O mistério dos pratos desaparecidos no barril do Chaves continua. Então, Dona Clotilde acha que isto é obra dos "espíritos zombeteiros", e decide fazer uma sessão espírita na casa de Seu Madruga. Mas no final, percebeu que Seu Madruga estava agindo como um sonâmbulo o tempo todo, e recebe seus pratos e seu chapéu de volta, mas logo após que ele coloca o chapéu na cabeça, farinha cai em cima dele e ele deixa os pratos caírem no chão. |                                                              |                                                                                                  |                         | | | |
| 44 | La declaración de amor                                       | Um triângulo amoroso                                                                             | 18 de fevereiro de 1974 | 9 de setembro de 1990 (SBT) Dublagem: MAGA (1988)                                                      | Roberto Gómez Bolaños, Ramón Valdés, Carlos Villagrán, Florinda Meza e Rubén Aguirre                                                                               | No SBT, este episódio deixou de ser exibido em 2003 e voltou ao ar em 8 de fevereiro de 2012. Remake em 1977. |
| Resumo: O Professor Girafales pretende se declarar à Dona Florinda, mas não consegue. Por isso, decide pedir conselhos ao Seu Madruga. No entanto, Chaves e Quico pensam que os dois estão tendo um caso. |                                                              |                                                                                                  |                         | | | |
| 45 | La Enfermedad de Quico                                       | A doença do Quico                                                                                | 25 de fevereiro de 1974 | 1984 (SBT) Dublagem: MAGA (1984)                                                                       | Roberto Gómez Bolaños, Ramón Valdés, Carlos Villagrán e Florinda Meza                                                                                              | No SBT, este episódio deixou de ser exibido em 1992 e voltou ao ar em 31 de janeiro de 2012. Remake em 1976 e 1979. |
| Resumo: Dona Florinda pede ao Seu Madruga para ir comprar remédios, pois Quico está doente. Na sequência, Quico pede para que Chaves jogue os remédios fora, porque não quer tomá-los. Mas o Chaves se engana e joga fora a urina para exame. |                                                              |                                                                                                  |                         | | | |
| 46 (a) | Premio Heraldo                                               | Os melhores do ano                                                                               | 4 de março de 1974      | 28 de julho de 2025 (Prime Video) Dublagem: RioSound (2025)                                            | Roberto Gómez Bolaños, Ramón Valdés, Carlos Villagrán, Florinda Meza e Rubén Aguirre                                                                               | Esquete comemorativo. |
| Resumo: Ramón Valdés (Seu Madruga), Carlos Villagrán (Quico), Roberto Gómez Bolaños (Chaves), Rubén Aguirre (Professor Girafales) e Florinda Meza (Dona Florinda/Pópis) agradecem ao Jornal Heraldo, por ter premiado as séries "El Chavo del Ocho" (Chaves) e " El Chapulín Colorado" (Chapolin Colorado) como os melhores programas humorísticos da televisão mexicana. |                                                              |                                                                                                  |                         | | | |
| 46 (b) | El Duelo                                                     | A troca de chapéus / Troca de chapéus (DVD)                                                      | 4 de março de 1974      | 20 de maio de 1988 Dublagens: MAGA (1988), Studio Gábia (2005-08) e RioSound (2025)                    | Roberto Gómez Bolaños, Ramón Valdés, Carlos Villagrán, Florinda Meza e Rubén Aguirre                                                                               | No SBT, este episódio deixou de ser exibido em 1992 e voltou ao ar em 9 de setembro de 2003. Disponível em DVD. Remake em 1976 e 1979. |
| Resumo: Seu Madruga briga com o Professor Girafales e pede ao Chaves que guarde o chapéu do seu patrão, que ele levou à vila por engano. Porém, o garoto se atrapalha e acaba grudando um chiclete no chapéu. |                                                              |                                                                                                  |                         | | | |
| 47 | El Loco                                                      | A cruz vermelha / Seu Madruga fica louco, Seu Madruga se atrapalha (DVD)                         | 11 de março de 1974     | 1984 (SBT) Dublagens: MAGA (1984) e Studio Gábia (2005-08, dublagem inédita)                           | Roberto Gómez Bolaños, Ramón Valdés, Carlos Villagrán, Florinda Meza e Edgar Vivar                                                                                 | No SBT, este episódio deixou de ser exibido em 1992 e voltou ao ar em 16 de janeiro de 2012. Remake em 1976 e 1979. |
| Resumo: Chaves está coletando dinheiro para a Cruz Vermelha. Enquanto isso, Seu Madruga começa a fingir que está louco para não pagar o aluguel. Ao mesmo tempo, Chaves pensa que o Sr. Barriga enlouqueceu. Então, Chaves e Quico tentam curá-los com baldes de água fria. No final, Seu Madruga vai parar no hospital e dá um dinheiro ao cofre de Cruz Vermelha para o Chaves, que diz "todo mundo pode precisar um dia", como forma de incentivo ao apoio. |                                                              |                                                                                                  |                         | | | |
| 48 | Los Globos                                                   | Os balões do Quico / Os balões                                                                   | 25 de março de 1974     | 7 de julho de 2018 (Multishow) Dublagem: Som de Vera Cruz (2018) e RioSound (2025)                     | Roberto Gómez Bolaños, Ramón Valdés, Carlos Villagrán, Florinda Meza e Angelines Fernández                                                                         | Remake em 1977 |
| Resumo: Chaves aprende com o Seu Madruga uma lição importante, que é compartilhar as coisas e ajudar os outros. Ao saber disso, Quico resolve dividir seus balões com Chaves, mas eles acabam brigando. Enquanto isso, Dona Florinda bate no Seu Madruga pensando que foi ele que amarrou os balões em sua cesta de compras. |                                                              |                                                                                                  |                         | | | |
| 49 (a) | Los Caquitos: La Cuenta                                      | Uma refeição indigesta / Quem convida, paga!                                                     | 1 de abril de 1974      | 26 de dezembro de 2010 (TLN) Dublagem: MAGA (1988 e 1990)                                              | Roberto Gómez Bolaños, Ramón Valdés, Carlos Villagrán, Florinda Meza e Rubén Aguirre                                                                               | A dublagem, de 1990, que acompanha o episódio principal estreou no dia 12 de maio de 2012 no SBT e foi exibido apenas uma vez, mas a partir do dia 24 de maio de 2012, o SBT passou a exibir a esquete com a dublagem de 1988, que acompanha a reprise do episódio "Natal, noite de paz!". Na dublagem de 1990, este esquete chama-se "Quem convida, paga". |
| Resumo: Beterraba convida Peterete para comer em um restaurante, mas nenhum deles tem dinheiro para pagar a conta. Para escapar dessa, Peterete tem a ideia de fazer Beterraba causar uma briga com outro cliente em frente ao restaurante e aproveitar a confusão para fugir. No entanto, o homem que Peterete escolhe como alvo de Beterraba era justamente o dono do restaurante. |                                                              |                                                                                                  |                         | | | |
| 49 (b) | El Chavo del Ocho: El tendedero                              | Quem baixa as calças, fica sem elas!                                                             | 1 de abril de 1974      | 1992 (SBT) Dublagem: MAGA (1990)                                                                       | Roberto Gómez Bolaños, Ramón Valdés, Carlos Villagrán, Florinda Meza e Rubén Aguirre                                                                               | Remake em 1976. |
| Resumo: Seu Madruga lava a calça e a pendura no varal do cortiço. Porém, Dona Florinda, que está com um novo penteado, se enfurece com isso e o manda tirá-la de lá, pois vai receber a visita do Professor Girafales a quem quer impressionar com seu novo visual, assim, não querendo que este veja a vila com roupas penduradas no varal. Seu Madruga se recusa, e acaba comprando briga com a "valentona do 14" que apenas para ver o varal vazio, mente para Chaves, dizendo que Seu Madruga o presenteou com sua calça. No final, Quico aparece "vestindo" o barril do Chaves, e Seu Madruga aparece logo em seguida com a roupa de Quico, que ele havia pegado do varal para se vingar do ocorrido. |                                                              |                                                                                                  |                         | | | |
| 50 | El ladrón del Señor Hurtado                                  | O ladrão / O ladrão do Senhor Furtado                                                            | 8 de abril de 1974      | 9 de julho de 2018 (Multishow) Dublagem: Som de Vera Cruz (2018) e RioSound (2025)                     | Roberto Gómez Bolaños, Ramón Valdés, Carlos Villagrán, Florinda Meza, Angelines Fernández e José Antonio Mena                                                      | Remake em 1976. |
| Resumo: Alguns pertences dos moradores da vila começam a desaparecer, mas ninguém sabe quem é o ladrão. Após Quico encontrar sem querer o ferro de passar roupa de Dona Clotilde no barril de Chaves, este é acusado injustamente de ladrão. Assim, Chaves decide ir embora do cortiço, mas ele volta no dia seguinte de cabeça erguida e consciência limpa, pois sabia que não era o ladrão. Ao ouvi-lo contando que rezou para que o ladrão se arrependesse e devolvesse os objetos furtados, o Senhor Furtado, que era o verdadeiro ladrão da história, fica comovido e devolve o que havia furtado, além de dar ao Chaves um sanduíche de presunto, que este divide com o Quico. |                                                              |                                                                                                  |                         | | | |
| 51 | Llegando tarde a la escuela                                  | O festival da burrice / Os novos alunos (DVD)                                                    | 15 de abril de 1974     | 1990 (SBT) Dublagens: MAGA (1990) e Studio Gábia (2005-08, dublagem inédita)                           | Roberto Gómez Bolaños, Ramón Valdés, Carlos Villagrán, Florinda Meza, Rubén Aguirre, Edgar Vivar, Horácio Gómez, Maria Luisa Alcalá, Marta Zabaleta e Angel Roldán | No SBT, este episódio foi exibido uma única vez em 1990 e voltou ao ar em 17 de janeiro de 2012. Primeira aparição de Nhonho, Pópis e Godinez.Remake em 1976 e 1979. |
| Resumo: As crianças se preparam para o primeiro dia de aula na escola do Professor Girafales. O Sr. Barriga chegou à vila sem receber pancadas (porque o Chaves foi para a escola junto com o Quico e a Pópis antes de sua chegada) e pediu ao Seu Madruga para levar seu filho, Nhonho. Os alunos fazem muita bagunça e não aprendem nada e no final, ninguém consegue responder uma pergunta fácil sobre pérolas. |                                                              |                                                                                                  |                         | | | |
| 52 | La Invisibilidad                                             | O Homem Invisível                                                                                | 22 de abril de 1974     | 1990 (SBT) Dublagem: MAGA (1990)                                                                       | Roberto Gómez Bolaños, Ramón Valdés, Carlos Villagrán, Florinda Meza e Edgar Vivar                                                                                 | No SBT, este episódio foi exibido uma vez em 1990, outra vez em 2000 e voltou ao ar definitivamente em 20 de fevereiro de 2012. Remake em 1976. |
| Resumo: Chaves e Quico estão procurando o homem invisível. Depois, Seu Madruga diz a eles que conhece a fórmula da invisibilidade, mas na verdade, tudo não passa de um truque para enganar os meninos. |                                                              |                                                                                                  |                         | | | |
| 53 | La lagartija                                                 | O caçador de lagartixas                                                                          | 29 de abril de 1974     | 27 de janeiro de 2012 (SBT) Dublagens: MAGA (1988) e Studio Gábia (2005-08)                            | Roberto Gómez Bolaños, Ramón Valdés, Carlos Villagrán, Florinda Meza, Angelines Fernández e Maria Luisa Alcalá                                                     | Trechos deste episódio foram exibidos no programa "Falando Francamente", de Sonia Abrão, em 2003. Disponível em DVD. Remake em 1976 e 1979. |
| Resumo: Chaves caça lagartixas na vila e todo mundo se assusta com elas. |                                                              |                                                                                                  |                         | | | |
| 54 | Harina para polvorear                                        | Como sujar uma roupa de festa?                                                                   | 6 de maio de 1974       | 1990 (SBT) Dublagens: MAGA (1988) e Som de Vera Cruz (2018)                                            | Roberto Gómez Bolaños, Ramón Valdés, Carlos Villagrán, Florinda Meza, Edgar Vivar e Maria Luisa Alcalá                                                             | No SBT, este episódio foi exibido uma única vez em 1990 e voltou ao ar em 13 de fevereiro de 2012. Remake de 1972. Remake em 1976. |
| Resumo: Quico tem de ir à festa dos Lopes Gabiroba e por isso não pode sujar a sua roupa de marinheiro. No entanto, Malicha tem a ideia de Chaves jogar talco no Quico, para que ele não possa ir à festa. |                                                              |                                                                                                  |                         | | | |
| 55 (a) | Los Inofensivos Caquitos: Las Islas Marías                   | As férias dos folgados                                                                           | 20 de maio de 1974      | 22 de fevereiro de 2012 (SBT) Dublagens: MAGA (1988) e Som de Vera Cruz (2018)                         | Roberto Gómez Bolaños, Ramón Valdés, Carlos Villagrán e Edgar Vivar                                                                                                | Esquete comum |
| Resumo: Como todos estão de férias, Peterete tem a ideia de ir à Ilha do Diabo (onde há uma prisão) com Beterraba, mas eles não conseguem ser presos. Então, Peterete decide furtar a caixa de esmolas de uma igreja. Contudo, quando chegam à igreja, eles ficam com a consciência pesada e, arrependidos, desistem da ideia. Quando finalmente decidem começar uma nova vida, eles são presos e levados à Ilha do Diabo ao tentarem se desfazer da arma que Beterraba carregava. |                                                              |                                                                                                  |                         | | | |
| 55 (b) | El Chavo del Ocho: La Casita del Chavo                       | A Casinha do Chaves                                                                              | 20 de maio de 1974      | 9 de fevereiro de 2012 (SBT) Dublagens: MAGA (1988) e Som de Vera Cruz (2018)                          | Roberto Gómez Bolaños, Ramón Valdés, Carlos Villagrán, Florinda Meza e Edgar Vivar                                                                                 | Remake de 1973. Remake em 1977. |
| Resumo: Chaves constrói uma casinha para brincar. Enquanto isso, o Seu Madruga precisa pagar pelo menos um mês de aluguel ao Sr. Barriga, caso contrário será despejado. |                                                              |                                                                                                  |                         | | | |
| 56 | Las Corbatas de Don Ramón - parte 1                          | Quem dorme com criança, acorda molhado! - Parte 1 / Quem dorme com criança, acorda molhado (DVD) | 27 de maio de 1974      | 14 de fevereiro de 1988 (SBT) Dublagens: MAGA (1988) e Studio Gábia (2005-08, dublagem inédita)        | Roberto Gómez Bolaños, Ramón Valdés, Carlos Villagrán, Florinda Meza e Rubén Aguirre                                                                               | Primeiro episódio em que aparece o segundo pátio da vila.Remake de 1972. Remake em 1977. |
| Resumo: O Professor Girafales presenteia Quico com um cachorrinho. Quico o nomeia de Madruguinha. Enquanto isso, Seu Madruga tenta pendurar suas gravatas no varal, mas as crianças ficam tirando-as o tempo todo para brincar ou fazer de coleira para o cachorrinho, irritando Seu Madruga profundamente. |                                                              |                                                                                                  |                         | | | |
| 57 | El perrito de Quico - parte 2                                | Mentira tem perna curta - Parte 2 / Gente sim, animal não! - Parte 2                             | 3 de junho de 1974      | 1992 (SBT) Dublagem: MAGA (1990 e uma inédita da MAGA cujo ano é desconhecido)                         | Roberto Gómez Bolaños, Ramón Valdés, Carlos Villagrán, Florinda Meza e Angelines Fernández                                                                         | Episódio comum. Remake de 1972. Remake em 1977. |
| Resumo: Para a felicidade de Dona Clotilde, fica proibido ter animais na vila. Por isso, sem Quico saber, Dona Florinda resolve devolver Madruguinha, o cachorrinho de seu filho, ao Professor Girafales. Quico fica arrasado ao se dar conta de que seu cachorrinho desapareceu. Enquanto isso, Chaves encontra um regador com a coleira de Madruguinha na janela da Bruxa do 71 e conta para Quico que seu cachorrinho havia sido transformado em um regador. Apesar disso, Quico fica feliz, porque, afinal, havia recuperado seu animal de estimação. Por fim, Chaves descobre a verdade e conta para Quico, mas é Seu Madruga quem acaba levando a culpa e apanhando de Dona Florinda. No final do episódio, Quico revela que tem outro animal: um ratinho branco.                                                           |                                                              |                                                                                                  |                         | | | |
| 58 | El Ratón - parte 3                                           | Um rato na contramão - Parte 3                                                                   | 10 de junho de 1974     | 18 de abril de 1988 (SBT) Dublagem: MAGA (1988)                                                        | Roberto Gómez Bolaños, Ramón Valdés, Carlos Villagrán, Florinda Meza, Edgar Vivar e Angelines Fernández                                                            | No SBT, este episódio foi exibido uma única vez em 1988 e voltou ao ar em 22 de março de 2007. Disponível em DVD. Remake em 1977. |
| Resumo: Após perder o cachorrinho Madruguinha e substituí-lo por um ratinho branco, Quico tenta esconder o roedor e usá-lo para assustar os demais enquanto Chaves sai caçando lagartixas pela vila. Chaves pensa que os biscoitos de Quico foram transformados em rato pela Bruxa do 71 e decide matá-lo com um estilingue, mas Quico tenta proteger o bicho a todo custo. No final, o ratinho entra na roupa de Nhonho, que sai correndo da vila como um gato escaldado. |                                                              |                                                                                                  |                         | | | |
| 59 | Falta de água                                                | Tempestade em balde d'água                                                                       | 1 de julho de 1974      | 21 de março de 1988 (SBT) Dublagem: MAGA (1988)                                                        | Roberto Gómez Bolaños, Ramón Valdés, Carlos Villagrán, Florinda Meza, Rubén Aguirre e Angelines Fernández                                                          | No SBT, este episódio deixou de ser exibido em 2000 e voltou ao ar em 27 de janeiro de 2012. Remake em 1977. |
| Resumo: A vila ficou sem água. Por isso, Chaves e Quico ficaram encarregados de irem buscar água em outra vila. E a confusão começa, com Seu Madruga e Dona Florinda brigando pelos baldes de água, Girafales tomando partido de Dona Florinda e os meninos desperdiçando a água que serviria para os adultos. Com o cano consertado e a volta da água à vila, o professor descobre a causa da falta d'água e Seu Madruga pune Chaves, que enche seu balde com lágrimas. |                                                              |                                                                                                  |                         | | | |
| 60 (a) | Los Caquitos: Intento de robo                                | Os dois ladrões / Tentativa de roubo (DVD)                                                       | 8 de julho de 1974      | 1984 (SBT) Dublagens: MAGA (1984) e Studio Gábia (2005-08, dublagem inédita)                           | Roberto Gómez Bolaños e Ramón Valdés | No SBT, este esquete deixou de ser exibido em 1988 e voltou ao ar em 26 de janeiro de 2012. Disponível em DVD. |
| Resumo Peterete tira do saco a panela de barro e diz que é aparelho para cortar cristais. Beterraba tem um aparelho para cortar cristas e quebra a janela. |                                                              |                                                                                                  |                         | | | |
| 60 (b) | El Chavo del Ocho: La carpintería - parte 1                  | Seu Madruga carpinteiro - parte 1                                                                | 8 de julho de 1974      | 1984 (SBT) Dublagem: MAGA (1984)                                                                       | Roberto Gómez Bolaños, Ramón Valdés, Carlos Villagrán, Florinda Meza, Rubén Aguirre e Edgar Vivar                                                                  | No SBT, este esquete deixou de ser exibido em 1988 e voltou ao ar em 25 de janeiro de 2012.Remake de 1972. Remake em 1977. |
| Resumo: Seu Madruga está trabalhando como carpinteiro. As crianças pegam seus instrumentos de trabalho e estragam uma cadeira de Dona Florinda. Agora, é o Seu Madruga quem vai ter que consertá-la. |                                                              |                                                                                                  |                         | | | |
| 61 | La carpintería - parte 2                                     | Muitas Marteladas - parte 2                                                                      | 15 de julho de 1974     | 15 de fevereiro de 2012 (SBT) Dublagem: MAGA (1988)                                                    | Roberto Gómez Bolaños, Ramón Valdés, Carlos Villagrán, Florinda Meza, Rubén Aguirre e Edgar Vivar                                                                  | Episódio exibido somente no Brasil. No SBT, este episódio deixou de ser exibido em 2013 e voltou ao ar em 8 de fevereiro de 2017, no programa Clube do Chaves. O Multishow não o exibiu em 2018 porém levou o episódio ao ar em 13/06/2019. Remake de 1972.Remake em 1977.                                                                                  |
| Resumo: Seu Madruga, que está trabalhando como carpinteiro, acaba martelando os dedos a toda hora. Enquanto isso, Chaves e Quico resolvem brincar de carpinteiros e nisso, acabam acertando o Professor Girafales com várias marteladas. |                                                              |                                                                                                  |                         | | | |
| 62 | Las Águas Frescas - parte 1                                  | O vendedor de refrescos - parte 1                                                                | 22 de julho de 1974     | 1984 (SBT) Dublagens: MAGA (1984) e Som de Vera Cruz (2018)                                            | Roberto Gómez Bolaños, Ramón Valdés, Carlos Villagrán, Florinda Meza e Edgar Vivar                                                                                 | No SBT, este episódio deixou de ser exibido em 1985 e voltou ao ar em 24 de janeiro de 2012. Foi exibido no Multishow com nova dublagem.Remake em 1977. |
| Resumo: Chaves começa a vender refrescos no segundo pátio, tendo logo Quico como freguês assíduo, já que começa a consumir vários refrescos e acaba assustando sua mãe por isso. Enquanto isso, o Seu Madruga se esconde em uma casa desocupada na intenção de evitar Seu Barriga, por isso resolve pedir a ajuda de Chaves, que tenta ajudar o dono da vila a encontrar Madruga. Com isso, o garoto aproveita para fazer chantagem com ambos para vender seus refrescos. |                                                              |                                                                                                  |                         | | | |
| 63 | Las Águas Frescas - parte 2                                  | Mais vale uma noite bem dormida que uma boa comida - parte 2                                     | 29 de julho de 1974     | 1984 (SBT) Dublagem: MAGA (1984)                                                                       | Roberto Gómez Bolaños, Ramón Valdés, Carlos Villagrán, Florinda Meza, Rubén Aguirre e Angelines Fernández                                                          | No SBT, este episódio deixou de ser exibido em 1992 e voltou ao ar em 25 de janeiro de 2012. O Multishow exibiu a primeira parte do episódio com uma nova dublagem, enquanto que a segunda parte foi exibida com a dublagem original da MAGA.Remake em 1977.                                                                                                |
| Resumo: Seu Madruga está com insônia e Dona Clotilde indica um remédio milagroso para resolver o problema. Mas Chaves e Quico pensam que ela enfeitiçou Seu Madruga. |                                                              |                                                                                                  |                         | | | |
| 64 (a) | Los Caquitos: La casa de la viejita                          | O feitiço contra o feiticeiro?                                                                   | 5 de agosto de 1974     | 16 de março de 1988 (SBT) Dublagem: MAGA (1988)                                                        | Roberto Gómez Bolaños, Ramón Valdés, Carlos Villagrán e Florinda Meza                                                                                              | No SBT, este esquete deixou de ser exibido em 1992 e voltou ao ar em 2 de fevereiro de 2012. |
| Resumo: Beterraba e Peterete tentam assaltar a casa de uma velhinha. Porém, eles a acordam sem querer e a carência dela os deixa em apuros. |                                                              |                                                                                                  |                         | | | |
| 64 (b) | El Chavo del Ocho: El Béisbol                                | Nada como ser um expert no assunto – parte 1                                                     | 5 de agosto de 1974     | 16 de março de 1988 (SBT) Dublagem: MAGA (1988)                                                        | Roberto Gómez Bolaños, Ramón Valdés, Carlos Villagrán, Florinda Meza e Edgar Vivar                                                                                 | No SBT, este esquete deixou de ser exibido em 1992 e voltou ao ar em 2 de fevereiro de 2012. Remake em 1977. |
| Resumo: Chaves, Quico e Nhonho jogam beisebol, o que causa muita bagunça na vila. |                                                              |                                                                                                  |                         | | | |
| 65 | Estampitas                                                   | Nada como ser um expert no assunto – parte 2                                                     | 12 de agosto de 1974    | 2 de fevereiro de 2012 (SBT) Dublagem: MAGA (1988)                                                     | Roberto Gómez Bolaños, Ramón Valdés, Carlos Villagrán, Florinda Meza e Edgar Vivar                                                                                 | Remake em 1977 |
| Resumo: Quico e Nhonho colecionam álbuns de figurinhas com notas de dinheiro, deixando Chaves com inveja. Depois, o Seu Barriga deixa cair várias notas de dólares no chão que Chaves pensa que são figurinhas. Seu Madruga descobre e tenta enganar o Chaves para ficar com elas. |                                                              |                                                                                                  |                         | | | |
| 66 | El inquilino boxeador                                        | Seu Madruga vai ser despejado / O despejo do grande campeão / O despejo do Seu Madruga (DVD)     | 19 de agosto de 1974    | 1984 (SBT) Dublagens: MAGA (1984, dublagem perdida, e 1990) e Studio Gábia (2005-08, dublagem inédita) | Roberto Gómez Bolaños, Ramón Valdés, Carlos Villagrán, Florinda Meza e Edgar Vivar                                                                                 | No SBT, este episódio deixou de ser exibido em 1992 e voltou ao ar em 21 de fevereiro de 2012, redublado. Possui duas dublagens.Remake em 1977. |
| Resumo: O Sr. Barriga finalmente decide despejar o Seu Madruga, que já estava há 15 meses sem pagar o aluguel. Chaves e Quico ficam muito tristes ao descobrir a decisão do Sr. Barriga e ajudam Seu Madruga a arrumar suas coisas para a mudança. Quico encontra um antigo álbum de fotografias do Seu Madruga, com fotos do tempo em que ele era um boxeador. Enquanto preparavam a mudança, o Sr. Barriga dá uma olhada no álbum de fotografias e encontra uma foto que lhe faz se lembrar do dia em que Seu Madruga salvou sua vida, mesmo sem saber: em tal ocasião, o Sr. Barriga estava com muitas dívidas e conseguiu dar a volta por cima graças à derrota de Seu Madruga numa luta de boxe, pois havia apostado em seu adversário. Com isso, o Sr. Barriga desiste de despejar Seu Madruga e revoga sua dívida com ele. |                                                              |                                                                                                  |                         | | | |
| 67 | Clases de Box                                                | Uma lição de boxe                                                                                | 26 de agosto de 1974    | 3 de fevereiro de 2012 (SBT) Dublagens: MAGA (1988)                                                    | Roberto Gómez Bolaños, Ramón Valdés, Carlos Villagrán, Florinda Meza e Rubén Aguirre                                                                               | Remake em 1977 |
| Resumo: Seu Madruga recorda dos velhos tempos de boxeador, e percebe que Chaves tem porte para se tornar um. Por isso, resolve treinar o menino para lutar boxe, emprestando suas luvas. Mas quando Chaves bate em Quico tentando ensiná-lo a lutar, Dona Florinda descobre o que aconteceu e bate no Seu Madruga e o Professor Girafales ameaça bater nele caso veja o Chaves usando luvas de boxe novamente. Tudo vai bem até que Chaves acaba colocando uma das mãos, cheia de cola, dentro da luva e, no final, sobra para o Seu Madruga, que não consegue impedir que o professor perceba tudo. |                                                              |                                                                                                  |                         | | | |
| 68 | Disgusto Amoroso                                             | A Briga dos Pombinhos                                                                            | 16 de setembro de 1974  | 27 de abril de 1988 (SBT) Dublagens: MAGA (1984) e Studio Gábia (2005-08, dublagem inédita)            | Roberto Gómez Bolaños, Ramón Valdés, Carlos Villagrán, Florinda Meza, Rubén Aguirre e Angelines Fernández                                                          | Episódio comum |
| Resumo: O Professor Girafales tem uma briga com Dona Florinda e pede ajuda ao Seu Madruga, prometendo-lhe pagar muito dinheiro. Porém, antes disso, ele precisa comprar a bola quadrada que prometeu ao Quico. Enquanto isso, Dona Clotilde alega que Seu Madruga e ela têm pendências amorosas. |                                                              |                                                                                                  |                         | | | |
| 69 | Los Yeseros                                                  | Os Gesseiros                                                                                     | 23 de setembro de 1974  | 28 de julho de 2018 (Multishow) Dublagem: Som de Vera Cruz (2018) e RioSound (2025)                    | Roberto Gómez Bolaños, Ramón Valdés, Carlos Villagrán, Florinda Meza e Edgar Vivar                                                                                 | Remake de 1972 Remake em 1978 |
| Resumo: O Sr. Barriga dá uma tarefa ao Seu Madruga: engessar uma parede da vila em troca de um mês de aluguel. Contudo, todo mundo bebe o gesso pensando ser leite de burra. |                                                              |                                                                                                  |                         | | | |
| 70 (a) | Historietas de Chespirito: Cyrano de Bergérac                | Cyrano de Bergerac                                                                               | 30 de setembro de 1974  | 1984 (SBT) Dublagem: MAGA (1984)                                                                       | Roberto Gómez Bolaños, Ramón Valdés, Carlos Villagrán, Florinda Meza e Edgar Vivar                                                                                 | No SBT, este esquete deixou de ser exibido em 1992 e voltou ao ar em 30 de janeiro de 2012. Remake em 1978. |
| Resumo: É narrada a história de um francês chamado Cyrano de Bergérac, um homem narigudo que matava a todos aqueles que zombassem de seu nariz. |                                                              |                                                                                                  |                         | | | |
| 70 (b) | El Chavo del Ocho: Perdonar a los enemigos                   | Ama o teu inimigo                                                                                | 30 de setembro de 1974  | 1984 (SBT) Dublagem: MAGA (1984)                                                                       | Roberto Gómez Bolaños, Ramón Valdés, Carlos Villagrán, Florinda Meza e Edgar Vivar                                                                                 | No SBT, este esquete deixou de ser exibido em 1992 e voltou ao ar em 30 de janeiro de 2012. Remake em 1978. |
| Resumo: Seu Madruga ensina que a melhor coisa que as pessoas podem fazer é amar seus inimigos. |                                                              |                                                                                                  |                         | | | |
| 71 (a) | Historietas de Chespirito: Don Quijote                       | Dom Quixote / Dom Quixote e Sancho Pança (DVD)                                                   | 7 de outubro de 1974    | 11 de maio de 1988 (SBT) Dublagens: MAGA (1984) e Studio Gábia (2005-08, dublagem inédita)             | Roberto Gómez Bolaños, Ramón Valdés, Florinda Meza e Patricia Moreno                                                                                               | No Brasil, este esquete deixou de ser exibido pelo SBT em 1992. Voltou ao ar em 23 de novembro de 2010, pelo Cartoon Network e depois em 12 de abril de 2025, pelo SBT. Remake em 1978 |
| Resumo: É narrada a história de Dom Quixote. Não como foi, mas como "poderia" ter sido. |                                                              |                                                                                                  |                         | | | |
| 71 (b) | El Chavo del Ocho: Torta de Jamón                            | Isto merece um prêmio!                                                                           | 7 de outubro de 1974    | 3 de junho de 1988 (SBT) Dublagens: MAGA (1988) e Studio Gábia (2005-08, dublagem inédita)             | Roberto Gómez Bolaños, Ramón Valdés, Carlos Villagrán, Florinda Meza e Rubén Aguirre                                                                               | Remake em 1977 |
| Resumo: As crianças fazem desenhos na escola, mas o Professor Girafales quer saber quem desenhou uma caricatura sua. Com medo da bronca, Quico pede ao Chaves que assuma a responsabilidade pelo desenho em troca de um sanduíche de presunto, mas ele se dá mal, já que Chaves é presenteado pelo professor. |                                                              |                                                                                                  |                         | | | |
| 72 (a) | Historietas de Chespirito: La Historia de Napoleón Bonaparte | Napoleão Bonaparte                                                                               | 14 de outubro de 1974   | 26 de janeiro de 2012 (SBT) Dublagem: MAGA (1988)                                                      | Roberto Gómez Bolaños, Ramón Valdés, Carlos Villagrán, Florinda Meza e Edgar Vivar                                                                                 | Remake em 1978 |
| Resumo: É narrada a história de Napoleão Bonaparte. Não como foi, mas como poderia ter sido. |                                                              |                                                                                                  |                         | | | |
| 72 (b) | El Chavo del Ocho: El Callo                                  | O calo do Sr. Barriga                                                                            | 14 de outubro de 1974   | 20 de janeiro de 2012 (SBT) Dublagem: MAGA (1988)                                                      | Roberto Gómez Bolaños, Ramón Valdés, Carlos Villagrán, Florinda Meza e Edgar Vivar                                                                                 | Remake em 1977 |
| Resumo: O Sr. Barriga tem um calo muito grande no pé e, todos acabam acertando ele. Enquanto isso, Chaves pensa que ficou milionário porque assinou um vale de 1 milhão de pesos. Chaves bate no Quico na frente do Seu Madruga, que joga o sapato no Sr. Barriga após apanhar de Dona Florinda. Seu Madruga tropeça na caixa de garrafa e repreende Chaves, que derruba a caixa no seu pé e o machuca. |                                                              |                                                                                                  |                         | | | |
| 73 | Los Platillos voladores sí existen                           | Discos voadores / Já chegou o disco voador (DVD)                                                 | 28 de outubro de 1974   | 1 de abril de 1988 (SBT) Dublagens: MAGA (1988) e Studio Gábia (2005-08)                               | Roberto Gómez Bolaños, Ramón Valdés, Carlos Villagrán, Florinda Meza e Edgar Vivar                                                                                 | No SBT, este episódio deixou de ser exibido em 1992 e voltou ao ar em 24 de fevereiro de 2012. Disponível em DVD. Remake em 1977. |
| Resumo: Quico ganha um disco voador de brinquedo. Enquanto isso, Seu Madruga combina com Chaves, para quando o Sr. Barriga chegar ele gritar: "Já chegou o disco voador!". No entanto, o plano sai errado quando o Quico se confunde com seu brinquedo. |                                                              |                                                                                                  |                         | | | |

### Episódios perdidos mundialmente
| Título em espanhol | Título em português                   | Estreia original      | Estreia no Brasil | Elenco                                                                                   | Nota(s) |
| --- | ------------------------------------- | --------------------- | ----------------- | ---------------------------------------------------------------------------------------- | --- |
| El Vendedor de Globos | Chaves: O vendedor de balões          | 18 de março de 1974   | Episódio inédito  | Não há informações sobre elenco                                                          | Episódio perdido mundialmente. Estreia confirmada pela revista Tele-Guía nº 1.126 de 14 a 20 de março de 1974. Regravado em 1977. Há relatos de fãs de que este episódio já foi exibido no SBT. Porém, atualmente não há provas suficientes para comprovar a suposta exibição. |
| Resumo: Chaves estoura todos os balões que o Quico compra.                                                                                               |                                       |                       |                   |                                                                                          | |
| ?? | ??                                    | 13 de maio de 1974    | Episódio inédito  | Não há informações sobre elenco                                                          | Episódio perdido mundialmente. Não há informações sobre o episódio. |
| Resumo: Resumo desconhecido |                                       |                       |                   |                                                                                          | |
| Los cuernos del profesor | Os chifrinhos de nozes                | 17 de junho de 1974   | Episódio inédito  | Não há informações sobre elenco                                                          | Episódio perdido mundialmente. Estreia confirmada pela revista Tele-Guía nº 1.140, de 13 a 19 de junho de 1974. Regravado em 1978. |
| Resumo: Chaves quer comer os chifrinhos de nozes que Dona Florinda preparou especialmente para o Professor Girafales.                                    |                                       |                       |                   |                                                                                          | |
| El Corto Circuito | O curto circuito                      | 24 de junho de 1974   | Episódio inédito  | Não há informações sobre elenco                                                          | Episódio perdido mundialmente. Foi descoberto na Tele-Guía nº 1.141, de 20 a 26 de junho de 1974. Regravado em 1977. |
| Resumo: ?????????? |                                       |                       |                   |                                                                                          | |
| Don Ramón, el fotógrafo | Seu Madruga fotógrafo                 | 2 de setembro de 1974 | Episódio inédito  | Roberto Gómez Bolaños, Ramón Valdés, Carlos Villagrán, Florinda Meza, María Luisa Alcalá | Episódio perdido mundialmente. Está disponível na Internet por uma gravação caseira feita do canal Inravisión, da Colômbia, surgida em fevereiro de 2025, datada de 1982. Regravado em 1977. |
| Resumo: Seu Madruga está trabalhando tirando fotografias com sua câmera, porém o trabalho não será nem um pouco fácil com as crianças da vila por perto. |                                       |                       |                   |                                                                                          | |
| Los globos | Os balões                             | 9 de setembro de 1974 | Episódio inédito  | Não há informações sobre elenco                                                          | Episódio perdido mundialmente. Foi descoberto na Tele-Guía nº 1.152, de 5 a 11 de setembro de 1974. |
| Resumo: Chaves e Quico enchem balões e provocam barulho na vizinhança.                                                                                   |                                       |                       |                   |                                                                                          | |
| Chespirito: My Fair Lady, que en español quiere decir que a mi dama le fue como en feria                                                                 | Chespirito:A história de My Fair Lady | 21 de outubro de 1974 | Episódio inédito  | Sem informações sobre o elenco                                                           | Episódio perdido mundialmente. |
| Resumo: Parodia de Mi Bella Dama. |                                       |                       |                   |                                                                                          | |
| La locura del Chavo | Chaves: A loucura do Chaves           | 21 de outubro de 1974 | Episódio inédito  | Sem informações sobre o elenco                                                           | Episódio perdido mundialmente. Foi descoberto através de uma foto de um vídeo com nome e data de exibição do episódio. Supõe-se que o SBT tem o episódio, graças a uma fita do arquivo que apareceu no Festival SBT 30 Anos com a data 21 OCT nos anos 1970. A única vez que 21 de outubro caiu em uma segunda-feira (dia de exibição de Chaves) foi em 1974. Porém, há relatos de que a fita desse episódio está bastante deteriorada, e não sendo possível recuperá-la mesmo após a realização de um processo de restauração. Regravado em 1977. |
| Resumo: Chaves começa a falar com as portas e todos pensam que ele está louco.                                                                           |                                       |                       |                   |                                                                                          | |

## 3ª temporada: (1975)
Os tempos de glória da trupe de Bolaños começaram em 1975 quando, além de um seriado de humor inigualável e inconfundível, Chaves se tornou uma marca de lucro garantido. Começaram a ser lançados produtos licenciados e o Chapolin Colorado chegou a visitar a Vila em uma de suas aventuras.
Com a volta de María Antonieta de las Nieves a partir de 10 de março de 1975, o elenco inicial do programa foi reconstituído e foram feitas as versões aclamadas das histórias dos três anos anteriores. Houve as participações dos atores Germán Robles, Olivia Leyva e Rosita Bouchot. A vila também sofreu alterações, tais como: o chão da vila, que antes era o próprio chão do estúdio, agora passou a ter um piso próprio; e a saída da vila, que era composta de uma arcada redonda e oval, passou a ser quadrada e maior.
- Roberto Gómez Bolaños, Carlos Villagrán e Florinda Meza estão presentes em todos os episódios.
- Ramón Valdés está ausente em um episódio.
- María Antonieta de las Nieves está ausente em sete episódios.
- Édgar Vivar está ausente em vinte episódios.
- Rubén Aguirre e Angelines Fernández estão ausentes em vinte e cinco episódios.

| Episódio | Título em espanhol                                            | Título em português                                                                                   | Estreia original        | Estreia no Brasil                                                                                             | Elenco | Nota(s) |
| --- | ------------------------------------------------------------- | --- | ----------------------- | --- | --- | --- |
| 73 | La Independencia en la vencidad                               | Chaves: Viva a independência!                                                                         | 6 de janeiro de 1975    | 13 de abril de 1988 (SBT)                                                                                     | Roberto Gómez Bolaños, Ramón Valdés, Carlos Villagrán, Florinda Meza, Edgar Vivar e Angelines Fernández                                                 | Episódio comum. No SBT, este episódio deixou de ser exibido em 1992 e voltou ao ar em 20 de fevereiro de 2012.Remake em 1978 |
| Resumo: Chaves, Quico e Nhonho brincam de guerra da independência. Depois, eles resolvem fazer uma "fanfarra", com direito a muito barulho. Dona Clotilde tenta falar com Seu Madruga a solução que encontrou para que Dona Florinda não bata mais nele. Porém, não consegue, pois toda vez que tenta, algum dos meninos interrompe. |                                                               | |                         | | | |
| 74 | Don Ramón ropavejero - parte 1                                | Chaves: Seu Madruga pega no batente - parte 1                                                         | 13 de janeiro de 1975   | 7 de março de 1988 (SBT)                                                                                      | Roberto Gómez Bolaños, Ramón Valdés, Carlos Villagrán, Florinda Meza e Edgar Vivar                                                                      | Episódio comum. No SBT, este episódio deixou de ser exibido em 1992 e voltou ao ar em 16 de fevereiro de 2012. Remake em 1978. |
| Resumo: Para dar um susto no Quico, Dona Florinda diz que se ele a desobedecê-la, o velho do saco irá levá-lo embora. Em seguida, chega Seu Madruga, com uma sacola enorme, pois está trabalhando como vendedor ambulante. Quico pensa que ele é o velho do saco e pede ajuda ao Chaves. |                                                               | |                         | | | |
| 75 (a) | Chespirito: Su Desconcierto en Fu Remol para Piano y Matraca  | Chespirito: História de pianista / O pianista (DVD)                                                   | 20 de janeiro de 1975   | 17 de maio de 2012 (SBT) Dublagens: MAGA (1988) e Studio Gábia (2005-08)                                      | Roberto Gómez Bolaños | Episódio comum. Disponível em DVD. |
| Resumo: Chesperito é um pianista super atrapalhado. |                                                               | |                         | | | |
| 75 (b) | El Chavo del Ocho: Don Ramón ropavejero - parte 2             | Chaves: Seu Madruga larga o batente - parte 2 / Seu Madruga ambulante (DVD)                           | 20 de janeiro de 1975   | 9 de março de 1988 (SBT) Dublagens: MAGA (1988) e Studio Gábia (2005-08, dublagem inédita)                    | Roberto Gómez Bolaños, Ramón Valdés, Carlos Villagrán, Florinda Meza e Edgar Vivar                                                                      | Episódio comum. No SBT, este episódio deixou de ser exibido em 1992 e voltou ao ar em 17 de fevereiro de 2012.Remake em 1978 |
| Resumo: Chaves e Quico encontram uma bola de boliche no saco que Seu Madruga estava carregando. Depois de muitas confusões, ele conta que jogou boliche em sua juventude. E no final, Dona Florinda sai da casa do Seu Madruga - que por sua vez sai arrebentado das pancadas que levou. |                                                               | |                         | | | |
| 76 | Don Ramón ropavejero - parte 3                                | Uma troca muito justa - parte 3                                                                       | 27 de janeiro de 1975   | 23 de maio de 1988 (SBT)                                                                                      | Roberto Gómez Bolaños, Ramón Valdés, Carlos Villagrán, Florinda Meza e Edgar Vivar                                                                      | Episódio comum. No SBT, este episódio deixou de ser exibido em 1992 e voltou ao ar em 17 de fevereiro de 2012. Remake em 1978 |
| Resumo: O Sr. Barriga tem interesse pela bola de boliche do Seu Madruga e resolve pegá-la, em troca de alguns meses de aluguel. Mas Chaves acaba pegando a bola com a mão cheia de cola e não consegue mais soltá-la. |                                                               | |                         | | | |
| 77 | Don Román y la caja de madera                                 | O primo do Seu Madruga                                                                                | 3 de fevereiro de 1975  | 18 de maio de 1988 (SBT) Dublagens: MAGA (1988, dublagem perdida e 1990)                                      | Roberto Gómez Bolaños, Carlos Villagrán, Florinda Meza, Edgar Vivar, Angelines Fernández e Germán Robles                                                | No SBT, este episódio deixou de ser exibido em 1992 e voltou ao ar em 16 de janeiro de 2012, redublado. A partir deste episódio, a vila passa a ter piso próprio. Possui duas dublagens. Remake em: 1977 |
| Resumo: O primo do Seu Madruga, Seu Madroga, visita a vila e logo de cara, já bate no Chaves, recebe uma bofetada de Dona Florinda e uma cantada de Dona Clotilde. Além disso ele tenta pregar uma caixa, na qual Quico acaba ficando preso dentro dela. |                                                               | |                         | | | |
| 78 | Clases de guitarra                                            | Violonistas e violonadas / Tocando violão                                                             | 10 de fevereiro de 1975 | 1986 (SBT) Dublagem: MAGA (1984, dublagem perdida e 1990)                                                     | Roberto Gómez Bolaños, Ramón Valdés, Carlos Villagrán, Florinda Meza e Rubén Aguirre                                                                    | Episódio comum. Possui duas dublagens. |
| Resumo: Chaves e Quico querem aprender a tocar violão, tendo como mestres o Seu Madruga e o Professor Girafales. |                                                               | |                         | | | |
| 79 | Lavando el carro del Señor Barriga                            | Lavagem completa                                                                                      | 24 de fevereiro de 1975 | 6 de maio de 1988 (SBT)                                                                                       | Roberto Gómez Bolaños, Ramón Valdés, Carlos Villagrán, Florinda Meza e Edgar Vivar                                                                      | Episódio comum. Mudança na entrada da vila, que passa a ser quadrada. Antes, era arredondada.Remake em 1978. |
| Resumo: Chaves se oferece para lavar o carro do Sr. Barriga. No entanto, o garoto não consegue terminar a lavagem, pois todos ficam atrapalhando. |                                                               | |                         | | | |
| 80 | El regreso de la Chilindrina                                  | Estou morrendo de saudades da minha amiga... / Chiquinha, o terror do cortiço                         | 17 de março de 1975     | 1992 (SBT) Dublagem: MAGA (1990 e uma inédita da MAGA cujo ano é desconhecido)                                | Roberto Gómez Bolaños, Ramón Valdés, Carlos Villagrán, Florinda Meza e Maria Antonieta de las Nieves                                                    | Episódio comum. Episódio em que volta a Chiquinha, ausente desde 1973.Remake em 1977. |
| Resumo: Chiquinha, o terror do cortiço, está de volta logo após muito tempo morando com as tias em Presidente Prudente. Assim que chega, já começa a aprontar: rouba a zarabatana e os chumbinhos de Chaves e começa a atirar em todo mundo, provocando a maior confusão na vila, o que acaba sobrando para ela no final. |                                                               | |                         | | | |
| 81 | La fuente de los deseos                                       | A fonte dos desejos                                                                                   | 24 de março de 1975     | 1984 (SBT) | Roberto Gómez Bolaños, Ramón Valdés, Carlos Villagrán, Florinda Meza e Maria Antonieta de las Nieves                                                    | Episódio comum.Remake em 1979. |
| Resumo:Para roubar as moedas do Quico, Chiquinha diz a ele que a fonte do segundo pátio é uma fonte dos desejos. Para realizá-los, basta pegar as moedas e jogá-las dentro da fonte. No entanto, a mentira acaba se espalhando e todos acabam acreditando que é mesmo uma fonte dos desejos. Porém a confusão começa mesmo quando Chaves e Chiquinha se enfrentam, ambos tentando roubar as moedas da fonte. |                                                               | |                         | | | |
| 82 | Jugando a los bomberos                                        | Brincando de bombeiros / Quem mexe com a mangueira de bombeiro acaba se molhando por inteiro (DVD)    | 31 de março de 1975     | 22 de janeiro de 2014 (SBT) Dublagens: Studio Gábia (2005-08), RioSound (2012) e Som de Vera Cruz (2018)      | Roberto Gómez Bolaños, Ramón Valdés, Carlos Villagrán, Florinda Meza, Rubén Aguirre e Maria Antonieta de las Nieves                                     | Episódio comum. Disponível em DVD.Remake em 1978. |
| Resumo: Chaves, Quico e Chiquinha brincam de bombeiros e causam a maior confusão na vila. |                                                               | |                         | | | |
| 83 | El insomnio del Chavo.                                        | O pobre adormecido / O belo adormecido                                                                | 7 de abril de 1975      | 22 de abril de 1988 (SBT) Dublagens: MAGA (1988, dublagem perdida e 1990, 2 dublagens)                        | Roberto Gómez Bolaños, Ramón Valdés, Carlos Villagrán, Florinda Meza, Edgar Vivar e Maria Antonieta de las Nieves                                       | Episódio comum. Possui três dublagens. Remake em 1978. |
| Resumo: Chaves não conseguiu dormir a noite toda e agora fica deitado no chão o tempo inteiro, fazendo com que todos tropecem nele. Então, as crianças resolvem brincar de "enfeitiçados", e quem sofre no final é o Seu Madruga, que é esmagado pelo Sr. Barriga após beliscar o dono da vila. |                                                               | |                         | | | |
| 84 | Jugando a la comidita                                         | Posso não emprestar o que é meu, mas dos outros...                                                    | 14 de abril de 1975     | 1984 (SBT) | Roberto Gómez Bolaños, Ramón Valdés, Carlos Villagrán, Florinda Meza e Maria Antonieta de las Nieves                                                    | Episódio comum. Remake em 1979 |
| Resumo: As crianças pegam as coisas do Seu Madruga emprestadas e sem pedir autorização. Então, Chiquinha "rouba" o spray de barba do pai para fazer tortinhas de merengue. No final, todos recebem tortas de spray na cara. |                                                               | |                         | | | |
| 85 | El cumpleaños de Quico                                        | O aniversário do Quico / A festa do Quico (DVD)                                                       | 21 de abril de 1975     | 6 de abril de 1988 (SBT) Dublagens: MAGA (1988) e Studio Gábia (2005-08, dublagem inédita)                    | Roberto Gómez Bolaños, Ramón Valdés, Carlos Villagrán, Florinda Meza, Edgar Vivar e Maria Antonieta de las Nieves                                       | Episódio comum. |
| Resumo: Quico está fazendo mais um ano de vida e vai dar uma festinha em sua casa. Ele convida as crianças da escola, mas acaba virando uma bagunça, pois todos discutem por causa das brincadeiras. No final, Chaves destroça o bolo de aniversário, mas aprende a compartilhar suas coisas. |                                                               | |                         | | | |
| 86 | El gato de Quico (Parte 1)                                    | Era uma vez, um gato... - Parte 1                                                                     | 28 de abril de 1975     | 8 de abril de 1988 (SBT)                                                                                      | Roberto Gómez Bolaños, Ramón Valdés, Carlos Villagrán, Florinda Meza, Rubén Aguirre e Maria Antonieta de las Nieves                                     | Episódio comum. |
| Resumo: O Professor Girafales dá um gato de presente ao Quico, que resolve contar piadas para o bichano, mas este acaba fugindo. Todos saem para procurar e o Chaves aproveita para usar a bicicleta que o Seu Madruga havia arranjado para seu novo emprego. Só que, com ela, acaba atropelando e matando o gatinho do Quico. |                                                               | |                         | | | |
| 87 | El juicio del Chavo (Parte 2)                                 | Era uma vez, um gato... - parte 2: O Julgamento do Chaves                                             | 5 de maio de 1975       | 11 de abril de 1988 (SBT)                                                                                     | Roberto Gómez Bolaños, Ramón Valdés, Carlos Villagrán, Florinda Meza, Rubén Aguirre e Maria Antonieta de las Nieves                                     | Episódio comum. |
| Resumo: O Professor Girafales tem a ideia de fazer um julgamento, para decidir se Chaves é culpado ou inocente por ter matado o gato do Quico. Todos aceitam, e se encontram na casa de Dona Florinda para realizar o tal julgamento no qual Girafales é o juiz, Seu Madruga e Chiquinha os advogados e Quico e Dona Florinda são os acusadores. No final, Chaves é declarado inocente, e causou uma confusão enorme. |                                                               | |                         | | | |
| 88 | Jugando penalties                                             | Jogando futebol                                                                                       | 16 de junho de 1975     | 1984 (SBT) | Roberto Gómez Bolaños, Ramón Valdés, Carlos Villagrán, Florinda Meza, Edgar Vivar e Maria Antonieta de las Nieves                                       | Episódio comum. |
| Resumo: As crianças começam a jogar futebol com Chaves como jogador, Quico como goleiro e Chiquinha como cronista. Porém, além de causarem a maior bagunça, o Seu Madruga ainda apanha no final, voando até longe depois de um chute dado por Dona Florinda. |                                                               | |                         | | | |
| 89 | El libro de animales                                          | O livro da Chiquinha                                                                                  | 23 de junho de 1975     | 1992 (SBT) Dublagem: MAGA (1990)                                                                              | Roberto Gómez Bolaños, Ramón Valdés, Carlos Villagrán, Florinda Meza e Maria Antonieta de las Nieves                                                    | Episódio comum. Remake de 1972. Remake em 1979 |
| Resumo: Chiquinha ganha do Seu Madruga um livro de animais. Então, ela resolve dar uma olhada junto com Chaves e Quico, o que resulta em uma briga entre os três. Depois, eles resolvem brincar de adivinhações e o coitado do Chaves acaba apanhando bastante. |                                                               | |                         | | | |
| 90 | El Cumpleaños de Don Ramón                                    | O aniversário do Seu Madruga / A morte do Seu Madruga                                                 | 30 de junho de 1975     | 1984 (SBT)/4 de julho de 1988 Dublagens: MAGA (1984, dublagem perdida e 1988)                                 | Roberto Gómez Bolaños, Ramón Valdés, Carlos Villagrán, Florinda Meza, Angelines Fernández e Maria Antonieta de las Nieves                               | Episódio comum. Possui duas dublagens. |
| Resumo: É o aniversário do Seu Madruga, mas ele se esqueceu. Enquanto isso, Chiquinha e os outros vizinhos estão planejando fazer uma festinha para ele. Seu Madruga se apavora, pois pensa que vai morrer e pede ajuda ao Chaves para protegê-lo. |                                                               | |                         | | | |
| 91 | El Examen de Admisión                                         | Bagunça desorganizada / Ser professor é padecer no inferno! / Um dia de aula (DVD)                    | 7 de julho de 1975      | 1984 (SBT) Dublagens: MAGA (1984, dublagem perdida e 1990) e Studio Gábia (2005-08, dublagem inédita)         | Roberto Gómez Bolaños, Ramón Valdés, Carlos Villagrán, Florinda Meza, Rubén Aguirre, Edgar Vivar e Maria Antonieta de las Nieves                        | Episódio comum. Possui duas dublagens. |
| Resumo: Chaves, Chiquinha, Quico, Nhonho e Pópis precisam prestar um exame de admissão, caso contrário serão reprovados pelo Professor Girafales. |                                                               | |                         | | | |
| 92 (a) | Los Caquitos: Las locas                                       | Os Ladrões: As Loucas                                                                                 | 14 de julho de 1975     | 26 de março de 2012 (SBT) MAGA (1990)                                                                         | Roberto Gómez Bolaños, Ramón Valdés, Florinda Meza e Maria Antonieta de las Nieves                                                                      | Episódio comum |
| Resumo: Beterraba e Peterete tentam assaltar uma casa, mas ela é habitada por duas loucas solteironas, que começam a tratá-los muito bem, achando que são príncipes disfarçados de ladrões. E como é que eles vão fugir sem aquelas loucas perceberem? |                                                               | |                         | | | |
| 92 (b) | El Chavo Del Ocho: Don Ramón le declara la guerra a los niños | Chaves: Guerra é Guerra                                                                               | 14 de julho de 1975     | 1990 (SBT) | Roberto Gómez Bolaños, Ramón Valdés, Carlos Villagrán, Florinda Meza e Maria Antonieta de las Nieves                                                    | Episódio comum. No SBT, este esquete foi exibido uma única vez em 1990 e voltou ao ar em 30 de janeiro de 2012. Remake em 1979. |
| Resumo: Seu Madruga, irritado, diz que vai declarar guerra a todas as crianças da vila. Depois, ele resolve empenhar sua carabina e acaba assustando a todos, que pensam que ele está querendo disparar de verdade. |                                                               | |                         | | | |
| 93 | Todo por un pastel                                            | Mal-entendidos                                                                                        | 21 de julho de 1975     | 1990 (SBT) | Roberto Gómez Bolaños, Ramón Valdés, Carlos Villagrán, Florinda Meza, Rubén Aguirre, Angelines Fernández e Maria Antonieta de las Nieves                | Episódio comum. No SBT, este episódio foi exibido uma única vez em 1990 e voltou ao ar em 24 de julho de 2000. Remake de 1974. Remake em 1978. |
| Resumo: Dona Clotilde prepara um bolo e um bilhete para o Seu Madruga e pede ao Chaves que o deixe em sua casa. No entanto, Chaves pega o bolo e o come todo. Ao mesmo tempo, Quico chega com outro bolo que Dona Florinda havia encomendado para o Professor Girafales. No entanto, por causa de um mal entendido com os bolos e com o bilhete, Seu Madruga pensa que Florinda está apaixonada por ele, e então tenta paquerá-la para zelar a paz entre eles.                                                                              |                                                               | |                         | | | |
| 94 | Mujeres y Don Ramón - Parte 1                                 | O dia internacional da mulher - parte 1 / O dia internacional da mulher (DVD)                         | 28 de julho de 1975     | 1984 (SBT) Dublagens: MAGA (1984) e Studio Gábia (2005–08)                                                    | Roberto Gómez Bolaños, Ramón Valdés, Carlos Villagrán, Florinda Meza, Angelines Fernández, Maria Antonieta de las Nieves e Olivia Leiva                 | Disponível em DVD. Esse episódio era exibido normalmente até 1992. Em 13 de fevereiro de 2012 voltaram a exibir normalmente até hoje, mesmo não sendo o Dia Internacional da Mulher. Remake de 1972. Remake em 1978. |
| Resumo: No Dia Internacional da Mulher, chega uma nova vizinha à vila e Seu Madruga se apaixona por ela. Ele a convida para sua casa, mas antes, tem de escapar de Dona Florinda e também de Dona Clotilde. Por isso, pede ajuda ao Chaves e a Chiquinha para avisar a que horas cada uma delas vai chegar. As crianças entendem tudo errado e a confusão está armada. |                                                               | |                         | | | |
| 95 (a) | Los Inofensivos Caquitos                                      | Os Ladrões: Não é fácil roubar                                                                        | 4 de agosto de 1975     | 10 de fevereiro de 2012 (SBT) Dublagem: MAGA (1988)                                                           | Roberto Gómez Bolaños, Ramón Valdés e Carlos Villagrán                                                                                                  | Esquete comum. Remake de 1973. |
| Resumo: Beterraba e Peterete tentam invadir uma casa, entrando pela janela que está aberta, mas há um policial por perto, que está vigiando o local. |                                                               | |                         | | | |
| 95 (b) | El Chavo Del Ocho: Las vecinas nuevas - Parte 2               | Chaves: A chegada das novas vizinhas - parte 2                                                        | 4 de agosto de 1975     | 10 de fevereiro de 2012 (SBT) Dublagem: MAGA (1988)                                                           | Roberto Gómez Bolaños, Ramón Valdés, Carlos Villagrán, Florinda Meza, Angelines Fernández, Maria Antonieta de las Nieves, Olivia Leiva e Rosita Bouchot | Remake de 1972. Remake em 1978. |
| Resumo: Glória consegue um apartamento na vila e muda-se com sua sobrinha, Paty. Chaves e Quico se apaixonam pela menina, enquanto Seu Madruga continua apaixonado pela tia. Ao saber disso, Dona Clotilde e Chiquinha ficam com ciúmes. |                                                               | |                         | | | |
| 96 | Invitación al Cine - Parte 3                                  | O namoro do Seu Madruga - parte 3                                                                     | 11 de agosto de 1975    | 1984 (SBT) | Roberto Gómez Bolaños, Ramón Valdés, Carlos Villagrán, Florinda Meza, Angelines Fernández, Maria Antonieta de las Nieves e Olivia Leiva                 | Episódio comum. No SBT, este episódio deixou de ser exibido em 1992 e voltou ao ar em 14 de fevereiro de 2012. Remake de 1972. Remake em 1978. |
| Resumo: Seu Madruga continua apaixonado pela nova vizinha Glória e, desta vez, decide convidá-la para ir ao cinema. |                                                               | |                         | | | |
| 97 | Los desmayos - Parte 4                                        | Se beijo fosse sapinho, o mundo seria um brejo - parte 4                                              | 18 de agosto de 1975    | 1984 (SBT) | Roberto Gómez Bolaños, Ramón Valdés, Carlos Villagrán, Florinda Meza, Angelines Fernández, Maria Antonieta de las Nieves, Olivia Leiva e Rosita Bouchot | Episódio comum. No SBT, este episódio deixou de ser exibido em 1992 e voltou ao ar em 14 de fevereiro de 2012. Remake de 1972. Remake em 1978. |
| Resumo: Chaves e Quico descobrem que toda vez que são beijados por Paty, desmaiam de emoção. Então, as crianças, para curar os outros dos desmaios, usam baldes de água fria. Sendo assim, todo mundo acaba se molhando no final. |                                                               | |                         | | | |
| 98 | Los globos                                                    | Estourando balões / A explosão do Nhonho (DVD)                                                        | 25 de agosto de 1975    | 27 de agosto de 2018 (Multishow) Dublagens: Studio Gábia (2005–08), Som de Vera Cruz (2018) e RioSound (2025) | Roberto Gómez Bolaños, Ramón Valdés, Carlos Villagrán, Florinda Meza, Edgar Vivar e Maria Antonieta de las Nieves                                       | Episódio comum. Disponível em DVD. Remake de 1973. |
| Resumo: O balão do Quico fica preso em um lugar alto, no segundo pátio, e Chiquinha pede ao Chaves que tire-o de lá. No final, Chaves estoura o Nhonho como se ele fosse um balão. |                                                               | |                         | | | |
| 99 | El Foco                                                       | O trocador de lâmpadas                                                                                | 1 de setembro de 1975   | 21 de fevereiro de 2012 (SBT) Dublagem: MAGA (1990)                                                           | Roberto Gómez Bolaños, Ramón Valdés, Carlos Villagrán, Florinda Meza, Rubén Aguirre e Maria Antonieta de las Nieves                                     | Episódio comum. Remake em 1979. |
| Resumo: Chaves quebra a lâmpada que fica na entrada da vila e Seu Madruga decide trocá-la, mas sempre ocorre outro acidente com as lâmpadas que ele pega. |                                                               | |                         | | | |
| 100 | El carro del Señor Barriga                                    | Vamos brincar de carrinhos?                                                                           | 8 de setembro de 1975   | 1984 (SBT) | Roberto Gómez Bolaños, Ramón Valdés, Carlos Villagrán, Florinda Meza, Edgar Vivar e Maria Antonieta de las Nieves                                       | Episódio comum. |
| Resumo: O carro do Sr. Barriga está com defeito. Isso, porque Chiquinha roubou o carrinho de Quico e o escondeu dentro dele. Então, o Sr. Barriga pede ao Seu Madruga que conserte o seu carro, em troca de alguns meses de aluguel. |                                                               | |                         | | | |
| 101 | La radio de Quico                                             | Assistindo ao jogo                                                                                    | 15 de setembro de 1975  | 29 de abril de 1988 (SBT)                                                                                     | Roberto Gómez Bolaños, Ramón Valdés, Carlos Villagrán, Florinda Meza, Rubén Aguirre e Maria Antonieta de las Nieves                                     | Episódio comum. No SBT, este episódio deixou de ser exibido em 1992 e voltou ao ar em 11 de agosto de 2011. |
| Resumo: Dona Florinda expulsa todos de sua casa que estavam vendo uma partida de futebol pela televisão. Depois, Quico pega um radinho de pilha para escutar a partida. Chaves briga com ele e atira o rádio em Quico, que o acaba engolindo sem querer. |                                                               | |                         | | | |
| 102 | La casa de la bruja del 71                                    | A casa da bruxa                                                                                       | 22 de setembro de 1975  | 1984 (SBT) | Roberto Gómez Bolaños, Ramón Valdés, Carlos Villagrán, Florinda Meza, Angelines Fernández e Maria Antonieta de las Nieves                               | Episódio comum. |
| Resumo: Seu Madruga pede para Chiquinha devolver um jornal para a casa da Dona Clotilde. Com medo da Bruxa do 71, Chiquinha pede para Chaves e Quico acompanhá-la. Ao entrarem na casa, as crianças começam a imaginar coisas, por causa do medo, até que são abordados por Clotilde, ainda do lado de fora. No final, eles ainda ganham pirulitos de presente e aprendem que é feio colocar apelidos nas outras pessoas. |                                                               | |                         | | | |
| 103 | Don Ramón en la Escuela (parte 1)                             | O primeiro dia de aula - parte 1: Seu Madruga volta à escola / O professor substituto - parte 1 (DVD) | 29 de setembro de 1975  | 2 de maio de 1988 (SBT) Dublagens: MAGA (1988) e Studio Gábia (2005–08, dublagem inédita)                     | Roberto Gómez Bolaños, Ramón Valdés, Carlos Villagrán, Florinda Meza, Rubén Aguirre, Edgar Vivar, Maria Antonieta de las Nieves e Horácio Gómez         | Episódio comum. |
| Resumo: Para escapar da Dona Florinda, Seu Madruga se esconde na escola do Professor Girafales, mentindo que está com muita vontade de voltar a estudar. |                                                               | |                         | | | |
| 104 | Don Ramón en la Escuela (parte 2)                             | O primeiro dia de aula - parte 2: Professor Madruga / O professor substituto - parte 2 (DVD)          | 6 de outubro de 1975    | 4 de maio de 1988 (SBT) Dublagens: MAGA (1988) e Studio Gábia (2005–08, dublagem inédita)                     | Roberto Gómez Bolaños, Ramón Valdés, Carlos Villagrán, Florinda Meza, Rubén Aguirre, Edgar Vivar, Maria Antonieta de las Nieves e Horácio Gómez         | Episódio comum. |
| Resumo: Enquanto o Professor Girafales fica ausente da escola por alguns minutos conversando com Dona Florinda, que esclarece o porque de Seu Madruga estar lá, o pai de Chiquinha tenta "substituí-lo", e prende a atenção dos meninos, com sua aula sobre Perigos de Morte. |                                                               | |                         | | | |
| 105 | Los atropellados                                              | O atropelamento                                                                                       | 13 de outubro de 1975   | 1984 (SBT) | Roberto Gómez Bolaños, Ramón Valdés, Carlos Villagrán, Florinda Meza, Edgar Vivar e Maria Antonieta de las Nieves                                       | Episódio comum. No SBT, este episódio deixou de ser exibido em 1992 e voltou ao ar em 8 de agosto de 2011. Não se sabe se o SBT comprou completo, ou a MAGA não dublou, mas o início no Brasil sempre foi cortado e é inédito. |
| Resumo: As crianças começam a brincar de atropelamento. Quico faz o papel de atropelado e acaba assustando a todos na vila. No final, Dona Florinda bate no Seu Madruga, pois pensa que tudo foi uma brincadeira inventada por ele. |                                                               | |                         | | | |
| 106 | Bañando al Chavo                                              | O banho de Chaves                                                                                     | 20 de outubro de 1975   | 1984 (SBT) Dublagens: MAGA (1984, dublagem perdida e 1988) e RioSound (2025)                                  | Roberto Gómez Bolaños, Ramón Valdés, Carlos Villagrán, Florinda Meza, Angelines Fernández e Maria Antonieta de las Nieves                               | Episódio comum. No SBT, este episódio deixou de ser exibido em 1986 e voltou ao ar em 10 de fevereiro de 2012. Este episódio pode supostamente ter duas dublagens. Uma da estreia em 1984 e a atual, que tem características das dublagens de 1988. Remake em 1978 e 1979 |
| Resumo: Chaves, que alega nunca ter tomado um banho na vida, causa aborrecimentos com os outros moradores da vila. Então, Quico e Chiquinha resolvem banhá-lo à força, com baldes de água. |                                                               | |                         | | | |
| 107 | La Viruela                                                    | Quem com catapora fere, com catapora será ferido!                                                     | 3 de novembro de 1975   | 1984 (SBT) | Roberto Gómez Bolaños, Ramón Valdés, Carlos Villagrán, Florinda Meza, Rubén Aguirre, Edgar Vivar e Maria Antonieta de las Nieves                        | Episódio comum. Há dois trechos cortados no episódio, o primeiro contém um diálogo entre Chaves e Seu Madruga e, o segundo ocorre logo em seguida, durante a guerra de travesseiros no quarto da Chiquinha. Ambas as cenas eram exibidas normalmente pelo SBT até 1992, atualmente não são mais exibidos em lugar nenhum, os referidos trechos estão disponíveis na Internet dublados em português em uma gravação antiga do SBT feita por um colecionador. Remake de 1973. Remake em 1979. |
| Resumo: Chiquinha falta à aula e manda Chaves e Quico dizerem ao Professor que ela está com catapora. Seu Madruga, sem saber da história, diz ao Sr. Barriga que a filha está com catapora e por isso não pode pagar o aluguel. Ao saber da mentira, Madruga fica furioso e proíbe a menina de sair de casa. Porém, Chiquinha desobedece e sai para brincar no pátio. No final, ela descobre que estava realmente com catapora e acaba passando a doença para todos na vila, menos para Chaves, que era o único que queria ser contaminado. |                                                               | |                         | | | |
| 108 | Los insectos                                                  | Coleção de insetos / Os insetos do Chaves                                                             | 10 de novembro de 1975  | 1984 (SBT) Dublagens: MAGA (1984 e uma inédita da MAGA cujo ano é desconhecido)                               | Roberto Gómez Bolaños, Ramón Valdés, Carlos Villagrán, Florinda Meza, Angelines Fernández e Maria Antonieta de las Nieves                               | No SBT, este episódio deixou de ser exibido em 1992 e voltou ao ar em 16 de janeiro de 2012. Remake de 1973. Remake em 1979. |
| Resumo: Chaves começa a matar insetos com gasolina e os joga em um saquinho de pipocas. Depois de várias confusões, a casa do Seu Madruga ainda explode no final do episódio. |                                                               | |                         | | | |

### Episódios perdidos mundialmente
| Título em espanhol | Título em português  | Estreia original        | Estreia no Brasil | Elenco                          | Nota(s) |
| --- | -------------------- | ----------------------- | ----------------- | ------------------------------- | --- |
| Dinero Perdido | O envelope perdido   | 17 de fevereiro de 1975 | Episódio inédito  | Não há informações sobre elenco | Episódio perdido mundialmente. Foi descoberto em uma edição da Tele Guía. Remake de 1972. Regravado em 1978. |
| Resumo: O Sr. Barriga coloca Seu Madruga na rua, por falta de pagamento. Porém, Seu Madruga já conseguiu o dinheiro, só que não sabe onde está. No meio dos móveis espalhados pelo pátio, ele decide procurar e pede ajuda às crianças que só atrapalham. Nesse episódio há relatos de que a Pópis tenha aparecido no lugar da Chiquinha. - Resumo baseado a partir da versão de 1978. Remake de 1972. Regravado em 1978. |                      |                         |                   |                                 | |
| Confusión de Cartas | Confusão de bilhetes | 3 de março de 1975      | Episódio inédito  | Não há informação sobre elenco  | Episódio perdido mundialmente. Foi descoberto em uma edição da Tele Guía. Remake de 1973. Regravado em 1977. |
| Resumo: Não há informações sobre o resumo. |                      |                         |                   |                                 | |
| El Perico de Quico | O papagaio do Quico  | 10 de março de 1975     | Episódio inédito  | Não há informações sobre elenco | Foi descoberto na Tele Guía nº 1.178. Regravado em 1983 e 1986 no programa Chespirito onde Jaiminho é o dono do papagaio. Há relatos de fãs de que este episódio já foi exibido por uma afiliada do SBT de Belo Horizonte, a TV Alterosa, entre novembro e dezembro de 2005. Porém, atualmente não há provas suficientes para comprovar a suposta exibição. |
| Resumo: Não há informações sobre o resumo. |                      |                         |                   |                                 | |
| La Chirimoya | Regando plantas      | 27 de outubro de 1975   | Episódio inédito  | Não há informações sobre elenco | Episódio perdido mundialmente. Foi descoberto na Teleguia nº. 1211, de 23 a 29 de outubro de 1975. Remake de 1973. Regravado em 1978. |
| Resumo: Chaves, involuntariamente, destrói os brinquedos do Kiko (sinopse da Teleguia) |                      |                         |                   |                                 | |

## 4ª temporada (1976)
Desta temporada em diante, pode-se notar uma imensa quantidade de episódios regravados que, por sua vez, também resultaram em versões novas que se dividem em mais partes do que as originais. E tivemos também a participação do ator Ricardo de Pascual em alguns episódios.
- Roberto Gómez Bolaños, Carlos Villagrán e Florinda Meza estão presentes em todos os episódios.
- María Antonieta de las Nieves está ausente em um episódio.
- Ramón Valdés está ausente em dois episódios.
- Rubén Aguirre e Édgar Vivar estão ausentes em vinte episódios.
- Angelines Fernández está ausente em vinte e cinco episódios.

| Episódio | Título em espanhol                      | Título em português                                                                   | Estreia original        | Estreia no Brasil | Elenco | Nota(s) |
| --- | --------------------------------------- | ------------------------------------------------------------------------------------- | ----------------------- | --- | --- | --- |
| 109 | La Basura en su Lugar                   | A limpeza do pátio                                                                    | 12 de janeiro de 1976   | 1984 (SBT) | Roberto Gómez Bolaños, Ramón Valdés, Carlos Villagrán, Florinda Meza e Maria Antonieta de las Nieves                                                                      | Episódio comum. |
| Resumo: Dona Florinda faz Seu Madruga varrer o pátio da vila. Depois de tudo limpo, as crianças começam a sujar de novo. Quico joga cascas de banana pelo chão, fazendo todo mundo escorregar. E Chaves precisa entregar suas latas vazias para a venda da esquina. |                                         |                                                                                       |                         | | | |
| 110 | Cubriendo al repartidor                 | Chegou o leiteiro! / O leiteiro                                                       | 19 de janeiro de 1976   | 8 de setembro de 2018 (Multishow) Dublagens: Som de Vera Cruz (2018) e RioSound (2025)                                   | Roberto Gómez Bolaños, Ramón Valdés, Carlos Villagrán, Florinda Meza e Maria Antonieta de las Nieves                                                                      | Episódio comum. Remake de 1973. |
| Resumo: Seu Madruga trabalha como leiteiro. Ao mesmo tempo, Chaves e Chiquinha encontram cachorrinhos recém-nascidos que estão morrendo de fome e resolvem pegar as garrafas de leite do Seu Madruga para dar a eles. |                                         |                                                                                       |                         | | | |
| 111 | Pollo Asado                             | O frango da Dona Clotilde / A galinha da vizinha é mais gorda do que a minha          | 26 de janeiro de 1976   | 1984 (SBT) Dublagens: MAGA (1984, dublagem perdida e 1990)                                                               | Roberto Gómez Bolaños, Ramón Valdés, Carlos Villagrán, Florinda Meza, Angelines Fernández e Maria Antonieta de las Nieves                                                 | Episódio comum. Possui duas dublagens. Desse episódio, foram extraídas as expressões faciais da Chiquinha, da Dona Clotilde e do Quico na abertura brasileira. Remake de 1973.                                                                                   |
| Resumo: Chiquinha começa a se sentir mal depois de comer um frango inteiro, que Dona Clotilde tinha feito. |                                         |                                                                                       |                         | | | |
| 112 | La nueva profesión (parte 1)            | Ser pintor é uma questão de talento (parte 1)                                         | 2 de fevereiro de 1976  | 1992 (SBT) Dublagem: MAGA (1990)                                                                                         | Roberto Gómez Bolaños, Ramón Valdés, Carlos Villagrán, Florinda Meza, Edgar Vivar e Maria Antonieta de las Nieves                                                         | Episódio comum. Episódio exibido somente no Brasil. Remake de 1973. |
| Resumo: Seu Madruga está pintando uma cadeira. As crianças começam a brincar com um pincel e pintam os lençóis de Dona Florinda. |                                         |                                                                                       |                         | | | |
| 113 | La nueva profesión (parte 2)            | Uma epidemia de pintores / Pintando o Sete (parte 2)                                  | 9 de fevereiro de 1976  | 1984 (SBT) Dublagens: MAGA (1984, dublagem perdida e 1990)                                                               | Roberto Gómez Bolaños, Ramón Valdés, Carlos Villagrán, Florinda Meza, Edgar Vivar e Maria Antonieta de las Nieves                                                         | Episódio comum. Possui duas dublagens. Remake de 1973. |
| Resumo: Seu Madruga decide pintar a porta e as crianças “pintam o sete”. |                                         |                                                                                       |                         | | | |
| 114 | El traje de Don Ramón                   | A roupa do parente falecido / O defunto será maior?                                   | 16 de fevereiro de 1976 | 1984 (SBT) Dublagens: MAGA (1984 e uma inédita da MAGA cujo ano é desconhecido)                                          | Roberto Gómez Bolaños, Ramón Valdés, Carlos Villagrán, Florinda Meza, Angelines Fernández e Maria Antonieta de las Nieves                                                 | Episódio comum. Remake de 1973. |
| Resumo: Seu Madruga herda um terno do seu falecido tio e pretende usá-lo no Festival da Boa Vizinhança. Mas percebe-se que o "defunto era muito maior", pois o terno fica extremamente grande para ele. Seu Madruga resolve colocar um cinto para segurar as calças e a confusão começa, quando Chiquinha junto de Quico e Chaves brincam de "cinto escondido". |                                         |                                                                                       |                         | | | |
| 115 | Los tronadores                          | Bombinhas são perigosas, ainda mais em mãos erradas                                   | 23 de fevereiro de 1976 | 1984 (SBT) | Roberto Gómez Bolaños, Ramón Valdés, Carlos Villagrán, Florinda Meza, Angelines Fernández e Maria Antonieta de las Nieves                                                 | Episódio comum. Remake de 1973, |
| Resumo: Chiquinha encontra um saco de bombinhas que Seu Madruga estava vendendo e começa a dispará-las no meio da vila, causando um rolo danado com Chaves e Quico. |                                         |                                                                                       |                         | | | |
| 116 | Quico el Enfermo                        | Os remédios do Quico                                                                  | 8 de março de 1976      | 1984 (SBT) | Roberto Gómez Bolaños, Carlos Villagrán, Florinda Meza e Maria Antonieta de las Nieves                                                                                    | Episódio comum. Remake de 1974. Remake em 1979. |
| Resumo: Dona Florinda manda Chiquinha ir comprar remédios para o Quico, que está doente. Depois, Quico pede para Chaves e Chiquinha jogarem os remédios fora. |                                         |                                                                                       |                         | | | |
| 117 | Las Historias de terror                 | Eu não creio em fantasmas, mas que existem                                            | 15 de março de 1976     | 1984 (SBT) | Roberto Gómez Bolaños, Carlos Villagrán, Florinda Meza, Angelines Fernández e Maria Antonieta de las Nieves                                                               | Episódio comum. Remake de 1972 e 1973. |
| Resumo: Chaves e Chiquinha estavam em casa, assistindo um filme de terror, quando Dona Clotilde aparece e disse a Chiquinha que Seu Madruga a impediu de assistir televisão. Os dois decidem ver o filme na casa do Quico, mas a sorte saiu do lado deles, quando Dona Florinda chegou em casa e disse ao Quico que ele vai ficar sem ver televisão por dois dias. Devido a isso, Chaves e Chiquinha saem da casa do Quico, e Chiquinha fica com a ideia de assustar o Quico com lençóis e máscaras, mas acaba assustando também Dona Florinda e Dona Clotilde. |                                         |                                                                                       |                         | | | |
| 118 | Música para Todos                       | A orquestra / Música para todos                                                       | 22 de março de 1976     | 15 de setembro de 2018 (Multishow) Dublagens: Som de Vera Cruz (2018) e RioSound (2025)                                  | Roberto Gómez Bolaños, Ramón Valdés, Carlos Villagrán, Florinda Meza, Rubén Aguirre e Maria Antonieta de las Nieves                                                       | Episódio comum. Remake de 1973. Remake em 1977. |
| Resumo: As crianças brincam de orquestra no pátio da vila e, com isso, acabam incomodando o Seu Madruga. |                                         |                                                                                       |                         | | | |
| 119 | Trabajo Nuevo                           | De engraxate a cabeleireiro / Confusão no cabeleireiro                                | 29 de março de 1976     | 1984 (SBT) Dublagens MAGA (1984, dublagem perdida e 1990)                                                                | Roberto Gómez Bolaños, Ramón Valdés, Carlos Villagrán, Florinda Meza, Edgar Vivar e Maria Antonieta de las Nieves                                                         | Episódio comum. Possui duas dublagens. Remake de 1973 |
| Resumo: Seu Madruga está trabalhando como cabeleireiro e Chaves, como engraxate. Quico e o Sr. Barriga também vão ao salão, e lá acontecem muitas confusões. |                                         |                                                                                       |                         | | | |
| 120 | Los Toreros y Toros (parte 2)           | Entre touros e chifradas - parte 2                                                    | 12 de abril de 1976     | 10 de janeiro de 2014 (SBT) Dublagens: RioSound (2012) e Som de Vera Cruz (2018)                                         | Roberto Gómez Bolaños, Ramón Valdés, Carlos Villagrán, Florinda Meza, Rubén Aguirre, Edgar Vivar e Maria Antonieta de las Nieves                                          | Episódio comum. Remake de 1973. |
| Resumo: O Seu Madruga e o Professor Girafales lembram dos tempos em que eram toureiros. Então, o Sr. Barriga dá de presente um touro de brinquedo para as crianças. |                                         |                                                                                       |                         | | | |
| 121 | ¡Qué golpiza! (parte 3)                 | Os toureadores - parte 3                                                              | 19 de abril de 1976     | 1990 (SBT) Dublagens: MAGA (1990) e RioSound (2012)                                                                      | Roberto Gómez Bolaños, Ramón Valdés, Carlos Villagrán, Florinda Meza, Rubén Aguirre e Maria Antonieta de las Nieves                                                       | Episódio comum. Remake de 1973. |
| Resumo: As crianças brincam de toureiros. Dona Florinda se assusta com o touro de mentira e, no desespero, acaba abraçando o Seu Madruga. Por causa disso, o Professor Girafales pensa que está sendo traído e desafia o Seu Madruga. |                                         |                                                                                       |                         | | | |
| 122 | Piratas y barquitos de papel            | Barquinhos de papel                                                                   | 7 de junho de 1976      | 1990 (SBT) Dublagens: MAGA (1990)                                                                                        | Roberto Gómez Bolaños, Ramón Valdés, Carlos Villagrán, Florinda Meza, Angelines Fernández e Maria Antonieta de las Nieves                                                 | Episódio comum. Remake de 1973. |
| Resumo: Chaves, Chiquinha e Quico brincam de barquinhos e piratas na fonte do segundo pátio. |                                         |                                                                                       |                         | | | |
| 123 | La siembra de un huevo                  | A guerra é de terra / O castigo do Quico (DVD)                                        | 14 de junho de 1976     | 6 de janeiro de 2014 (SBT) Dublagens: Studio Gábia (2005-08), RioSound (2012) e Som de Vera Cruz (2018)                  | Roberto Gómez Bolaños, Ramón Valdés, Carlos Villagrán, Florinda Meza, Rubén Aguirre, Edgar Vivar e Maria Antonieta de las Nieves                                          | Episódio comum. Disponível em DVD. |
| Resumo: Chaves está plantando ovos para que nasça uma árvore de galinhas, mas com isso acaba sujando o pátio de terra. Ao saber disso, Quico começa a sujar todo o pátio que Chaves e Chiquinha tinham acabado de limpar. Ao descobrirem isso, os adultos resolvem dar uma lição no Quico. |                                         |                                                                                       |                         | | | |
| 124 | Exámenes (parte 2)                      | O exame de recuperação - parte 2 / O último exame da escolinha / O último exame (DVD) | 28 de junho de 1976     | 15 de janeiro de 2014 (SBT) Dublagens: Studio Gábia (2005-08, duas dublagens), RioSound (2012) e Som de Vera Cruz (2018) | Roberto Gómez Bolaños, Ramón Valdés, Carlos Villagrán, Florinda Meza, Rubén Aguirre e Maria Antonieta de las Nieves                                                       | Episódio comum. Disponível em DVD. |
| Resumo: Seu Madruga e Dona Florinda acompanham Chaves, Quico e Chiquinha na escola do Professor Girafales, pois ficaram de recuperação na escola. |                                         |                                                                                       |                         | | | |
| 125 | Exámenes (parte 3)                      | O castigo vem a cavalo - parte 3                                                      | 5 de julho de 1976      | 1992 (SBT) Dublagem: MAGA (1992) e RioSound (2012)                                                                       | Roberto Gómez Bolaños, Ramón Valdés, Carlos Villagrán, Florinda Meza, Rubén Aguirre e Maria Antonieta de las Nieves                                                       | Episódio comum. |
| Resumo: : Ainda na aula de recuperação, o Professor Girafales tenta ensinar as crianças sobre a história do México. |                                         |                                                                                       |                         | | | |
| 126 | Venta de la vecindad (parte 1)          | A venda da vila - parte 1                                                             | 12 de julho de 1976     | 1992 (SBT) Dublagens: MAGA (1990) e RioSound (2012)                                                                      | Roberto Gómez Bolaños, Ramón Valdés, Carlos Villagrán, Florinda Meza, Rubén Aguirre, Edgar Vivar, Angelines Fernández, Maria Antonieta de las Nieves e Ricardo de Pascual | Episódio comum. Durante vários anos, a cena final desse episódio era cortada pelo SBT, devido a ausência da segunda parte. |
| Resumo: O Sr. Barriga fica sabendo que está com problemas cardíacos e resolve vender a vila para o Sr. Calvillo. A turma da vila fica triste e resolve se reunir para decidir o que fazer. |                                         |                                                                                       |                         | | | |
| 127 | Venta de la vecindad (parte 2)          | A venda da vila - parte 2 / A continuação da venda da vila (DVD)                      | 19 de julho de 1976     | 8 de janeiro de 2014 (SBT) Dublagens: Studio Gábia (2005-08), RioSound (2012) e Som de Vera Cruz (2018)                  | Roberto Gómez Bolaños, Ramón Valdés, Carlos Villagrán, Florinda Meza, Rubén Aguirre, Edgar Vivar, Angelines Fernández, Maria Antonieta de las Nieves e Ricardo de Pascual | Episódio comum. Disponível em DVD. |
| Resumo: Continuando a história, o Sr. Barriga decide que irá morar em Acapulco. Ao mesmo tempo, o Sr. Calvillo começa a se interessar por Dona Clotilde. Por fim, surge o Seu Madruga que com uma ideia absurda, decide comprar a vila também. |                                         |                                                                                       |                         | | | |
| 128 | Roupa sucia                             | A briga de quem é o varal / Roupa suja lava-se em público                             | 26 de julho de 1976     | 1984 (SBT) Dublagens: MAGA (1984, dublagem perdida e 1990)                                                               | Roberto Gómez Bolaños, Ramón Valdés, Carlos Villagrán, Florinda Meza, Angelines Fernández e Maria Antonieta de las Nieves                                                 | Episódio comum. Possui duas dublagens. Remake de 1973. |
| Resumo: O pessoal da vila briga pelo varal. Então, Chiquinha tem a ideia do Chaves jogar a roupa da Dona Florinda no chão, e os problemas começam quando Dona Florinda e Quico começam a pisotear as roupas de Seu Madruga e Chiquinha(e vice-versa) e uns começam a usar o chapéu de outros. |                                         |                                                                                       |                         | | | |
| 129 | El desayuno del Chavo (parte 1)         | O desjejum do Chaves (parte 1)                                                        | 2 de agosto de 1976     | 1992 (SBT) | Roberto Gómez Bolaños, Ramón Valdés, Carlos Villagrán, Florinda Meza, Rubén Aguirre, Edgar Vivar e Maria Antonieta de las Nieves                                          | Episódio comum. Remake de 1973. |
| Resumo: Seu Madruga convida o Chaves para um café da manhã. Para que ele não faltasse com a palavra, Chaves passou a noite inteira dormindo na porta da casa do Seu Madruga. No entanto, quando a Chiquinha chega com os ovos para o desjejum do Chaves, Quico, "sem querer querendo", os quebra, enquanto jogavam ping-pong. |                                         |                                                                                       |                         | | | |
| 130 | La invitación a desayunar (parte 2)     | O jogo de ping pong / o desjejum (parte 2)                                            | 9 de agosto de 1976     | 1984 (SBT) Dublagens: MAGA (1984 e 1990, dublagem perdida)                                                               | Roberto Gómez Bolaños, Ramón Valdés, Carlos Villagrán, Florinda Meza, Rubén Aguirre, Edgar Vivar e Maria Antonieta de las Nieves                                          | Episódio comum. No SBT, este episódio deixou de ser exibido em 1988 e voltou ao ar em 1992, com nova dublagem. A partir de 2003, passou a ser exibido com a primeira dublagem novamente. Remake de 1973.                                                         |
| Resumo: Seu Madruga apanha da Dona Florinda após dar uma raquetada no Quico e logo depois bate no Chaves, pensando que foi ele quem jogou uma bola de ping-pong nele. O Sr. Barriga se comove e paga mais ovos para o café da manhã do Chaves. Enquanto isso, Nhonho traz sua mesa de ping-pong para eles possam jogar com as raquetes e as bolinhas que Quico ganhou do Professor Girafales. No entanto, após uma confusão com os ovos podres, Seu Madruga acaba apanhando de Dona Florinda. No final, Girafales diz a Chiquinha que não faça nenhum barulho para acordar o Seu Madruga, e Chaves termina o episódio esperando-o se recuperar, para enfim tomar seu café. |                                         |                                                                                       |                         | | | |
| 131 | Fútbol Americano                        | O futebol americano                                                                   | 16 de agosto de 1976    | 1992 (SBT) Dublagem: MAGA (1990)                                                                                         | Roberto Gómez Bolaños, Ramón Valdés, Carlos Villagrán, Florinda Meza, Rubén Aguirre, Edgar Vivar, Maria Antonieta de las Nieves e Horácio Gómez                           | Episódio comum. |
| Resumo: O Sr. Barriga e o Professor Girafales têm uma grande ideia: ensinar as crianças a jogarem futebol americano. E o treinador é ninguém menos que o Seu Madruga! |                                         |                                                                                       |                         | | | |
| 132 | El globero                              | Os balões / O vendedor de balões                                                      | 23 de agosto de 1976    | 1 de outubro de 2018 (Multishow) Dublagem: Som de Vera Cruz (2018) e RioSound (2025)                                     | Roberto Gómez Bolaños, Ramón Valdés, Carlos Villagrán, Florinda Meza, Angelines Fernández e Maria Antonieta de las Nieves                                                 | Episódio comum. Remake de 1972 e 1974. |
| Resumo: Seu Madruga resolve vender balões, mas o negócio não vai bem. Depois, as crianças começam a brigar por causa das bexigas e colocam a culpa no Chaves, que decide ir embora da vila por ser sempre culpado. |                                         |                                                                                       |                         | | | |
| 133 | Los sombreros                           | O chiclete / Os chapéus                                                               | 30 de agosto de 1976    | 2 de outubro de 2018 (Multishow) Dublagem: Som de Vera Cruz (2018) e RioSound (2025)                                     | Roberto Gómez Bolaños, Ramón Valdés, Carlos Villagrán, Florinda Meza e Rubén Aguirre                                                                                      | Episódio comum. Remake de 1974. |
| Resumo: Chaves gruda seu chiclete no chapéu do patrão do Seu Madruga. Com medo, ele tenta tirar o chiclete com uma tesoura, e acaba fazendo um buraco enorme no chapéu, mas no final, se vê que ele tinha feito o buraco no chapéu do Professor Girafales. |                                         |                                                                                       |                         | | | |
| 134 | El sorteo de la lotería                 | O bilhete de loteria / O sorteio da loteria                                           | 6 de setembro de 1976   | 3 de outubro de 2018 (Multishow) Dublagem: Som de Vera Cruz (2018) e RioSound (2025)                                     | Roberto Gómez Bolaños, Ramón Valdés, Carlos Villagrán, Florinda Meza, Edgar Vivar, Angelines Fernández e Maria Antonieta de las Nieves                                    | Episódio inédito. Remake de 1974. Remake em 1979. |
| Resumo: Chaves vende o último bilhete de loteria para Seu Madruga. No dia seguinte, Madruga acha que ganhou o prêmio maior, mas o bilhete sumiu e eles precisam encontrá-lo. |                                         |                                                                                       |                         | | | |
| 135 | Clases de animales                      | O aluno mais inteligente / Aula sobre animais                                         | 13 de setembro de 1976  | 4 de outubro de 2018 (Multishow) Dublagem: Som de Vera Cruz (2018) e RioSound (2025)                                     | Roberto Gómez Bolaños, Ramón Valdés, Carlos Villagrán, Florinda Meza, Rubén Aguirre, Edgar Vivar, Maria Antonieta de las Nieves e Horácio Gómez                           | Episódio comum. Remake de 1974. Remake em 1979 |
| Resumo: O episódio mostra mais um dia na escola do Professor Girafales, onde os alunos fazem muita bagunça e não aprendem nada. No final, ninguém sabe responder uma pergunta fácil sobre pérolas, só quando Girafales perguntou: "Com o que são formados os colares de pérolas?" e Seu Madruga chegou na escola e responde: "Com as Pérolas". |                                         |                                                                                       |                         | | | |
| 136 | La muñequita prieta de la Chilindrina   | Roupa limpa suja-se em casa                                                           | 20 de setembro de 1976  | 1992 (SBT) Dublagens: MAGA (1990)                                                                                        | Roberto Gómez Bolaños, Ramón Valdés, Carlos Villagrán, Florinda Meza, Edgar Vivar e Maria Antonieta de las Nieves                                                         | Episódio comum. Remake de: 1972 e 1974. |
| Resumo: Quico irá à festa dos Pires Cavalcanti e não pode sujar a sua roupa de marinheiro. Por isso, Chiquinha faz um plano e junto de Chaves, eles tentam jogar talco no Quico, mas como ele sempre escapa, eles acabam acertando o talco em si mesmos e em outras pessoas. |                                         |                                                                                       |                         | | | |
| 137 | Los Pantalones del Tendedero            | As calças do Seu Madruga / As calças no varal                                         | 27 de setembro de 1976  | 6 de outubro de 2018 (Multishow) Dublagens: Som de Vera Cruz (2018) e RioSound (2025)                                    | Roberto Gómez Bolaños, Ramón Valdés, Carlos Villagrán, Florinda Meza, Rubén Aguirre e Maria Antonieta de las Nieves                                                       | Episódio comum.Remake de 1974. |
| Resumo: Seu Madruga lava as calças e pendura elas no varal. Dona Florinda se enfurece, pois vai receber a visita do Professor Girafales e não quer nada que deixe a vila feia. Seu Madruga se nega a tirar e as confusões começam. |                                         |                                                                                       |                         | | | |
| 138 | Invocando a Satanás                     | Satanás / Invocando Satanás                                                           | 4 de outubro de 1976    | 8 de outubro de 2018 (Multishow) Dublagem: Som de Vera Cruz (2018) e RioSound (2025)                                     | Roberto Gómez Bolaños, Ramón Valdés, Carlos Villagrán, Florinda Meza, Rubén Aguirre, Angelines Fernández e Maria Antonieta de las Nieves                                  | Episódio comum. Remake de 1973. Remake em 1979. |
| Resumo: Dona Clotilde vive perdendo o seu cãozinho, Satanás. Enquanto procura por ele, Chaves, Chiquinha e Quico pensam que ela está invocando o diabo. |                                         |                                                                                       |                         | | | |
| 139 | Festival de la Buena Vecindad (parte 1) | A grande festa (parte 1)                                                              | 11 de outubro de 1976   | 1992 (SBT) Dublagens: MAGA (1992) e RioSound (2012)                                                                      | Roberto Gómez Bolaños, Ramón Valdés, Carlos Villagrán, Florinda Meza e Maria Antonieta de las Nieves                                                                      | Episódio comum. |
| Resumo: Seu Madruga prepara um palanque para o próximo Festival da Boa Vizinhança, mas para isso terá que enfrentar a Dona Florinda que é contra a festança. |                                         |                                                                                       |                         | | | |
| 140 | Festival de la Buena Vecindad (parte 2) | Um festival de vizinhos (parte 2)                                                     | 18 de outubro de 1976   | 1992 (SBT) Dublagens: MAGA (1990) e RioSound (2012)                                                                      | Roberto Gómez Bolaños, Ramón Valdés, Carlos Villagrán, Florinda Meza, Rubén Aguirre, Edgar Vivar, Angelines Fernández e Maria Antonieta de las Nieves                     | Episódio comum. Episódio exibido somente no Brasil. Remake de: 1972 e 1973 |
| Resumo: Começa o Festival da Boa Vizinhança. Seu Madruga é o diretor e as atrações são o Chaves que recita o poema do "Cão Arrependido", Quico, que prepara um poema dedicado às mães e Chiquinha que conta as "Aventuras do Jeca Valente". Mas no final todos acabam brigando. |                                         |                                                                                       |                         | | | |
| 141 | Festival de la Buena Vecindad (parte 3) | A festa da boa vizinhança / ...E o festival continua! (parte 3)                       | 25 de outubro de 1976   | 1984 (SBT) Dublagens: MAGA (1984, dublagem perdida e 1990) e RioSound (2012)                                             | Roberto Gómez Bolaños, Ramón Valdés, Carlos Villagrán, Florinda Meza, Rubén Aguirre, Edgar Vivar, Angelines Fernández e Maria Antonieta de las Nieves                     | Episódio comum. Possui duas dublagens. Remake de 1972 e 1973. |
| Resumo: Continuando o Festival, as crianças encenam um teatro onde Chaves interpreta o Chapolin Colorado. Porém, as confusões começam quando ele começa a bater no Quico de verdade com a sua marreta biônica. |                                         |                                                                                       |                         | | | |
| 142 | Festival de la Buena Vecindad (parte 4) | O festival da boa vizinhança / O festival da boa vizinhança (parte 4)                 | 1 de novembro de 1976   | 24 de janeiro de 2014 (SBT) Dublagens: Studio Gábia (2005-08), RioSound (2012) e Som de Vera Cruz (2018)                 | Roberto Gómez Bolaños, Ramón Valdés, Carlos Villagrán, Florinda Meza, Rubén Aguirre, Edgar Vivar, Angelines Fernández e Maria Antonieta de las Nieves                     | Episódio comum. Disponível em DVD. Remake de 1972 e 1973. |
| Resumo: Na última parte dos festejos, Dona Clotilde recita um poema sobre o amor, fazendo toda hora trocadilho com o nome de Seu Madruga. Dona Florinda e o Professor Girafales cantam a canção "Óyelo, Escúchalo" e quase se beijam. Chaves, Quico e Chiquinha fazem truques de mágica, e o truque de mágica do Chaves deu o resultado de todo mundo cair na gargalhada. No final, tudo termina bem. E a saga termina com mais uma execução de "Óyelo, Escúchalo". |                                         |                                                                                       |                         | | | |
| 143 | Hombre Invisible                        | Invisibilidade                                                                        | 8 de novembro de 1976   | 1992 (SBT) Dublagem: MAGA (1990)                                                                                         | Roberto Gómez Bolaños, Ramón Valdés, Carlos Villagrán, Florinda Meza, Edgar Vivar e Maria Antonieta de las Nieves                                                         | Episódio comum. Remake de 1974. |
| Resumo: Chaves e Quico estão procurando o homem invisível. Nisso, Chiquinha diz que o pai dela conhece a fórmula da invisibilidade. E por fim, Chaves tenta salvar o Sr. Barriga do homem invisível, jogando tinta. |                                         |                                                                                       |                         | | | |
| 144 | El ratero arrepentido                   | O ladrão da vila                                                                      | 15 de novembro de 1976  | 1990 (SBT) | Roberto Gómez Bolaños, Ramón Valdés, Carlos Villagrán, Florinda Meza, Angelines Fernández, Maria Antonieta de las Nieves e Ricardo de Pascual                             | Episódio comum. Remake de 1974. |
| Resumo: O Sr. Furtado anda roubando objetos dos moradores da vila. Chaves é acusado injustamente e resolve ir embora da vila. Depois, Chiquinha consegue trazê-lo de volta e Chaves conta que rezou muito para que o ladrão se arrependesse. Ao ouvir isso, o Sr. Furtado se comove e além de devolver os objetos roubados, ainda presenteia o Chaves com um sanduíche de presunto. |                                         |                                                                                       |                         | | | |
| 145 | La Resortera                            | O matador de lagartixas                                                               | 22 de novembro de 1976  | 24 de agosto de 1984 (SBT)                                                                                               | Roberto Gómez Bolaños, Ramón Valdés, Carlos Villagrán, Florinda Meza, Rubén Aguirre e Maria Antonieta de las Nieves                                                       | Episódio comum. No SBT, este episódio deixou de ser exibido em 1988 e voltou ao ar em 1992. Primeiro episódio exibido no Brasil. Atualmente a Televisa distribiu esse episódio em posição deslocada. Remake de 1974                                              |
| Resumo: Chaves está caçando lagartixas e quase acerta o Professor Girafales. Depois, o garoto mata uma lagartixa, mas todos pensam que ele matou o Seu Madruga. No final, Dona Florinda também se assusta com a tal lagartixa e desmaia. |                                         |                                                                                       |                         | | | |
| 146 | Las locuras de Don Ramón                | Os loucos e a Cruz Vermelha / As loucuras do Seu Madruga                              | 29 de novembro de 1976  | 15 de outubro de 2018 (Multishow) Dublagem: Som de Vera Cruz (2018) e RioSound (2025)                                    | Roberto Gómez Bolaños, Ramón Valdés, Carlos Villagrán, Florinda Meza, Edgar Vivar e Maria Antonieta de las Nieves                                                         | Episódio comum. Remake de: 1974. Remake em: 1979 |
| Resumo: Chaves e Chiquinha estão coletando dinheiro para a ajudar a Cruz Vermelha. Enquanto isso, Seu Madruga tem a ideia de fingir que está louco para não pagar o aluguel. Ao mesmo tempo, Chaves pensa que foi o Sr. Barriga que ficou louco. Então, Chaves e Quico tentam curá-los com baldes de água fria. |                                         |                                                                                       |                         | | | |
| 147 | Mordida                                 | Animais proibidos                                                                     | 6 de dezembro de 1976   | 1990 (SBT) | Roberto Gómez Bolaños, Ramón Valdés, Carlos Villagrán, Florinda Meza, Rubén Aguirre, Edgar Vivar e Maria Antonieta de las Nieves                                          | Episódio comum. Remake de 1973. |
| Resumo: Chaves foi mordido por um cão de rua e todos ficam preocupados, achando que ele pode estar com raiva. Mas no final, Seu Madruga dá banho no Chaves, logo após o cachorro morrer de uma infecção no focinho. |                                         |                                                                                       |                         | | | |
| 148 | Fiesta navideña (parte 1)               | Sem pichorra não tem festa - Parte 1 / Festa de Natal - Parte 1                       | 13 de dezembro de 1976  | 17 de outubro de 2018 (Multishow) Dublagem: Som de Vera Cruz (2018) e RioSound (2025)                                    | Roberto Gómez Bolaños, Ramón Valdés, Carlos Villagrán, Florinda Meza, Edgar Vivar e Maria Antonieta de las Nieves                                                         | Episódio comum. Remake de 1972 e 1973. |
| Resumo: A turma se prepara para mais uma Festa da Amizade e começam a enfeitar a vila, lembrando sempre que "sem pichorra não tem festa". |                                         |                                                                                       |                         | | | |
| 149 | La Navidad                              | Feliz Ano Novo! / Presentes de Natal (DVD)                                            | 27 de dezembro de 1976  | 1 de janeiro de 1985 (SBT) Dublagens: MAGA (1984) e Studio Gábia (2005–08)                                               | Roberto Gómez Bolaños, Ramón Valdés, Carlos Villagrán, Florinda Meza, Rubén Aguirre, Edgar Vivar, Angelines Fernández e Maria Antonieta de las Nieves                     | Episódio anual. Disponível em DVD. Um trecho deste episódio é exibido em "O menino que jogava os seus brinquedos - parte 1" (versão de 1977) de Chapolin Colorado, quando o herói conta a história de um garoto pobre (Chaves) que sonhava em ganhar brinquedos. |
| Resumo: A turma da vila comemora o Natal e o Ano Novo. Quico exibe os brinquedos que ganhou e apronta a maior bagunça com Chaves, Chiquinha e Nhonho. Depois, todo o elenco do seriado se reúne e canta as músicas "La Juguetería", "Óyelo, Escúchalo" e "Un Año Más". |                                         |                                                                                       |                         | | | |

#### Episódios perdidos mundialmente
| Título em espanhol | Título em português                  | Estreia original       | Estreia no Brasil | Elenco                          | Nota(s) |
| --- | ------------------------------------ | ---------------------- | ----------------- | ------------------------------- | --- |
| Los niños faltan a clases | Matando aula                         | 5 de janeiro de 1976   | Episódio inédito  | Não há informações sobre elenco | Episódio perdido mundialmente. Foi descoberto na edição da Tele-Guía n. 1.221, de 1 a 7 de janeiro de 1976 (com os Três Reis Magos na capa). Remake de 1973. Regravado em 1979.                                           |
| Resumo: Chaves, Chiquinha e Quico planejam faltar à escola (Resumo da Teleguia).                                                                                      |                                      |                        |                   |                                 | |
| Don Ramón enamorado | Seu Madruga apaixonado               | 1 de março de 1976     | Episódio inédito  | Não há informações sobre elenco | Episódio perdido mundialmente. Foi descoberto na Tele-Guía n. 1.229, de 26 de fevereiro a 3 de março de 1976. Remake de 1974.                                                                                             |
| Resumo: Seu Madruga pede ajuda ao Chaves para tentar conquistar Dona Clotilde. (Único resumo conhecido).                                                              |                                      |                        |                   |                                 | |
| Los novilleros (Parte 1) | Os toureiros - Parte 1               | 5 de abril de 1976     | Episódio inédito  | Não há informações sobre elenco | Episódio perdido mundialmente. Foi descoberto na Tele-Guia n. 1.234, de 1 a 7 de abril de 1976 (com Robert Young na capa). Remake de 1973.                                                                                |
| Resumo: Chaves, Quico e todas as crianças da vila brincam de toureadores, usando de muleta o mantel do Seu Madruga.                                                   |                                      |                        |                   |                                 | |
| Jugando a la Escuelita | Brincando de escolinha               | 26 de abril de 1976    | Episódio inédito  | Não há informações sobre elenco | Episódio perdido mundialmente. Foi descoberto na edição da Tele-Guía n. 1.237, de 22 a 28 de abril de 1976 (edição especial do Dia das Crianças). Remake de 1973. Regravado no Programa Chespirito em 1980.               |
| Resumo: Chaves, Chiquinha e Quico brincam de escolinha no pátio da vila usando a janela do Seu Madruga como lousa. - Nota: Resumo baseado na primeira versão de 1973. |                                      |                        |                   |                                 | |
| Exámenes - parte 1 | Os exames - Parte 1                  | 21 de junho de 1976    | Episódio inédito  | Não há informações sobre elenco | Episódio perdido mundialmente. Foi descoberto na Tele-Guía 1.245, de 17 a 23 de junho de 1976. |
| Resumo: Não há informações sobre este episódio. |                                      |                        |                   |                                 | |
| Fiesta navideña (Parte 2) | Sem pichorra não tem festa - Parte 2 | 20 de dezembro de 1976 | Episódio inédito  | Não há informações sobre elenco | Episódio perdido mundialmente. O anúncio no final da Parte 1 confirma que este episódio existe. Circula na Internet um vídeo de uma entrevista com os atores, logo após a gravação desse episódio. Remake de 1972 e 1973. |
| Resumo: Não há informações sobre este episódio. |                                      |                        |                   |                                 | |

## 5ª temporada (1977)
Chaves começa a vestir sua camisa verde a partir do episódio "A Máquina Fotográfica".
- Roberto Gómez Bolaños, Carlos Villagrán, Florinda Meza e María Antonieta de las Nieves estão presentes em todos os episódios.
- Ramón Valdés está ausente em um episódio.
- Rubén Aguirre está ausente em vinte episódios.
- Édgar Vivar está ausente em vinte e dois episódios.
- Angelines Fernández está ausente em vinte e sete episódios.

| Episódio | Título em espanhol                                       | Título em português                                                                        | Estreia original        | Estreia no Brasil | Elenco | Nota(s) |
| --- | -------------------------------------------------------- | ------------------------------------------------------------------------------------------ | ----------------------- | --- | --- | --- |
| 150 | El negocio de las botellas                               | O porquinho / O negócio das garrafas                                                       | 7 de fevereiro de 1977  | 19 de outubro de 2018 (Multishow) Dublagem: Som de Vera Cruz (2018) e RioSound (2025)                                            | Roberto Gómez Bolaños, Ramón Valdés, Carlos Villagrán, Florinda Meza, Edgar Vivar e Maria Antonieta de las Nieves                                                    | Episódio comum. Remake de 1974. |
| Resumo: Seu Madruga tem um porquinho cheio de dinheiro, e tenta escondê-lo do Sr. Barriga. Enquanto isso Chaves e Quico disputam seus cofrinhos para ver quem tem mais dinheiro. |                                                          |                                                                                            |                         | | | |
| 151 | Día de la Amistad                                        | O dia do amor e da amizade (DVD) / O dia da amizade                                        | 14 de fevereiro de 1977 | 20 de outubro de 2018 (Multishow) Dublagens: Studio Gábia (2005–08, dublagem inédita), Som de Vera Cruz (2018) e RioSound (2025) | Roberto Gómez Bolaños, Ramón Valdés, Carlos Villagrán, Florinda Meza, Rubén Aguirre, Angelines Fernández e Maria Antonieta de las Nieves                             | Episódio comum. |
| Resumo: A turma do Chaves comemora o dia de São Valentim na casa do Seu Madruga. |                                                          |                                                                                            |                         | | | |
| 152 | Ramoncito (parte 1)                                      | As gravatas do Seu Madruga - Parte 1 / Madruguinha - Parte 1                               | 21 de fevereiro de 1977 | 21 de outubro de 2018 (Multishow) Dublagem: Som de Vera Cruz (2018) e RioSound (2025)                                            | Roberto Gómez Bolaños, Ramón Valdés, Carlos Villagrán, Florinda Meza, Rubén Aguirre e Maria Antonieta de las Nieves                                                  | Episódio comum. Remake de 1974. |
| Resumo: Quico ganha um cachorrinho do Professor Girafales. Com a ajuda de Chaves e Chiquinha, resolve dar um banho nele. E é aí que a confusão começa. |                                                          |                                                                                            |                         | | | |
| 153 | En esta vecindad están prohibidos los animales (Parte 2) | Quem não tem cão, caça com rato! - Parte 2                                                 | 28 de fevereiro de 1977 | 1984 (SBT) | Roberto Gómez Bolaños, Ramón Valdés, Carlos Villagrán, Florinda Meza, Angelines Fernández e Maria Antonieta de las Nieves                                            | No Brasil, este episódio deixou de ser exibido pelo SBT em 1992 e voltou ao ar em 20 de agosto de 2025 na emissora num hiato de mais de 30 anos. Episódio perdido mundialmente, sendo a partir de então, exibido somente no Brasil. Remake de 1972 e 1974. |
| Resumo: Dona Florinda é obrigada a levar o cachorrinho de Quico embora, pois é proibido ter animais na vila. Quico pensa que o animal foi transformado em regador por Dona Clotilde. |                                                          |                                                                                            |                         | | | |
| 154 | Una broma blanca (parte 3)                               | O ratinho do quico - Parte 3 / Uma brincadeira inofensiva - Parte 3                        | 7 de março de 1977      | 22 de outubro de 2018 (Multishow) Dublagem: Som de Vera Cruz (2018) e RioSound (2025)                                            | Roberto Gómez Bolaños, Ramón Valdés, Carlos Villagrán, Florinda Meza, Angelines Fernández e Maria Antonieta de las Nieves                                            | Episódio comum. Remake de 1974. |
| Resumo: Quico resolve aprontar com os vizinhos, escondendo um ratinho por todos os cantos. O pessoal da vila tenta caçar o bicho, que causa a maior bagunça. |                                                          |                                                                                            |                         | | | |
| 155 | Dinero en maceta                                         | Quem semeia moeda, colhe tempestade!                                                       | 14 de março de 1977     | 1984 (SBT) | Roberto Gómez Bolaños, Ramón Valdés, Carlos Villagrán, Florinda Meza e Maria Antonieta de las Nieves                                                                 | Episódio comum. Este é o último episódio no qual Chaves utiliza sua camisa listrada em preto e branco. Apesar de parecido com o episódio "A Guerra é de terra", de 1976, os dois episódios não possuem nenhuma conexão entre si. |
| Resumo: Chaves está jogando terra no chão do pátio, para que nasça uma árvore de carambolas. O problema é que ele suja a vila toda de terra, incluindo alguns de seus moradores. Depois, Quico e Chiquinha brigam por causa de algodões doces, e no final Chaves tenta fazer crescer uma árvore de dinheiro. |                                                          |                                                                                            |                         | | | |
| 156 | El fotógrafo (parte 1)                                   | A máquina fotográfica (parte 1)                                                            | 28 de março de 1977     | 1984 (SBT) | Roberto Gómez Bolaños, Ramón Valdés, Carlos Villagrán, Florinda Meza e Maria Antonieta de las Nieves                                                                 | Episódio comum. No SBT, este episódio deixou de ser exibido em 1992 e voltou ao ar em 15 de setembro de 2003. Chaves utiliza uma calça amarela a partir deste episódio, além da camisa verde listrada que usaria nos anos seguintes. |
| Resumo: Seu Madruga encontra uma máquina fotográfica antiga em que o Chaves vive derrubando no chão. Depois, as crianças brincam de fotógrafos. |                                                          |                                                                                            |                         | | | |
| 157 | Intento de fotografía (parte 2)                          | O fotógrafo (parte 2)                                                                      | 4 de abril de 1977      | 1984 (SBT) | Roberto Gómez Bolaños, Ramón Valdés, Carlos Villagrán, Florinda Meza, Rubén Aguirre, Maria Antonieta de las Nieves e Horácio Gómez                                   | Episódio comum. Esse episódio saiu do ar em 2002 no SBT. A partir daí até 2007, exibiram uma edição de de 15 minutos até sair do ar. Voltou completamente em 7 de fevereiro de 2012. |
| Resumo: Seu Madruga começa a trabalhar como fotográfo e tenta tirar fotos do Godinez em um parque, mas é atrapalhado pelo Quico. Para piorar a situação, Chaves continua derrubando a câmera de Seu Madruga no chão o tempo todo. |                                                          |                                                                                            |                         | | | |
| 158 | Fantasma                                                 | O fantasma da vila                                                                         | 11 de abril de 1977     | 1984 (SBT) | Roberto Gómez Bolaños, Ramón Valdés, Carlos Villagrán, Florinda Meza, Rubén Aguirre, Edgar Vivar e Maria Antonieta de las Nieves                                     | Episódio comum. No SBT, este episódio deixou de ser exibido em 1992 e voltou ao ar em 5 de setembro de 2003. |
| Resumo: Chaves pensa que matou o Sr. Barriga com uma pancada. Apavorados, os meninos pedem a ajuda do Seu Madruga. No entanto, isto é apenas um plano do Sr. Barriga, que pretende assustar o Chaves para ele deixar de ser atrapalhado. Mas a confusão realmente começa quando o dono da vila começa a se vestir de fantasma no meio da noite. Todos se assustam, menos o Seu Madruga, pois ele sabia do plano, mas acaba sobrando para o Professor Girafales, que decide fazer uma serenata para Dona Florinda na mesma noite e é confundido com um bandido.                     |                                                          |                                                                                            |                         | | | |
| 159 | Pago renta                                               | A Casinha do Quico                                                                         | 18 de abril de 1977     | 1992 (SBT) Dublagem: MAGA (1990)                                                                                                 | Roberto Gómez Bolaños, Ramón Valdés, Carlos Villagrán, Florinda Meza, Edgar Vivar e Maria Antonieta de las Nieves                                                    | Episódio comum. Remake de 1973 e 1974. |
| Resumo: Quico constrói uma casinha para brincar. Enquanto isso, Seu Madruga compra uma roupa nova e com isso tem uma briga com o Sr. Barriga, que o ameaça dizendo que se não receber pelo menos um mês de aluguel, ele não dormirá embaixo de um teto. |                                                          |                                                                                            |                         | | | |
| 160 | Ayuda a tus semejantes                                   | Ajudem-se uns aos outros / Amarelinhas e Balões                                            | 25 de abril de 1977     | 1984 (SBT) Dublagens: MAGA (1984, dublagem perdida e 1990) e Studio Gábia (2005–08 e dublagem inédita)                           | Roberto Gómez Bolaños, Carlos Villagrán, Florinda Meza, Rubén Aguirre, Angelines Fernández e Maria Antonieta de las Nieves                                           | Episódio comum. Possui duas dublagens. Disponível em DVD. Remake de 1974 |
| Resumo: Chaves aprende com o Professor Girafales que devemos compartilhar nossas coisas com os demais. Ao saber disso, Quico tenta dividir seus balões com Chaves, mas os dois acabam brigando. Enquanto isso, o Professor Girafales enfrenta um problema com Dona Florinda por causa de um mal entendido causado pelo Chaves. |                                                          |                                                                                            |                         | | | |
| 161 | El negocio de los globos                                 | O Vendedor de Balões                                                                       | 2 de maio de 1977       | 1992 (SBT) Dublagens: MAGA (1990) e Studio Gábia (2005–08)                                                                       | Roberto Gómez Bolaños, Ramón Valdés, Carlos Villagrán, Florinda Meza, Edgar Vivar e Maria Antonieta de las Nieves                                                    | Episódio comum. Disponível em DVD. Remake de 1974. |
| Resumo: Seu Madruga começa a vender balões e tem como ajudante o Chaves que está furando todos os balões do Quico. Porém quando achava que iria ganhar muito dinheiro descobre um problema: Chaves não entende o seu plano e acaba estragando tudo. |                                                          |                                                                                            |                         | | | |
| 162 | La locura                                                | O cavaleiro das mil encrencas                                                              | 9 de maio de 1977       | 1984 (SBT) | Roberto Gómez Bolaños, Ramón Valdés, Carlos Villagrán, Florinda Meza, Rubén Aguirre e Maria Antonieta de las Nieves                                                  | Episódio comum. Remake de 1974 |
| Resumo: Quico e Chiquinha acham que Chaves ficou louco porque o viram conversando com as portas. Então, eles decidem lhe dar um banho de água fria, para curá-lo. Mas toda vez que tentam, acabam errando o alvo e molhando sempre um dos adultos. |                                                          |                                                                                            |                         | | | |
| 163 | El carpintero (parte 1)                                  | Os carpinteiros (parte 1)                                                                  | 16 de maio de 1977      | 1984 (SBT) | Roberto Gómez Bolaños, Ramón Valdés, Carlos Villagrán, Florinda Meza, Rubén Aguirre e Maria Antonieta de las Nieves                                                  | Episódio comum. Remake de 1972 e 1974. |
| Resumo: Seu Madruga, que está trabalhando como carpinteiro, ele acaba martelando os dedos a toda hora. Enquanto isso, Chaves e Quico resolvem brincar de carpinteiros e nisso, acabam acertando o Professor Girafales com várias marteladas. |                                                          |                                                                                            |                         | | | |
| 164 | El carpintero (parte 2)                                  | Quanto mais quente, pior! (parte 2)                                                        | 23 de maio de 1977      | 1992 (SBT) Dublagem: MAGA (1988)                                                                                                 | Roberto Gómez Bolaños, Ramón Valdés, Carlos Villagrán, Florinda Meza, Rubén Aguirre e Maria Antonieta de las Nieves                                                  | Episódio comum. Remake de 1972 e 1974. |
| Resumo: Ainda trabalhando como carpinteiro, o Seu Madruga se vê obrigado a consertar a cadeira da Dona Florinda, que havia sido destruída pelas crianças. Então, ele resolve preparar uma cola especial, com a qual Quico acaba se queimando e o Seu Madruga também. |                                                          |                                                                                            |                         | | | |
| 165 | Viaje a Acapulco (parte 1)                               | Vamos todos a Acapulco (parte 1)                                                           | 30 de maio de 1977      | 4 de abril de 1988 (SBT) | Roberto Gómez Bolaños, Ramón Valdés, Carlos Villagrán, Florinda Meza, Rubén Aguirre, Edgar Vivar, Angelines Fernández e Maria Antonieta de las Nieves                | Episódio comum. Apesar do que muitos acreditavam, este episódio e suas sequências não foram os últimos gravados por Carlos Villagrán (Quico) e a canção "Boa noite, vizinhança" não se trata de uma despedida para o ator. A confusão fora feita graças à exibição da saga como se fossem os episódios finais da temporada de 1978, quando na verdade foram gravados em 1977, esse episódio foi reprisado em 18 de dezembro de 1978 |
| Resumo: Seu Madruga e Chiquinha ganham uma viagem para Acapulco com tudo pago, graças a um produto de limpar pratas que a garota comprou. A partir daí, todos decidem viajar para lá também. O Sr. Barriga chega para cobrar o aluguel e, ao descobrir que todos os inquilinos foram para Acapulco, resolve ir também. Com pena do Chaves que ia ficar sozinho, decide levar o garoto junto com ele. |                                                          |                                                                                            |                         | | | |
| 166 | Aventuras en Acapulco (parte 2)                          | Os farofeiros (parte 2)                                                                    | 6 de junho de 1977      | 13 de janeiro de 1991 (SBT) Dublagem: MAGA (1990)                                                                                | Roberto Gómez Bolaños, Ramón Valdés, Carlos Villagrán, Florinda Meza, Rubén Aguirre, Edgar Vivar, Angelines Fernández, Maria Antonieta de las Nieves e Horácio Gómez | Episódio comum. |
| Resumo: Ao chegarem em Acapulco, Chaves e o Sr. Barriga se hospedam no hotel. Depois na piscina, Chaves encontra Quico e Chiquinha e os três causam um rolo danado com o Seu Madruga e a Dona Florinda. No final, Chaves persegue Quico pelo clube e os dois causam a maior confusão. |                                                          |                                                                                            |                         | | | |
| 167 | Aventuras en Acapulco (parte 3)                          | Os Farofeiros (parte 3)                                                                    | 13 de junho de 1977     | 20 de janeiro de 1991 (SBT) Dublagem: MAGA (1990)                                                                                | Roberto Gómez Bolaños, Ramón Valdés, Carlos Villagrán, Florinda Meza, Rubén Aguirre, Edgar Vivar, Angelines Fernández, Maria Antonieta de las Nieves e Horácio Gómez | Episódio comum. A cena em que Dona Clotilde pula na piscina para salvar Seu Madruga (após o mesmo cair na água depois de ser atingido por um coco jogado pelo Chaves), foi feita na verdade pela atriz Florinda Meza (Dona Florinda) vestida de Clotilde como dublê na cena, pois Angelines Fernández não sabia nadar. |
| Resumo: A turma da vila resolve almoçar no restaurante do clube, onde Chaves faz uma tremenda bagunça. Quico mergulha na água, o que deixa o Professor Girafales em pânico, pois ele não sabe nadar. Depois, Chaves persegue Chiquinha pela praia e acaba jogando todo mundo na água. No final, Chaves canta a música "Boa Noite, Vizinhança!" enquanto os demais personagens estão sentados em volta de uma fogueira na praia á noite. |                                                          |                                                                                            |                         | | | |
| 168 | Álbum de Billetes                                        | O álbum de figurinhas                                                                      | 20 de junho de 1977     | 1984 (SBT) | Roberto Gómez Bolaños, Ramón Valdés, Carlos Villagrán, Florinda Meza, Edgar Vivar e Maria Antonieta de las Nieves                                                    | Episódio comum. Remake de 1974. |
| Resumo: Quico e Chiquinha ganham um álbum de figurinhas com moedas de vários países. Enquanto isso, Chaves encontra dólares que o Sr. Barriga havia perdido e pensa que são figurinhas. Seu Madruga abusando da ingenuidade do Chaves, tenta enganá-lo para ficar com o dinheiro. Mas acaba se dando mal. |                                                          |                                                                                            |                         | | | |
| 169 | Sonámbulos (parte 1)                                     | Os espíritos zombeteiros - Parte 1 / Sonâmbulos - Parte 1                                  | 27 de junho de 1977     | 6 de novembro de 2018 (Multishow) Dublagem: Som de Vera Cruz (2018) e RioSound (2025)                                            | Roberto Gómez Bolaños, Ramón Valdés, Carlos Villagrán, Florinda Meza, Angelines Fernández e Maria Antonieta de las Nieves                                            | Episódio comum. Remake de 1974 |
| Resumo: Seu Madruga é sonâmbulo e coloca pratos todas as noites no barril do Chaves pois se preocupa que o garoto passa fome. |                                                          |                                                                                            |                         | | | |
| 170 | Sonámbulos (parte 2)                                     | Os espíritos zombeteiros - Parte 2 / Sonâmbulos - Parte 2                                  | 4 de julho de 1977      | 7 de novembro de 2018 (Multishow) Dublagem: Som de Vera Cruz (2018) e RioSound (2025)                                            | Roberto Gómez Bolaños, Ramón Valdés, Carlos Villagrán, Florinda Meza, Angelines Fernández e Maria Antonieta de las Nieves                                            | Episódio comum. Remake de 1974 |
| Resumo: Todos os moradores da vila são sonâmbulos, inclusive Quico e Dona Florinda. Seu Madruga diz para ter cuidado, pois pode ser perigoso acordá-los. |                                                          |                                                                                            |                         | | | |
| 171 | Sonámbulos (parte 3)                                     | Os espíritos zombeteiros (parte 3)                                                         | 11 de julho de 1977     | 26 de janeiro de 2012 (SBT) Dublagem: MAGA (1988)                                                                                | Roberto Gómez Bolaños, Ramón Valdés, Carlos Villagrán, Florinda Meza, Angelines Fernández e Maria Antonieta de las Nieves                                            | Episódio comum. Remake de 1974. |
| Resumo: Dona Clotilde decide fazer uma sessão espírita na casa do Seu Madruga. |                                                          |                                                                                            |                         | | | |
| 172 | Escasez de água (parte 1)                                | Falta água, sobram problemas! (parte 1)                                                    | 18 de julho de 1977     | 12 de outubro de 2000 (SBT) Dublagem: MAGA (1988)                                                                                | Roberto Gómez Bolaños, Ramón Valdés, Carlos Villagrán, Florinda Meza, Rubén Aguirre, Angelines Fernández e Maria Antonieta de las Nieves                             | Episódio comum. Remake de 1974. |
| Resumo: A vila ficou sem água. Por isso, Chaves, Chiquinha e Quico são obrigados a irem até a vila mais próxima, buscar mais água. E a confusão começa quando os vizinhos começam a brigar pela água. |                                                          |                                                                                            |                         | | | |
| 173 | Escasez de água (parte 2)                                | Um bom encanador não entra pelo cano! (parte 2)                                            | 25 de julho de 1977     | 1984 (SBT) | Roberto Gómez Bolaños, Ramón Valdés, Carlos Villagrán, Florinda Meza, Rubén Aguirre, Edgar Vivar e Maria Antonieta de las Nieves                                     | Episódio comum. Remake de 1974. |
| Resumo: A vila continua sem água e por conta disso todos os inquilinos (inclusive Dona Florinda) se recusam a pagar o aluguel ao Sr. Barriga, até que o problema seja resolvido. O problema é que o Sr. Barriga se recusa a consertar o problema da água enquanto não receber o dinheiro dos alugueis. Por conta disso Dona Florinda chama um encanador que resolve o problema da falta de água. Então, quando o defeito do encanamento já havia sido consertado, Chaves tem a grande ideia de jogar fora a água que já não faz falta e com isso acaba molhando o pessoal da vila. |                                                          |                                                                                            |                         | | | |
| 174 | Pie hinchado                                             | O calo do Sr. Barriga                                                                      | 1 de agosto de 1977     | 1984 (SBT) | Roberto Gómez Bolaños, Ramón Valdés, Carlos Villagrán, Florinda Meza, Edgar Vivar e Maria Antonieta de las Nieves                                                    | Episódio comum. Desse episódio, foi extraída a expressão facial do Sr. Barriga na abertura brasileira. Remake de 1974 |
| Resumo: Chaves acerta o Sr. Barriga no pé e o deixa com um calo muito grande. Enquanto isso, Quico assina um vale de um milhão de cruzeiros ao Chaves, que pensa que ficou milionário. |                                                          |                                                                                            |                         | | | |
| 175 | Corto Circuito                                           | Ah! Logo agora que eu queria ver o meu time jogar...                                       | 8 de agosto de 1977     | 1984 (SBT) | Roberto Gómez Bolaños, Ramón Valdés, Carlos Villagrán, Florinda Meza, Edgar Vivar e Maria Antonieta de las Nieves                                                    | Episódio comum. Remake de 1974 |
| Resumo: Seu Madruga e Chaves querem ver um jogo de futebol pela televisão, mas acabou a luz no cortiço, devido a um curto-circuito. Sem saber disso, Seu Madruga fica irritado e num acesso de raiva, quebra a televisão, e quando tenta consertá-la acaba tomando um choque e o mesmo acontece com os outros. |                                                          |                                                                                            |                         | | | |
| 176 | Somos Cursis                                             | O professor apaixonado                                                                     | 15 de agosto de 1977    | 1984 (SBT) | Roberto Gómez Bolaños, Ramón Valdés, Carlos Villagrán, Florinda Meza, Rubén Aguirre e Maria Antonieta de las Nieves                                                  | Episódio comum. No SBT, este episódio deixou de ser exibido em 1992 e voltou ao ar 1 de setembro de 2000. Ao contrário da versão de 1974 do episódio, que termina com Florinda brigada com Girafales e se desfazendo de seus presentes, nesta versão tudo é esclarecido e os dois fazem as pazes cantando uma canção ao fim do episódio. Remake de 1974.                                                                            |
| Resumo: O Professor Girafales quer se declarar à Dona Florinda, para isso, pede ajuda ao Seu Madruga. Mas as crianças pensam que os dois estão namorando e a confusão está armada. No final do episódio, tudo é esclarecido e é apresentada a canção: "Somos Cafonas". |                                                          |                                                                                            |                         | | | |
| 177 | La tienda del Chavo (parte 1)                            | Nem todos os bons megócios são negócios da china (parte 1)                                 | 22 de agosto de 1977    | 1984 (SBT) | Roberto Gómez Bolaños, Ramón Valdés, Carlos Villagrán, Florinda Meza, Edgar Vivar, Angelines Fernández e Maria Antonieta de las Nieves                               | Episódio comum. Remake de 1974. |
| Resumo: Seguindo o conselho da Chiquinha, Chaves começa a vender refrescos, mas o negócio não vai muito bem. Ainda mais quando Quico se torna seu maior concorrente. |                                                          |                                                                                            |                         | | | |
| 178 | La tienda del Chavo (parte 2)                            | Refrescos numa fria (parte 2)                                                              | 29 de agosto de 1977    | 1992 (SBT) Dublagem: MAGA (1988)                                                                                                 | Roberto Gómez Bolaños, Ramón Valdés, Carlos Villagrán, Florinda Meza, Edgar Vivar e Maria Antonieta de las Nieves                                                    | Episódio comum. Remake de 1974 |
| Resumo: Quico desiste de seu negócio e se torna um grande freguês dos refrescos do Chaves. Depois, o Seu Madruga tenta escapar da Dona Florinda e do Sr. Barriga. Aproveitando a oportunidade, Chaves faz chantagem para que tanto Madruga quanto Barriga comprem os refrescos. |                                                          |                                                                                            |                         | | | |
| 179 | La tienda del Chavo (parte 3)                            | A Insônia do Seu Madruga (parte 3)                                                         | 5 de setembro de 1977   | 1992 (SBT) Dublagem: MAGA (1990)                                                                                                 | Roberto Gómez Bolaños, Ramón Valdés, Carlos Villagrán, Florinda Meza, Rubén Aguirre, Angelines Fernández e Maria Antonieta de las Nieves                             | Episódio comum. Disponível em DVD/vila com dois cenários diferentes ao longo das cenas. Remake de 1974 |
| Resumo: Chaves continua com a sua barraca de refrescos, mas é desapontado pelo Professor Girafales, que diz a ele que tudo que é vendido na rua faz mal. Enquanto isso, Seu Madruga está com insônia. Dona Clotilde resolve lhe ajudar e compra um xarope poderoso para livrá-lo do problema. Mas as crianças pensam que ela enfeitiçou o Seu Madruga. |                                                          |                                                                                            |                         | | | |
| 180 | Los pensamientos del Profesor                            | Com duas cartas no varal... / Bilhetes trocados                                            | 12 de setembro de 1977  | 1984 (SBT) Dublagens: MAGA (1984, dublagem perdida e 1990)                                                                       | Roberto Gómez Bolaños, Ramón Valdés, Carlos Villagrán, Florinda Meza, Rubén Aguirre e Maria Antonieta de las Nieves                                                  | Episódio comum. Possui duas dublagens. Remake de 1973 e 1975. |
| Resumo: Seu Madruga manda Chiquinha ir até o açougue e lhe entrega uma lista de compras. Enquanto isso, o Professor Girafales mostra à Dona Florinda que lhe escreveu uma carta de amor. Porém, ele deixa a carta cair no chão do pátio da vila e quando Chiquinha a encontra, troca com a lista do açougue, causando a maior confusão na vila. |                                                          |                                                                                            |                         | | | |
| 181 | El mejor escondite                                       | A bruxa está solta                                                                         | 19 de setembro de 1977  | 1984 (SBT) | Roberto Gómez Bolaños, Ramón Valdés, Carlos Villagrán, Florinda Meza, Angelines Fernández e Maria Antonieta de las Nieves                                            | Episódio comum. Remake de 1973 e 1975 |
| Resumo: As crianças brincam de esconde-esconde. Enquanto isso, Seu Madruga resolve pregar uma caixa de madeira. Quico vê a caixa no meio do pátio e se esconde dentro dela. O problema é que Seu Madruga não sabe que Quico se escondeu lá e prega a tampa, com isso Quico fica preso e as demais crianças acham que ele for transformado em caixa pela Bruxa do 71. |                                                          |                                                                                            |                         | | | |
| 182 | La Caricatura del Profesor Jirafales                     | A caricatura do Professor Girafales                                                        | 26 de setembro de 1977  | 20 de novembro de 2018 (Multishow) Dublagem: Som de Vera Cruz (2018) e RioSound (2025)                                           | Roberto Gómez Bolaños, Ramón Valdés, Carlos Villagrán, Florinda Meza, Rubén Aguirre e Maria Antonieta de las Nieves                                                  | Episódio comum. Desse episódio, foram extraídas as expressões faciais do Professor Girafales, da Dona Florinda, do Seu Madruga e do Chaves na abertura brasileira. Remake de 1974. |
| Resumo: As crianças fazem desenhos na escola, mas o Professor Girafales quer saber quem desenhou uma caricatura sua. Com medo da bronca, Quico pede ao Chaves que assuma a responsabilidade pelo desenho em troca de um sanduíche de presunto. Mas ele se dá mal. |                                                          |                                                                                            |                         | | | |
| 183 | Un fin de semana con las tías                            | Estou morrendo de saudades da minha amiga, mas não muito... / O retorno da Chiquinha (DVD) | 3 de outubro de 1977    | 1984 (SBT) Dublagens: MAGA (1984), Studio Gábia (2005–08), Som de Vera Cruz (2018) e RioSound (2025)                             | Roberto Gómez Bolaños, Ramón Valdés, Carlos Villagrán, Florinda Meza e Maria Antonieta de las Nieves                                                                 | Episódio comum. No SBT, este episódio deixou de ser exibido em 1992 e voltou ao ar em 15 de fevereiro de 2012. Disponível em DVD. Remake de 1975 |
| Resumo: Chiquinha, o terror do cortiço, está de volta! Assim que chega, já começa a aprontar: rouba a zarabatana e os chumbinhos de Chaves e começa a atirar em todo mundo, provocando a maior confusão na vila. |                                                          |                                                                                            |                         | | | |
| 184 | Los favores de Don Ramón                                 | O disco voador                                                                             | 10 de outubro de 1977   | 1992 (SBT) Dublagem: MAGA (1990)                                                                                                 | Roberto Gómez Bolaños, Ramón Valdés, Carlos Villagrán, Florinda Meza, Edgar Vivar e Maria Antonieta de las Nieves                                                    | Episódio comum. Remake de 1974. |
| Resumo: Quico ganha um disco voador de brinquedo. Enquanto isso, Seu Madruga combina um plano com Chaves que sempre que o Sr. Barriga aparecer, é para o garoto gritar "já chegou o disco voador!". Mas o plano não sai como o combinado. |                                                          |                                                                                            |                         | | | |
| 185 | Pintando la Vecindad (parte 1)                           | Abre a Torneira! (parte 1)                                                                 | 17 de outubro de 1977   | 1992 (SBT) Dublagens: MAGA (1990) e RioSound (2012)                                                                              | Roberto Gómez Bolaños, Ramón Valdés, Carlos Villagrán, Florinda Meza, Rubén Aguirre, Edgar Vivar, Angelines Fernández e Maria Antonieta de las Nieves                | Episódio comum. Durante 21 anos foi usada pelo SBT como primeira parte do episódio: As Paredes de Gesso (1978), até que em 9 de janeiro de 2014 estreou a segunda parte real do episódio. |
| Resumo: Os moradores da vila querem que o Sr. Barriga mande pintar o cortiço. A princípio, ele aceita, mas depois de uma confusão com o Chaves e o Seu Madruga que não pagou o aluguel, ele desiste. Depois, o Professor Girafales tem a ideia do Seu Madruga pintar a vila em troca de alguns meses de aluguel. A turma gosta da ideia, menos ele. |                                                          |                                                                                            |                         | | | |
| 186 | Pintando la Vecindad (parte 2)                           | Pintando a vila (parte 2)                                                                  | 24 de outubro de 1977   | 9 de janeiro de 2014 (SBT) Dublagens: RioSound (2012) e Som de Vera Cruz (2018)                                                  | Roberto Gómez Bolaños, Ramón Valdés, Carlos Villagrán, Florinda Meza, Rubén Aguirre, Edgar Vivar e Maria Antonieta de las Nieves                                     | Episódio comum. |
| Resumo: O pessoal começa a limpar a vila para depois pintá-la. Todos resolvem ajudar e depois de tudo pronto, o pessoal fica satisfeito, inclusive Chaves, que pinta seu barril. |                                                          |                                                                                            |                         | | | |
| 187 | La pancita de Don Ramón                                  | Panqueca pra dentro, barriga pra fora                                                      | 31 de outubro de 1977   | 1984 (SBT) | Roberto Gómez Bolaños, Ramón Valdés, Carlos Villagrán, Florinda Meza, Angelines Fernández e Maria Antonieta de las Nieves                                            | Episódio comum. No SBT, este episódio deixou de ser exibido em 1992 e voltou ao ar em 3 de agosto de 2011. |
| Resumo: Dona Clotilde prepara panquecas para Seu Madruga, mas Chiquinha come todas elas junto com o Chaves. Quico acaba levando a culpa. |                                                          |                                                                                            |                         | | | |
| 188 | El desalojo de Don Ramón (parte 1)                       | O despejo do Seu Madruga (parte 1)                                                         | 7 de novembro de 1977   | 1992 (SBT) Dublagem: MAGA (1990)                                                                                                 | Roberto Gómez Bolaños, Ramón Valdés, Carlos Villagrán, Florinda Meza, Edgar Vivar e Maria Antonieta de las Nieves                                                    | Episódio comum. Ocorreu a primeira aparição de Dona Neves no Seriado pois ela já aparecia em Chapolin e Dr Chapatin, e também a única junto ao Seu Madruga. Remake de 1974. |
| Resumo: O Sr. Barriga resolve despejar Seu Madruga, depois dele lhe dever 14 meses de aluguel atrasado (no dia em que o Sr. Barriga despejou o Seu Madruga, os 14 meses de aluguel haviam completado 15 meses de aluguel). Enquanto Seu Madruga e as crianças estavam guardando as coisas, Quico encontra um álbum de fotografias antigo na casa de Seu Madruga e eles começam a olhar e lembrar os velhos tempos. |                                                          |                                                                                            |                         | | | |
| 189 | El desalojo de Don Ramón (parte 2)                       | Recordações (parte 2)                                                                      | 14 de novembro de 1977  | 1992 (SBT) Dublagem: MAGA (1990)                                                                                                 | Roberto Gómez Bolaños, Ramón Valdés, Carlos Villagrán, Florinda Meza, Rubén Aguirre, Edgar Vivar e Maria Antonieta de las Nieves                                     | Episódio comum. Tem um trecho raro que dura cerca de um minuto, que atualmente é cortado, na parte em que aparece Frederico, o pai do Quico. Somente o SBT exibia raramente esse trecho cortado até algum tempo atrás. Remake de 1974 |
| Resumo: O pessoal continua vendo o álbum de fotografias, e lembrando de cenas como a chegada de Chaves na vila e a despedida do pai de Quico. O Sr. Barriga vê uma foto de quando Seu Madruga era lutador de boxe e com pena, inventa uma história, para deixar que ele e a Chiquinha continuem morando na vila. |                                                          |                                                                                            |                         | | | |
| 190 | El Chavo Campeón                                         | Um campeão meio pesado / Como treinar um novo campeão                                      | 21 de novembro de 1977  | 1984 (SBT) Dublagem: MAGA (1984 e uma inédita da MAGA cujo ano é desconhecido)                                                   | Roberto Gómez Bolaños, Ramón Valdés, Carlos Villagrán, Florinda Meza, Rubén Aguirre e Maria Antonieta de las Nieves                                                  | Episódio comum. Remake de 1974. |
| Resumo: Seu Madruga se lembra dos tempos em que era um lutador de boxe. Depois, ele vê Chaves brigando com o Quico e acha que ele pode ser um grande boxeador. Seu Madruga tenta ensiná-lo a lutar, mas isso acaba causando problemas com o Professor Girafales, que se irrita ao descobrir. |                                                          |                                                                                            |                         | | | |
| 191 | El Casimir                                               | Um finnísimo tecido Made in Taubaté                                                        | 28 de novembro de 1977  | 1984 (SBT) Dublagens: MAGA (1984 e trecho da dublagem de 1990)                                                                   | Roberto Gómez Bolaños, Ramón Valdés, Carlos Villagrán, Florinda Meza, Edgar Vivar e Maria Antonieta de las Nieves                                                    | Episódio comum. A dublagem de 1990 chama-se "Piquenique no pátio" e é inédita. Apenas teve um trecho exibida no Programa do Ratinho. |
| Resumo: Seu Madruga decide trocar uma Casimira de Taubaté com o Sr. Barriga, mentindo que seu tecido é inglês. Chaves, Chiquinha e Quico pegam o tecido e fazem um piquenique com ele. Mas Chaves acaba sujando todo o tecido. |                                                          |                                                                                            |                         | | | |
| 192 | La clase de música                                       | Uma aula de canto                                                                          | 5 de dezembro de 1977   | 1992 (SBT) Dublagem: MAGA (1990)                                                                                                 | Roberto Gómez Bolaños, Ramón Valdés, Carlos Villagrán, Florinda Meza, Rubén Aguirre, Edgar Vivar; Maria Antonieta de las Nieves e Horácio Gómez                      | Episódio comum. São executadas as músicas Joven aún e Que bonita vecindad. |
| Resumo: O Professor Girafales decide ensinar música aos seus alunos. Depois, as crianças resolvem brincar de orquestra no pátio da escola. Neste episódio, são apresentadas as canções: "Se Você é Jovem Ainda" e "Que Bonita A Sua Roupa". |                                                          |                                                                                            |                         | | | |

#### Episódios perdidos mundialmente
| Título em espanhol | Título em português         | Estreia original      | Estreia no Brasil | Elenco                          | Nota(s) |
| --- | --------------------------- | --------------------- | ----------------- | ------------------------------- | --- |
| Los niños asisten a la escuela | As crianças assistem à aula | 31 de janeiro de 1977 | Episódio inédito  | Não há informações sobre elenco | Episódio perdido mundialmente. Foi descoberto na Tele-Guía 1.277, de 27 de janeiro a 2 de fevereiro de 1977.                                                                   |
| Resumo: Chaves, Chiquinha e Quico assistem a aula. |                             |                       |                   |                                 | |
| El juego de béisbol | O Jogo de beisebol          | 21 de março de 1977   | Episódio inédito  | Não há informações sobre elenco | Episódio perdido mundialmente. Foram exibidos trechos deste episódio em uma chamada do disco "Así Cantamos y Vacilamos en La Vecindad del Chavo" na Venezuela. Remake de 1974. |
| Resumo: Chaves e Quico brincam de beisebol e Seu Madruga conta que já jogou o esporte mas acaba levando um tapa da Dona Florinda quando fala das curvas. (Resumo baseado a partir da primeira versão de 1974). |                             |                       |                   |                                 | |

## 6ª temporada (1978)
- Roberto Gómez Bolaños, Ramón Valdés, Florinda Meza e María Antonieta de las Nieves estão presentes em todos os episódios.
- Carlos Villagrán está ausente em um episódio.
- Édgar Vivar está ausente em dezessete episódios.
- Rubén Aguirre está ausente em vinte e dois episódios.
- Angelines Fernández está ausente em vinte e sete episódios.

| Episódio | Título em espanhol                      | Título em português                                                  | Estreia original       | Estreia no Brasil                                                                                               | Elenco | Nota(s) |
| --- | --------------------------------------- | -------------------------------------------------------------------- | ---------------------- | --- | --- | --- |
| 192 | La venta de churros - parte 1           | A sociedade - parte 1                                                | 6 de março de 1978     | 1990 (SBT) | Roberto Gómez Bolaños, Ramón Valdés, Carlos Villagrán, Florinda Meza e Maria Antonieta de las Nieves                                                                             | Episódio comum. Os três episódios dessa saga foram gravados em 1977 e seriam exibidos na referida temporada, mas por algum motivo isso não aconteceu.          |
| Resumo: Seu Madruga e Dona Florinda resolvem se tornar sócios. Dona Florinda prepara os seus churros para Seu Madruga vendê-los. Quando Dona Florinda já começava a prepará-los, Chaves e Quico resolvem ajudá-la. |                                         |                                                                      |                        | | | |
| 193 | La venta de churros - parte 2           | A sociedade - parte 2                                                | 13 de março de 1978    | 1990 (SBT) | Roberto Gómez Bolaños, Ramón Valdés, Carlos Villagrán, Florinda Meza, Rubén Aguirre e Maria Antonieta de las Nieves                                                              | Episódio comum. |
| Resumo: Chaves briga com Quico por ter sido expulso da casa da Dona Florinda pela bagunça que fez. Ao mesmo tempo, Seu Madruga tenta proteger dos garotos, a mesinha com a qual vai vender os churros. Mas ele acaba tendo uma confusão com a Dona Florinda, por causa dos meninos. E depois, o Professor Girafales ainda aparece e seus churros são roubados pelo Chaves. |                                         |                                                                      |                        | | | |
| 194 | La venta de churros - parte 3           | O vendedor de churros - parte 3                                      | 20 de março de 1978    | 1984 (SBT) | Roberto Gómez Bolaños, Ramón Valdés, Carlos Villagrán, Florinda Meza, Edgar Vivar e Maria Antonieta de las Nieves                                                                | Episódio comum. A data de estreia é confirmada por uma tela com informações de catálogo vazada no início do episódio, em exibição no exterior.                 |
| Resumo: Finalmente, Seu Madruga está pronto para vender os churros, mas os negócios começam mal, pois ninguém se interessa em comprar os churros e os meninos ainda o atrapalham. Depois de muitas confusões, ele pede ao Chaves que vigie as vendas, enquanto vai ao banheiro. Mas quando volta, descobre que Chaves comeu todos os churros e no final, ainda assume a culpa pelo garoto. |                                         |                                                                      |                        | | | |
| 195 | Enyesar la vecindad (parte 1)           | Um gesseiro de mão cheia (parte 1)                                   | 27 de março de 1978    | 13 de janeiro de 2014 (SBT) Dublagens: RioSound (2012 e 2025) e Som de Vera Cruz (2018)                         | Roberto Gómez Bolaños, Ramón Valdés, Carlos Villagrán, Florinda Meza, Edgar Vivar e Maria Antonieta de las Nieves                                                                | Episódio comum. Remake de 1974 |
| Resumo: O Sr. Barriga faz um acordo com o Seu Madruga e desconta alguns meses de aluguel, com a condição dele se comprometer a engessar toda a vila. |                                         |                                                                      |                        | | | |
| 196 | Enyesar la vecindad (parte 2)           | As paredes de gesso (parte 2)                                        | 3 de abril de 1978     | 1992 (SBT) Dublagens: MAGA (1992) e RioSound (2012)                                                             | Roberto Gómez Bolaños, Ramón Valdés, Carlos Villagrán, Florinda Meza, Edgar Vivar e Maria Antonieta de las Nieves                                                                | Episódio comum. O SBT colocou por 21 anos esse episódio como a continuação de "Abre a Torneira - parte 1 (1977). Remake de 1974.                               |
| Resumo: Seu Madruga começa a engessar a vila, e tem uma confusão com o Chaves que pensa que o Gesso é leite de burra. Depois, Chaves e Chiquinha brincam de gesseiros e começam a engessar o Quico. |                                         |                                                                      |                        | | | |
| 197 | Los cuernos del profesor                | Os chifrinhos de nozes / Os chifres queimados do Professor Girafales | 10 de abril de 1978    | 1984 (SBT) Dublagem: MAGA (1984, dublagem perdida e 1990)                                                       | Roberto Gómez Bolaños, Ramón Valdés, Carlos Villagrán, Florinda Meza, Rubén Aguirre e Maria Antonieta de las Nieves                                                              | Episódio comum. No SBT, este episódio deixou de ser exibido em 1992 e voltou ao ar em 1 de setembro de 2003, redublado. Possui duas dublagens. Remake de 1974. |
| Resumo: Dona Florinda sai e deixa no fogão chifres de nozes para o Professor Girafales. Porém, quando ele chega a vila, pensa que foi traído por Dona Florinda. |                                         |                                                                      |                        | | | |
| 198 | La Jardinera                            | A mudinha de chirimoia                                               | 17 de abril de 1978    | 1984 (SBT) | Roberto Gómez Bolaños, Ramón Valdés, Carlos Villagrán, Florinda Meza, Rubén Aguirre e Maria Antonieta de las Nieves                                                              | Episódio comum. No SBT, este episódio deixou de ser exibido em 1992 e voltou ao ar em 2 de setembro de 2003. Remake de 1973 e 1975                             |
| Resumo: Seu Madruga consegue um pezinho de "chirimóia" e tenta plantá-lo em um vaso. Porém, as crianças ficam atrapalhando e não deixam ele terminar o serviço. |                                         |                                                                      |                        | | | |
| 199 | El voceador                             | Exibição de iôiôs / O jornaleiro                                     | 24 de abril de 1978    | 8 de dezembro de 2018 (Multishow) Dublagem: Som de Vera Cruz (2018) e RioSound (2025)                           | Roberto Gómez Bolaños, Ramón Valdés, Carlos Villagrán, Florinda Meza, Edgar Vivar e Maria Antonieta de las Nieves                                                                | Episódio comum. Remake de 1974 |
| Resumo: Seu Madruga faz uma exibição de ioiôs, com dois jogadores estrangeiros. Depois, Chaves e Quico começam a brincar com os seus ioiôs e arranjam uma tremenda encrenca para o Seu Madruga. |                                         |                                                                      |                        | | | |
| 200 | Ama a tus enemigos                      | As pessoas boas devem amar seus Inimigos                             | 1 de maio de 1978      | 1992 (SBT) Dublagem: MAGA (1988)                                                                                | Roberto Gómez Bolaños, Ramón Valdés, Carlos Villagrán, Florinda Meza, Edgar Vivar e Maria Antonieta de las Nieves                                                                | Episódio comum. Quico passa a usar seu boné amarelo, vermelho e preto a partir deste episódio. Remake de 1974.                                                 |
| Resumo: Seu Madruga tenta plantar pezinhos em vasos, mas acaba sendo atrapalhando por Chaves e Quico. Depois, de tanto apanhar do Seu Madruga, Chaves chora e Chiquinha diz uma frase: "As pessoas boas devem amar seus inimigos". Por conta disso, Dona Florinda termina o episódio sem bater no Seu Madruga, pois foi ele que criou essa frase. |                                         |                                                                      |                        | | | |
| 201 | Prohibidos los niños (parte 1)          | O cãozinho da Dona Clotilde (parte 1)                                | 8 de maio de 1978      | 1992 (SBT) Dublagem: MAGA (1990)                                                                                | Roberto Gómez Bolaños, Ramón Valdés, Carlos Villagrán, Florinda Meza, Angelines Fernández e Maria Antonieta de las Nieves                                                        | Episódio comum. Remake de 1973 |
| Resumo: Seu Madruga manda Chaves comprar algumas coisas na venda da esquina. Enquanto isso, Dona Clotilde, que está cuidando de sua sobrinha, descobre que a Dona Florinda colocou um cartaz na vila proibindo os animais e as crianças pequenas. |                                         |                                                                      |                        | | | |
| 202 | La sobrina de la bruja del 71 (parte 2) | Pai por Algumas Horas (parte 2)                                      | 15 de maio de 1978     | 1992 (SBT) | Roberto Gómez Bolaños, Ramón Valdés, Carlos Villagrán, Florinda Meza, Angelines Fernández e Maria Antonieta de las Nieves                                                        | Episódio comum. Remake de 1973. |
| Resumo: Chaves traz a cesta de compras. Ao mesmo tempo, Dona Clotilde esconde a sua sobrinha em outra cesta muito parecida. Quico acaba trocando as duas cestas. A neném acaba indo parar na casa do Seu Madruga, que resolve cuidar dela. Chaves quer ajudar e acaba atrapalhando. |                                         |                                                                      |                        | | | |
| 203 | La sorpresa del Profesor                | Uma confusão de bolos / A surpresa do professor                      | 22 de maio de 1978     | 13 de dezembro de 2018 (Multishow) Dublagem: Som de Vera Cruz (2018) e RioSound (2025)                          | Roberto Gómez Bolaños, Ramón Valdés, Carlos Villagrán, Florinda Meza, Rubén Aguirre, Angelines Fernández e Maria Antonieta de las Nieves                                         | Episódio comum. Remake de 1974 e 1975 |
| Resumo: Dona Clotilde faz um bolo para o Seu Madruga, e pede ao Chaves que leve para a sua casa, junto com um bilhete escrito por ela. Enquanto isso, Dona Florinda manda o Quico comprar outro bolo para o Professor Girafales. Mas o Seu Madruga, acaba confundindo e pensa que Dona Florinda está apaixonada por ele. |                                         |                                                                      |                        | | | |
| 204 | El sobre de renta                       | O dinheiro perdido                                                   | 29 de maio de 1978     | 1992 (SBT) Dublagem: MAGA (1990)                                                                                | Roberto Gómez Bolaños, Ramón Valdés, Carlos Villagrán, Florinda Meza, Edgar Vivar e Maria Antonieta de las Nieves                                                                | Episódio comum. Remake de 1972 e 1975. |
| Resumo: Seu Barriga coloca Seu Madruga na rua, por falta de pagamento. Pórem, Seu Madruga já conseguiu o dinheiro, só que não sabe onde está. No meio dos móveis espalhados pelo pátio, ele decide procurar e pede ajuda às crianças que só atrapalham. |                                         |                                                                      |                        | | | |
| 205 | Chavo atropellado (parte 1)             | Estatísticas (parte 1)                                               | 5 de junho de 1978     | 1992 (SBT) Dublagem: MAGA (1990)                                                                                | Roberto Gómez Bolaños, Ramón Valdés, Carlos Villagrán, Florinda Meza, Rubén Aguirre, Edgar Vivar e Maria Antonieta de las Nieves                                                 | Episódio comum. A data de estreia é confirmada por uma tela com informações de catálogo vazada no início do episódio, em exibição no exterior. Remake de 1973. |
| Resumo: Quico fica proibido de brincar na rua por Dona Florinda. Então, ele resolve brincar de atropelamento com Chaves. Porém, as pessoas pensam que Chaves foi atropelado de verdade. O Sr. Barriga dá um dinheiro ao Seu Madruga para ajudar nas despesas médicas. Mas quando descobre que Chaves está bem, o Sr. Barriga sai correndo pela rua atrás do Seu Madruga e os dois acabam sendo atropelados. |                                         |                                                                      |                        | | | |
| 206 | Accidente de Don Ramón (parte 2)        | A perna quebrada (parte 2)                                           | 12 de junho de 1978    | 1992 (SBT) Dublagem: MAGA (1990)                                                                                | Roberto Gómez Bolaños, Ramón Valdés, Carlos Villagrán, Florinda Meza, Angelines Fernández e Maria Antonieta de las Nieves                                                        | Episódio comum. Remake de 1973. |
| Resumo: Dona Clotilde resolve fazer compras no mercado para o Seu Madruga, que continua com a perna quebrada. Chaves então, tem a ideia de se fingir de atropelado para ganhar comida também. Mas o pessoal da vila acaba acreditando que ele foi mesmo atropelado. E quem acaba pagando o pato pela brincadeira, é o Seu Madruga. |                                         |                                                                      |                        | | | |
| 207 | El nuevo trabajo de Don Ramón (parte 1) | Seu Madruga sapateiro (parte 1)                                      | 26 de junho de 1978    | 1990 (SBT) | Roberto Gómez Bolaños, Ramón Valdés, Carlos Villagrán, Florinda Meza, Rubén Aguirre, Edgar Vivar e Maria Antonieta de las Nieves                                                 | Episódio comum. Remake de 1973. |
| Resumo: Seu Madruga começa a trabalhar como sapateiro e tenta consertar os sapatos do Sr. Barriga. As crianças ficam atrapalhando. Depois, ele se confunde e destrói o ramo de flores que o Professor Girafales tinha levado para Dona Florinda, gerando fúria neste. |                                         |                                                                      |                        | | | |
| 208 | El nuevo trabajo de Don Ramón (parte 2) | O sapateiro prodigioso (parte 2)                                     | 3 de julho de 1978     | 1992 (SBT) Dublagem: MAGA (1990)                                                                                | Roberto Gómez Bolaños, Ramón Valdés, Carlos Villagrán, Florinda Meza, Rubén Aguirre, Edgar Vivar e Maria Antonieta de las Nieves                                                 | Episódio comum. Remake de 1973. |
| Resumo: Dona Florinda também deixa seus sapatos para o Seu Madruga consertar. Mas a confusão está armada quando ninguém deixa o sapateiro trabalhar em paz, e depois Chaves e Quico também brincam de sapateiros e destroem os sapatos do Sr. Barriga e de Dona Florinda. |                                         |                                                                      |                        | | | |
| 209 | La venganza nunca es buena (parte 3)    | Seu Madruga, o sapateiro (parte 3)                                   | 10 de julho de 1978    | 1992 (SBT) | Roberto Gómez Bolaños, Ramón Valdés, Carlos Villagrán, Florinda Meza, Rubén Aguirre, Edgar Vivar e Maria Antonieta de las Nieves                                                 | Episódio comum. Remake de 1973 |
| Resumo: Seu Madruga ensina o ofício de sapateiro ao Chaves que trabalha como seu "ajudante". Depois, Professor Girafales e o Quico dão seus sapatos para que Seu Madruga os conserte. Mas as coisas complicam, quando as crianças jogam a cola de sapateiro do Seu Madruga por toda a vila. |                                         |                                                                      |                        | | | |
| 210 | Concurso en la TV                       | O concurso de beleza                                                 | 24 de julho de 1978    | 1992 (SBT) | Roberto Gómez Bolaños, Ramón Valdés, Carlos Villagrán, Florinda Meza, Rubén Aguirre, Angelines Fernández e Maria Antonieta de las Nieves                                         | Episódio comum. Este episódio foi exibido originalmente no México em um horário especial, às 18h30, antes do verdadeiro Concurso de Miss Universo.             |
| Resumo: Seu Madruga e Dona Clotilde quer assistir ao Concurso de Miss Universo pela televisão, mas as televisões de ambos estão quebradas. Para isso, eles resolvem "cuidar" do Quico enquanto assistem TV na casa dele. Dona Florinda chega e proíbe o pessoal de assistir, mas acaba desistindo quando o Professor Girafales aparece e fica ansioso em ver as mulheres em "traje de banho", sendo acompanhado pelos demais homens enquanto ignoram Florinda e as demais mulheres, que enciumadas, reclamam da falta de atenção. |                                         |                                                                      |                        | | | |
| 211 | El baño del Chavo                       | O banho do Chaves                                                    | 31 de julho de 1978    | 1990 (SBT) | Roberto Gómez Bolaños, Ramón Valdés, Carlos Villagrán, Florinda Meza, Rubén Aguirre, Edgar Vivar, Maria Antonieta de las Nieves e Horácio Gómez                                  | Episódio comum. No SBT, este episódio foi exibido uma única vez em 1990 e voltou ao ar em 18 de janeiro de 2012. Remake de 1973 e 1975. Remake em 1979         |
| Resumo: Durante a aula na escola, Chaves confessa que ainda não tomou banho pela última vez. Por isso, enquanto estão na vila, Quico e Chiquinha resolvem molhá-lo a força, causando a maior bagunça na vila. |                                         |                                                                      |                        | | | |
| 212 | Pateando la pelota                      | Batendo uma bolinha                                                  | 7 de agosto de 1978    | 7 de janeiro de 2014 (SBT) Dublagens: RioSound (2012) e Som de Vera Cruz (2018)                                 | Roberto Gómez Bolaños, Ramón Valdés, Carlos Villagrán, Florinda Meza, Rubén Aguirre, Edgar Vivar e Maria Antonieta de las Nieves                                                 | Episódio comum. Remake de 1973. |
| Resumo: Depois de aprontarem várias bagunças no cortiço, Chaves e Quico ficam proibidos pelo Sr. Barriga de jogarem bola no pátio. |                                         |                                                                      |                        | | | |
| 213 | Ciências Naturales (parte 1)            | O castigo da escola (parte 1)                                        | 14 de agosto de 1978   | 1992 (SBT) Dublagem: MAGA (1990)                                                                                | Roberto Gómez Bolaños, Ramón Valdés, Carlos Villagrán, Florinda Meza, Rubén Aguirre, Edgar Vivar, Maria Antonieta de las Nieves e Horácio Gómez                                  | Episódio comum. |
| Resumo: Dona Florinda e Seu Madruga descobrem que Quico e Chiquinha foram castigados na escola por terem chamado o Professor Girafales de "Mestre Linguiça" e o mesmo aparece com os dois na vila depois de muito tempo para explicar o ocorrido, mas acaba dando uma segunda chance deles se comportarem. Depois, na aula, os alunos respondem as perguntas do Professor com respostas absurdas e no final, ele mostra um escorpião para eles. |                                         |                                                                      |                        | | | |
| 214 | Ciências Naturales (parte 2)            | O escorpião (parte 2)                                                | 21 de agosto de 1978   | 1992 (SBT) Dublagem: MAGA (1990)                                                                                | Roberto Gómez Bolaños, Ramón Valdés, Carlos Villagrán, Florinda Meza, Rubén Aguirre, Edgar Vivar e Maria Antonieta de las Nieves                                                 | Episódio comum. |
| Resumo: Quico pede ao Prof. Girafales o escorpião emprestado, para que possa mostrar para a sua mãe. Mas ao mostrar para Dona Florinda, ela se assusta, desmaia e derruba os alfinetes que estava segurando, espalhando os mesmos pela sala de casa. Como Pópis estava brincando com um outro frasco, sem escorpião, o Kiko acaba trocando sem querer os frascos e pensa que o bicho escapou, enquanto Pópis e Nhonho ficam com o frasco com o animal e saem para mostrar aos pais. Agora que Girafales e os demais sabem do sumiço do escorpião, todos os que são picados pelos alfinetes de Dona Florinda, pensam que foram picados pelo escorpião e começam a agonizar. |                                         |                                                                      |                        | | | |
| 215 | Los astronautas                         | Os astronautas                                                       | 28 de agosto de 1978   | 26 de dezembro de 2018 (Multishow) Dublagens: Som de Vera Cruz (2018) e RioSound (2025)                         | Roberto Gómez Bolaños, Ramón Valdés, Carlos Villagrán, Florinda Meza, Rubén Aguirre e Maria Antonieta de las Nieves                                                              | Episódio comum. Remake de 1975. |
| Resumo: Chaves, Quico e Chiquinha brincam de bombeiros e ficam o tempo todo ligando e desligando a chave geral da vila, irritando assim, o Seu Madruga. |                                         |                                                                      |                        | | | |
| 216 | Una noche de desvelo                    | Deus ajuda quem cedo madruga / Uma noite em claro                    | 4 de setembro de 1978  | 27 de dezembro de 2018 (Multishow) Dublagens: Studio Gábia (2005–08), Som de Vera Cruz (2018) e RioSound (2025) | Roberto Gómez Bolaños, Ramón Valdés, Carlos Villagrán, Florinda Meza, Edgar Vivar e Maria Antonieta de las Nieves                                                                | Episódio comum. Disponível em DVD. Remake de 1975 |
| Resumo: Chaves não dormiu a noite toda e agora não consegue parar em pé. Com isso, acaba fazendo todos tropeçarem nele. Depois, as crianças resolvem brincar de "enfeitiçados", e acabam fazendo o Seu Madruga entrar numa fria. |                                         |                                                                      |                        | | | |
| 217 | Don Ramón globero (parte 1)             | História do Brasil (parte 1)                                         | 11 de setembro de 1978 | 1990 (SBT) | Roberto Gómez Bolaños, Ramón Valdés, Carlos Villagrán, Florinda Meza, Angelines Fernández e Maria Antonieta de las Nieves                                                        | Episódio comum. Remake de 1972 e 1975 |
| Resumo: Seu Madruga está vendendo artigos para comemorar o dia da independência. Por isso, as crianças começam a brincar com os confetes e balões, causando a maior bagunça na vila. |                                         |                                                                      |                        | | | |
| 218 | Don Ramón globero (parte 2)             | A proposta (parte 2)                                                 | 18 de setembro de 1978 | 1990 (SBT) | Roberto Gómez Bolaños, Ramón Valdés, Carlos Villagrán, Florinda Meza, Edgar Vivar, Angelines Fernández e Maria Antonieta de las Nieves                                           | Episódio comum. Remake de 1972 e 1975. |
| Resumo: Chaves fica encarregado de varrer a sujeira da vila. Depois, Dona Clotilde diz que tem a solução para os problemas de Seu Madruga, mas não consegue concluir o que ia dizer, pois as crianças ficam interrompendo o tempo todo com seus instrumentos musicais. Por fim, a proposta era o Seu Madruga se casar com ela. |                                         |                                                                      |                        | | | |
| 219 | El Chavo lavacoches                     | Uma Epidemia de Gripe                                                | 25 de setembro de 1978 | 1 de fevereiro de 2012 (SBT) Dublagem: MAGA (1990)                                                              | Roberto Gómez Bolaños, Ramón Valdés, Florinda Meza, Edgar Vivar e Maria Antonieta de las Nieves                                                                                  | Episódio comum. Remake de 1975. |
| Resumo: Chaves consegue convencer o Sr. Barriga a deixar ele lavar o seu carro. E dessa vez, Seu Madruga resolve ajudá-lo também. |                                         |                                                                      |                        | | | |
| 220 | El amor llegó a la vecindad (parte 1)   | Errar uma vez é humano / Errar é humano (parte 1)                    | 2 de outubro de 1978   | 2000 (SBT) Dublagem: MAGA (1990 e uma inédita da MAGA cujo ano é desconhecido)                                  | Roberto Gómez Bolaños, Ramón Valdés, Carlos Villagrán, Florinda Meza, Rubén Aguirre, Angelines Fernández, Maria Antonieta de las Nieves e Regina Torné                           | Episódio comum. Episódio exibido somente no Brasil. Remake de 1972 e 1975.                                                                                     |
| Resumo: Chega à vila uma nova vizinha e Seu Madruga se apaixona por ela. Ela combina de voltar à tarde, para ver se consegue algum apartamento. Ao mesmo tempo, Dona Florinda promete voltar à tarde para bater no Seu Madruga, enquanto Dona Clotilde, pretende ir visitá-lo. Então, ele combina com as crianças o que fazer, quando cada uma delas chegar. No entanto, eles confundem tudo e acaba sobrando para o Seu Madruga. |                                         |                                                                      |                        | | | |
| 221 | Celos en la vecindad (parte 2)          | Vizinhança / A nova vizinhança (parte 2)                             | 9 de outubro de 1978   | 1990 (SBT) Dublagens: MAGA (1990 e uma inédita da MAGA cujo ano é desconhecido)                                 | Roberto Gómez Bolaños, Ramón Valdés, Carlos Villagrán, Florinda Meza, Rubén Aguirre, Angelines Fernández, Maria Antonieta de las Nieves, Regina Torné e Ana Lilian de la Macorra | Episódio comum. Remake de 1972 e 1975. |
| Resumo: Glória, a nova vizinha, arranja um apartamento na vila e se muda com a sua sobrinha, Paty. Chaves e Quico se apaixonam pela menina, deixando Chiquinha com ciúmes. E Seu Madruga continua apaixonado por Glória, deixando Dona Clotilde com mais ciúmes ainda. Depois o Professor Girafales chega á vila para ver Dona Florinda, mas a ignora quando conhece Glória e também se encanta por ela. Com isso, Dona Florinda decide usar Seu Madruga para fazer ciúmes ao professor. |                                         |                                                                      |                        | | | |
| 222 | La gloria de Don Ramón (parte 3)        | Seu Madruga, o Conquistador (parte 3)                                | 16 de outubro de 1978  | 1992 (SBT) Dublagem: MAGA (1990)                                                                                | Roberto Gómez Bolaños, Ramón Valdés, Carlos Villagrán, Florinda Meza, Angelines Fernández, Maria Antonieta de las Nieves, Regina Torné e Ana Lilian de la Macorra                | Episódio comum. Remake de 1972 e 1975 |
| Resumo: Seu Madruga continua apaixonado por Glória e, decide convidá-la para ir ao cinema para assistir ao filme "Terremoto". |                                         |                                                                      |                        | | | |
| 223 | El beso (parte 4)                       | O cupido ataca de novo (parte 4)                                     | 23 de outubro de 1978  | 1990 (SBT) | Roberto Gómez Bolaños, Ramón Valdés, Carlos Villagrán, Florinda Meza, Angelines Fernández, Maria Antonieta de las Nieves, Regina Torné e Ana Lilian de la Macorra                | Episódio comum. Remake de 1972 e 1975. |
| Resumo: Chaves e Quico descobrem que sempre quando são beijados por Paty, desmaiam de emoção. E para curá-los, é preciso jogar neles baldes de água fria! Todos acabam se molhando, e o Seu Madruga se atrapalha todo tentando conquistar Glória. |                                         |                                                                      |                        | | | |
| 224 | Las Goteras                             | De gota em gota, minha mãe fica louca                                | 30 de outubro de 1978  | 1990 (SBT) | Roberto Gómez Bolaños, Ramón Valdés, Carlos Villagrán, Florinda Meza, Edgar Vivar e Maria Antonieta de las Nieves                                                                | Episódio comum. Remake de 1973. |
| Resumo: A casa de Dona Florinda está cheia de goteiras e ela se nega a pagar o aluguel para o Sr. Barriga, até que tudo esteja consertado. Então, Chaves e Quico decidem jogar a água fora, e acabam molhando todo mundo. |                                         |                                                                      |                        | | | |
| 225 | Nunca es demasiado tarde para estudiar  | Vizinhança bem educada                                               | 6 de novembro de 1978  | 17 de janeiro de 2012 (SBT) Dublagem: MAGA (1990)                                                               | Roberto Gómez Bolaños, Ramón Valdés, Carlos Villagrán, Florinda Meza, Rubén Aguire, Angelines Fernández e Maria Antonieta de las Nieves                                          | Episódio comum. Episódio com situações mescladas de outros episódios.                                                                                          |
| Resumo: Os adultos discutem sobre a importância de estudar, e Dona Florinda mostra "o quanto" ela é inteligente! Depois, Dona Clotilde diz para Seu Madruga que adora os homens ao natural, mais ignorantes. É nessa hora que ele percebe que "nunca é tarde para estudar!". |                                         |                                                                      |                        | | | |
| 226 | La Guitarra                             | O violão do Seu Madruga                                              | 13 de novembro de 1978 | 1992 (SBT) Dublagem: MAGA (1990)                                                                                | Roberto Gómez Bolaños, Ramón Valdés, Carlos Villagrán, Florinda Meza e Maria Antonieta de las Nieves                                                                             | Episódio comum. Último episódio de Enrique Segoviano como diretor.                                                                                             |
| Resumo: Chaves inventa a história de um amigo imaginário chamado "Cente", para roubar o sanduíche de presunto do Quico. Ao mesmo tempo, Seu Madruga prepara um grude para consertar seu violão, mas é atrapalhado por Dona Florinda, que não permite que ele estenda seu violão no varal. |                                         |                                                                      |                        | | | |
| 227 | El trabajo de Don Ramón (parte 1)       | O velho do saco (parte 1)                                            | 20 de novembro de 1978 | 1992 (SBT) Dublagem: MAGA (1990)                                                                                | Roberto Gómez Bolaños, Ramón Valdés, Carlos Villagrán, Florinda Meza, Edgar Vivar e Maria Antonieta de las Nieves                                                                | Episódio comum. Remake de 1975. |
| Resumo: Quico quer brincar na rua, mas Dona Florinda o proíbe. Para assustá-lo, ela diz que se ele desobedecer, o velho do saco vai levá-lo embora. Em seguida, chega o Seu Madruga, com uma sacola enorme, pois está trabalhando como vendedor ambulante e Quico pensa que ele é o velho do saco. |                                         |                                                                      |                        | | | |
| 228 | Jugando con la bola (parte 2)           | Quem descola o dedo da bola? / A bola de boliche (parte 2)           | 27 de novembro de 1978 | 1990 (SBT) | Roberto Gómez Bolaños, Ramón Valdés, Carlos Villagrán, Florinda Meza, Edgar Vivar e Maria Antonieta de las Nieves                                                                | Episódio comum. Possui duas dublagens. Remake de 1975 |
| Resumo: Seu Madruga mostra para as crianças uma bola de boliche e conta que jogou muito na sua juventude. No final Seu Barriga queria bater no Seu Madruga, mas Dona Florinda chega na frente e bate nele. |                                         |                                                                      |                        | | | |
| 229 | El trato (parte 3)                      | Quem descola o dedo da bola, número 2 (parte 3)                      | 4 de dezembro de 1978  | 1990 (SBT) | Roberto Gómez Bolaños, Ramón Valdés, Carlos Villagrán, Florinda Meza, Edgar Vivar e Maria Antonieta de las Nieves                                                                | Episódio comum. No SBT, este episódio foi exibido uma única vez em 1990 e voltou ao ar em 12 de setembro de 2003. Remake de 1975.                              |
| Resumo: O Sr. Barriga se interessa pela bola de boliche do Seu Madruga, e resolve pegá-la, em troca de alguns meses de aluguel. Mas o Chaves pega a bola com a mão cheia de cola e não consegue mais soltá-la. |                                         |                                                                      |                        | | | |
| 230 | Clase de primeros auxilios              | A escolinha do Professor Girafales                                   | 11 de dezembro de 1978 | 1992 (SBT) | Roberto Gómez Bolaños, Ramón Valdés, Carlos Villagrán, Florinda Meza, Rubén Aguirre, Edgar Vivar, Maria Antonieta de las Nieves, Horácio Gómez e Ana Lilian de la Macorra        | Episódio comum. Último episódio com a participação de Carlos Villagrán (Quico) em Chaves.                                                                      |
| Resumo: O Professor Girafales tenta ensinar os alunos sobre acidentes e primeiros socorros. Mas os alunos o respondem com besteiras e Godinez fica o tempo todo dizendo que "ainda nem começou a aula", além de outros alunos preferirem namorar ao invés de prestar atenção na aula. Ao mesmo tempo, Chaves passa a aula com o rosto virado para a carteira de trás, para paquerar Paty, mas é repreendido pelo professor. |                                         |                                                                      |                        | | | |

#### Episódios perdidos mundialmente
| Título em espanhol                                                                                  | Título em português         | Estreia original    | Estreia no Brasil | Elenco                                                                                              | Nota(s) |
| --------------------------------------------------------------------------------------------------- | --------------------------- | ------------------- | ----------------- | --------------------------------------------------------------------------------------------------- | --- |
| El portazo en la cara al Chavo                                                                      | A portada na cara do Chaves | 19 de junho de 1978 | Episódio inédito  | Não há informações sobre elenco                                                                     | Episódio perdido mundialmente. Um trecho foi descoberto através de uma vinheta de comemoração de 25 anos do canal Televisiete, da Guatemala, de 1989. Na cena, Quico bate o portão da vila na cara do Chaves, como acontece em "Caçando lagartixas" (1983). Provavelmente é uma versão deste esquete. Como o esquete semelhante é curto, o tempo restante do episódio provavelmente é completado com outra história. A posição do episódio na lista foi identificada com base nos elementos de figurino e cenário, como a localização das plantas. |
| Resumo:Não há informações sobre resumo.                                                             |                             |                     |                   | | |
| Las trampas de la Chilindrina                                                                       | As trapaças da Chiquinha    | 17 de julho de 1978 | Episódio inédito  | Roberto Gómez Bolaños, Ramón Valdés, Carlos Villagrán, María Antonieta de las Nieves, Florinda Meza | Episódio perdido mundialmente. Está disponível na Internet (exceto a parte final) por uma gravação caseira feita do canal América Televisión, do Peru, surgida em setembro de 2023, datada por volta de 1993. Remake de 1975. |
| Resumo: As crianças causam confusão no pátio da vila, apostando entre si com moedas e adivinhações. |                             |                     |                   | | |

## 7ª temporada (1979–1980)
O clima tenso dos bastidores da temporada de 1978 deu o início do fim das amizades, o que fez Carlos Villagrán sair do elenco. Alguns episódios depois, Ramón Valdés, também sai da série, apesar da fama e reconhecimento, em 1979, Valdés se retirou dos programas de Chespirito. Na época, Ramón estava precisando de dinheiro para quitar uma casa e pediu um empréstimo à Chespirito, mas ele não lhe concedeu o empréstimo. Ao mesmo tempo, Ramón recebeu um convite para trabalhar em um circo, onde iria ganhar muito dinheiro. Assim, por questões financeiras, Ramón decidiu ir trabalhar no circo e deixar os programas de Chespirito. Na série, o Seu Madruga viajou em busca de trabalho, e não regressaria até ficar rico.
Para preencher o imenso vazio deixado pela partida dos dois atores, Bolaños teve que introduzir mudanças. Os episódios na escolinha, assim como a participação de personagens como Nhonho, Pópis, Paty (interpretada pela atriz Ana Lilian de la Macorra) e Godinez, começam a ser mais frequentes. Após vários remakes na vila e na escola, foi criado um novo cenário: o restaurante de Dona Florinda. Lá, foram criadas histórias inéditas que serviram para alavancar a qualidade da série. A série ganhou uma nova abertura, tendo bonecos animados através da técnica de stop-motion. Tivemos algumas participações do ator Abraham Stavans, Ricardo de Pascual e uma participação especial de Hector Bonilla.
Para evitar que a Chiquinha morasse sozinha, Bolaños torna personagem oficial a sua bisavó Dona Neves (também interpretada por Maria Antonieta de las Nieves), que já tinha aparecido anteriormente em flashback no episódio O despejo do Seu Madruga (1977), e cria Jaiminho, um carteiro folgado de Tangamandápio (interpretado por Raúl Padilla), além do Professor Girafales assumir o papel de Seu Madruga (inclusive como o principal homem adulto na série) em alguns episódios.
- Roberto Gómez Bolaños, Florinda Meza e María Antonieta de las Nieves estão presentes em todos os episódios.
- Rubén Aguirre está ausente em treze episódios.
- Édgar Vivar está ausente em quinze episódios.
- Angelines Fernández está ausente em trinta e um episódios.
- Ramón Valdés está ausente em trinta e oito episódios.
- Raul Padilla está ausente em quarenta e um episódios.

| Episódio | Título em espanhol                             | Título em português                                                                                | Estreia original        | Estreia no Brasil | Elenco | Nota(s) |
| --- | ---------------------------------------------- | -------------------------------------------------------------------------------------------------- | ----------------------- | --- | --- | --- |
| 231 | El cine                                        | Vamos ao cinema?                                                                                   | 29 de janeiro de 1979   | 1992 (SBT) Dublagem: MAGA (1990)                                                                                           | Roberto Gómez Bolaños, Ramón Valdés, Florinda Meza, Rubén Aguirre, Edgar Vivar, Angelines Fernández e Maria Antonieta de las Nieves                            | Episódio comum. Este é o primeiro episódio de Chaves após a saída de Carlos Villagrán, no final da temporada anterior. Seu Madruga e Dona Florinda chegam a citá-lo no início do episódio sem sequer dizer seu nome (apenas o chamam de "Seu Filho" ou "Meu Filho"), e a explicação de sua ausência é que ele foi mandado para morar com sua madrinha rica em outra cidade(segundo Dona Florinda, ele já não suportava mais viver entre a gentalha e ela o fez para que ele tivesse melhor educação). O "filme do Pelé" citado pelo Chaves é, na versão original, "El Chanfle", que estava em cartaz nos cinemas mexicanos. Foi o primeiro trabalho para cinema com todo o elenco da série. |
| Resumo: A turma do Chaves resolve ir ao cinema. Seu Madruga, Dona Clotilde e Chiquinha vão juntos, enquanto o Sr. Barriga leva o Chaves. Dona Florinda e o Professor Girafales também vão. Porém, ninguém consegue assistir o filme, pois Chaves insiste em dizer que "seria melhor ter ido ver o filme do Pelé".                                                                               |                                                | |                         | | | |
| 232 | El câmbio del foco                             | É duro ser eletricista!                                                                            | 5 de fevereiro de 1979  | 1992 (SBT) Dublagem: MAGA (1990)                                                                                           | Roberto Gómez Bolaños, Ramón Valdés, Florinda Meza, Rubén Aguirre e Maria Antonieta de las Nieves                                                              | Episódio comum. Para suprir a ausência de Quico, Florinda Meza também interpreta Pópis nesta versão. Remake de 1975 |
| Resumo: Chaves quebra a lâmpada principal da Vila. Seu Madruga tenta trocá-la, mas sempre ocorre algum acidente com as lâmpadas que ele pega para colocar no lugar da outra. |                                                | |                         | | | |
| 233 | La fiesta de San Valentín (parte 1)            | O dia dos namorados (parte 1)                                                                      | 12 de fevereiro de 1979 | 12 de junho de 1993 (SBT) Dublagem: MAGA (1990)                                                                            | Roberto Gómez Bolaños, Ramón Valdés, Florinda Meza, Edgar Vivar, Angelines Fernández, Maria Antonieta de las Nieves e Ana Lilian de la Macorra                 | Episódio anual. Neste episódio é executada a canção "É o Amor". Também é o último episódio em que aparece o segundo pátio da vila. |
| Resumo: A turma da vila se prepara para comemorar o dia dos namorados. Chiquinha aproveita um cartão que Dona Clotilde tinha dado para Seu Madruga em branco e escreve uma declaração para Chaves. Mas ele pensa que o cartão é de Paty, deixando a Chiquinha triste. |                                                | |                         | | | |
| 234 | Festejando el Día de la Amistad (parte 2)      | O dia de São Valentim (parte 2)                                                                    | 19 de fevereiro de 1979 | 1992 (SBT) | Roberto Gómez Bolaños, Ramón Valdés, Florinda Meza, Rubén Aguirre, Edgar Vivar, Angelines Fernández e Maria Antonieta de las Nieves                            | Episódio comum. |
| Resumo: Dona Florinda convida todos os vizinhos para comemorar o dia de São Valentim em sua casa. O Sr. Barriga leva presentes e, depois, eles servem um belo jantar. Mas Chaves é tão desastrado que consegue estragar tudo no final. |                                                | |                         | | | |
| 235 | Los pasteles de la Chilindrina                 | Tortinhas de merengue sem açúcar / Os bolos da Chiquinha                                           | 26 de fevereiro de 1979 | 16 de janeiro de 2019 (Multishow) Dublagens: Studio Gábia (2005-08), Som de Vera Cruz (2018) e RioSound (2025)             | Roberto Gómez Bolaños, Ramón Valdés, Florinda Meza e Maria Antonieta de las Nieves                                                                             | Episódio comum. Não é possível confirmar, mas há relatos de fãs que supostamente viram esse episódio em 1990, mas até agora, não há provas concretas, e não se sabe se existe uma dublagem da MAGA para esse episódio. Disponível em DVD. Remake de 1975 |
| Resumo: Chaves, Chiquinha e Pópis resolvem brincar de tortinhas de merengue, usando o creme de barbear de Seu Madruga. |                                                | |                         | | | |
| 236 | Pretendiendo a Don Ramón                       | Nas pontas dos pés                                                                                 | 5 de março de 1979      | 1990 (SBT) | Roberto Gómez Bolaños, Ramón Valdés, Florinda Meza, Edgar Vivar, Angelines Fernández e Maria Antonieta de las Nieves                                           | Episódio comum. Remake de 1973 e 1975 |
| Resumo: Chaves está matando insetos com gasolina e guardando em um saco de pipocas vazio que Nhonho jogou no chão. O pessoal come, achando que são pipocas. Para piorar as coisas, todos machucam seus pés e começam a andar engraçado. No caso de Chaves, foi porque ele tinha comido todo o bolo de Dona Clotilde e depois não teve tempo de ir ao banheiro.                                  |                                                | |                         | | | |
| 237 | Los animales que pegan                         | O livro de animais / Os animais que batem                                                          | 12 de março de 1979     | 19 de janeiro de 2019 (Multishow) Dublagem: Som de Vera Cruz (2018) e RioSound (2025)                                      | Roberto Gómez Bolaños, Ramón Valdés, Florinda Meza e Maria Antonieta de las Nieves                                                                             | Episódio comum. Remake de 1975 |
| Resumo: Seu Madruga dá um livro sobre animais para Chiquinha. Depois, ela resolve ler o livro com o Chaves e a Pópis. |                                                | |                         | | | |
| 238 | La mentira de la Chilindrina                   | A catapora / A mentira da Chiquinha                                                                | 19 de março de 1979     | 20 de janeiro de 2019 (Multishow) Dublagem: Som de Vera Cruz (2018) e RioSound (2025)                                      | Roberto Gómez Bolaños, Ramón Valdés, Florinda Meza, Rubén Aguirre, Edgar Vivar e Maria Antonieta de las Nieves                                                 | Episódio comum. Remake de 1973 e 1975 |
| Resumo: Seu Madruga mente que Chiquinha está doente para não se dar ao trabalho de pagar o aluguel ao Seu Barriga. Mas todos acabam acreditando que ela está mesmo doente e ficam com medo de pegarem catapora. |                                                | |                         | | | |
| 239 | El Actor Héctor Bonilla (parte 2)              | Um astro cai na vila (parte 2)                                                                     | 2 de abril de 1979      | 1990 (SBT) | Roberto Gómez Bolaños, Ramón Valdés, Florinda Meza, Rubén Aguirre, Angelines Fernández, Maria Antonieta de las Nieves e Héctor Bonilla                         | Episódio comum. Este episódio possui uma primeira parte, que é perdida mundial e não é mais distribuída pela Televisa. |
| Resumo: Héctor Bonilla pede para Seu Madruga um macaco emprestado para trocar o pneu. Enquanto isso, Dona Florinda convida o ator para uma xícara de café, deixando o Professor Girafales com ciúmes. Chiquinha e Dona Clotilde também dão em cima de Héctor, enquanto Chaves cobra 50 centavos para vigiar o carro do ator, que no final, lhe deu uma bola de futebol.                         |                                                | |                         | | | |
| 240 | La guerra contra los niños                     | A carabina / Guerra às crianças                                                                    | 9 de abril de 1979      | 1992 (SBT) Dublagem: MAGA (1990)                                                                                           | Roberto Gómez Bolaños, Ramón Valdés, Florinda Meza, Rubén Aguirre, Edgar Vivar e Maria Antonieta de las Nieves                                                 | Episódio comum. Possui duas dublagens. Remake de 1975 |
| Resumo: Seu Madruga resolve empenhar sua carabina velha. Chaves, Chiquinha e Nhonho se assustam, pois pensam que Seu Madruga declarou guerra às crianças. |                                                | |                         | | | |
| 241 | El perro Peluchín                              | O cachorrinho                                                                                      | 16 de abril de 1979     | 1990 (SBT) | Roberto Gómez Bolaños, Ramón Valdés, Florinda Meza, Rubén Aguirre, Angelines Fernández e Maria Antonieta de las Nieves                                         | Episódio comum. No SBT, este episódio foi exibido uma única vez em 1990 e voltou ao ar em 3 de setembro de 2003. Neste episódio, são executadas as canções "Quero que saibas" e "Peludinho". Último episódio com Ramón Valdés (Seu Madruga) na série. |
| Resumo: Chiquinha resolve brincar que Chaves é seu cachorrinho, fazendo tudo que ela manda. Porém, Chaves começa a agir feito um cachorro e começa a aprontar com os vizinhos. Depois, Seu Madruga compra um cachorrinho de pelúcia para Chiquinha brincar, que termina o episódio cantando a música "Peludinho".                                                                               |                                                | |                         | | | |
| 242 | La Clase de aritmética                         | A prova de aritmética                                                                              | 23 de abril de 1979     | 8 de junho de 1988 (SBT)                                                                                                   | Roberto Gómez Bolaños, Florinda Meza, Rubén Aguirre, Edgar Vivar, Maria Antonieta de las Nieves, Horácio Gómez e Ana Lilian de la Macorra                      | Episódio comum. Participação especial de Gabriel Fernández como Higino. |
| Resumo: O Professor Girafales tenta ensinar sobre aritmética, mas sempre é interrompido por seus alunos. |                                                | |                         | | | |
| 243 | Día del niño                                   | O dia da criança                                                                                   | 30 de abril de 1979     | 12 de outubro de 1988 (SBT)                                                                                                | Roberto Gómez Bolaños, Florinda Meza, Rubén Aguirre, Edgar Vivar, Angelines Fernández, Maria Antonieta de las Nieves e Ana Lilian de la Macorra                | Episódio comum. No Brasil, foi exibido de forma especial para a Parada das Crianças, organizada pelo SBT em 1988. Por isso a canção "É Aqui", exibida no episódio, faz referência ao canal e a uma parada. Na versão original, a música se chama "Gracias Cri Cri", um tributo a Francisco Gabilondo Soler, compositor de músicas infantis, que criou o Cri-Cri, El Grillito Cantor, personagem que cantava suas canções. |
| Resumo: As crianças comemoram o "Dia das Crianças" e se uma reúnem na casa da Chiquinha para discutir sobre o assunto. |                                                | |                         | | | |
| 244 | Manos sucias del Chavo                         | O banho / Um banho para o Chaves                                                                   | 7 de maio de 1979       | 1984 (SBT) Dublagens: MAGA (1984, dublagem perdida e 1990)                                                                 | Roberto Gómez Bolaños, Florinda Meza, Rubén Aguirre, Angelines Fernández e Maria Antonieta de las Nieves                                                       | Episódio comum. Possui duas dublagens.Remake de 1973, 1975 e 1978 |
| Resumo: Chaves é um "porquinho" que, provavelmente, nunca toma banho. Então, Chiquinha e Pópis tentam lhe dar um banho a força, mas acabam molhando todo mundo. |                                                | |                         | | | |
| 245 | Clases de Inglés                               | Santa ignorância!                                                                                  | 14 de maio de 1979      | 1992 (SBT) Dublagem: MAGA (1990)                                                                                           | Roberto Gómez Bolaños, Florinda Meza, Rubén Aguirre, Edgar Vivar, Maria Antonieta de las Nieves, Horácio Gómez e Ana Lilian de la Macorra                      | Episódio comum.Remake de 1974 e 1976 |
| Resumo: O Professor Girafales ensina sobre animais e suas características. No final, ele tenta fazer uma simples pergunta sobre com o que se fabricam os colares de pérolas. Ninguém consegue responder, e depois de inúmeras tentativas, Godinez enfim responde que são com as "pérolas". |                                                | |                         | | | |
| 246 | Las mascotas                                   | Peixe cru faz bem pra memória                                                                      | 21 de maio de 1979      | 1992 (SBT) Dublagem: MAGA (1990)                                                                                           | Roberto Gómez Bolaños, Florinda Meza, Rubén Aguirre, Edgar Vivar e Maria Antonieta de las Nieves                                                               | Episódio comum.Remake de 1973 |
| Resumo: Chiquinha ganhou peixinhos coloridos de sua bisavó, mas eles começam a desaparecer. A garota desconfia do gato que Dona Florinda ganhou do Professor Girafales. Mas, mesmo depois do gato ter morrido após ser atropelado por um caminhão, os peixinhos ainda continuam desaparecendo...                                                                                                |                                                | |                         | | | |
| 247 | El examen de história                          | Uma aula de história                                                                               | 28 de maio de 1979      | 1992 (SBT) Dublagem: MAGA (1990)                                                                                           | Roberto Gómez Bolaños, Florinda Meza, Rubén Aguirre, Edgar Vivar, Maria Antonieta de las Nieves e Horácio Gómez                                                | Episódio comum. Participação especial de Angélica Maria, interpretando Iara, que responde "os tamoios". Ela participou rapidamente do episódio para divulgar uma novela da época chamada Yara, onde era a protagonista, Yara, uma índia lacandona. Relatos contam que ela teria aparecido no mesmo dia em outras atrações da Televisa.Remake de 1976 |
| Resumo: O Professor Girafales tenta ensinar sobre a história do Brasil. |                                                | |                         | | | |
| 248 | El saco del Señor Barriga                      | O chiclete e o paletó / O saco do Senhor Barriga                                                   | 4 de junho de 1979      | 30 de janeiro de 2019 (Multishow) Dublagens: Som de Vera Cruz (2018) e RioSound (2025)                                     | Roberto Gómez Bolaños, Florinda Meza, Rubén Aguirre, Edgar Vivar e Maria Antonieta de las Nieves                                                               | Episódio comum.Remake de 1974 e 1976 |
| Resumo: Chaves gruda um chiclete no paletó do Sr. Barriga e fica desesperado, pois não consegue tirá-lo. Por isso, resolve cortar o pedaço com uma tesoura, deixando o Sr. Barriga louco. |                                                | |                         | | | |
| 249 | El cachorro de Doña Clotilde                   | O cãozinho Satanás                                                                                 | 11 de junho de 1979     | 1990 (SBT) | Roberto Gómez Bolaños, Florinda Meza, Rubén Aguirre, Edgar Vivar, Angelines Fernández e Maria Antonieta de las Nieves                                          | Episódio comum.Remake de 1973 e 1976 |
| Resumo: Dona Clotilde vive perdendo o seu cãozinho, Satanás. Enquanto procura por ele, Chaves, Chiquinha e Nhonho pensam que ela está invocando o diabo. |                                                | |                         | | | |
| 250 | La clase de higiene                            | O último exame                                                                                     | 18 de junho de 1979     | 15 de julho de 1990 (SBT)                                                                                                  | Roberto Gómez Bolaños, Florinda Meza, Rubén Aguirre, Edgar Vivar, Maria Antonieta de las Nieves, Horácio Gómez e Ana Lilian de la Macorra                      | Episódio comum. Participação de Gabriel Fernández como Higino.Remake de 1976 |
| Resumo: O Professor Girafales aplica um exame e os alunos começam a colar. Depois tenta ensinar sobre higiene. |                                                | |                         | | | |
| 251 | La moneda del deseo                            | A fonte dos desejos                                                                                | 25 de junho de 1979     | 8 de fevereiro de 2012 (SBT) Dublagem: MAGA (1990)                                                                         | Roberto Gómez Bolaños, Florinda Meza, Rubén Aguirre, Edgar Vivar e Maria Antonieta de las Nieves                                                               | Episódio comum. Neste episódio, toca o tema de "O poderoso chefão". Remake de 1975 |
| Resumo: Chiquinha diz à Nhonho que a fonte da escola é uma fonte dos desejos. Só que a mentira acaba se espalhando e todos começam a acreditar que a fonte é mesmo dos desejos. |                                                | |                         | | | |
| 252 | El Cumpleaños del Profesor Jirafales (parte 1) | Os penetras (parte 1)                                                                              | 2 de julho de 1979      | 1992 (SBT) | Roberto Gómez Bolaños, Florinda Meza, Rubén Aguirre, Edgar Vivar, Angelines Fernández, Maria Antonieta de las Nieves, Horácio Gómez e Ana Lilian de la Macorra | Episódio comum. O início do episódio se passa na escolinha, onde os alunos dão um breve parabéns surpresa ao professor. Primeiro episódio em que aparece o restaurante da Dona Florinda. |
| Resumo: É o aniversário do Professor Girafales. Por isso, Dona Florinda resolve fazer uma festinha particular, mas ela não contava com a "agradável" companhia de Chaves, Chiquinha e Dona Clotilde. Após o jantar ter sido estragado por Chaves, os adultos resolvem ir ao bar da esquina para comer panquecas. É lá, Dona Florinda decide comprar o boteco e transformá-lo em um restaurante. |                                                | |                         | | | |
| 253 | El restaurante de Doña Florinda (parte 2)      | Dona Florinda abre um restaurante (parte 2)                                                        | 9 de julho de 1979      | 1992 (SBT) Dublagem: MAGA (1990)                                                                                           | Roberto Gómez Bolaños, Florinda Meza, Rubén Aguirre, Edgar Vivar e Maria Antonieta de las Nieves                                                               | Episódio comum. |
| Resumo: Dona Florinda e Professor Girafales estão fazendo uma reforma no restaurante. Porém, a confusão começa quando Chaves e Chiquinha começam a ajudá-los. |                                                | |                         | | | |
| 254 | La suerte del Profesor                         | Dando sorte com muito azar                                                                         | 16 de julho de 1979     | 1985 (SBT) Dublagem: MAGA (1984)                                                                                           | Roberto Gómez Bolaños, Florinda Meza, Rubén Aguirre, Edgar Vivar, Angelines Fernández e Maria Antonieta de las Nieves                                          | Episódio comum. No SBT, este episódio deixou de ser exibido em 1992 e voltou ao ar em 1 de agosto de 2011.Remake de 1974 e 1976 |
| Resumo: Chaves vende seu último bilhete de loteria para o Professor Girafales, que no dia seguinte, fica sabendo que ganhou o prêmio. Mas ele perdeu o bilhete no restaurante. O problema agora é encontrá-lo. |                                                | |                         | | | |
| 255 | Spaguetti para el Señor Barriga                | O restaurante de Dona Florinda: Necessita-se de garçom                                             | 23 de julho de 1979     | 1984 (SBT) | Roberto Gómez Bolaños, Florinda Meza, Edgar Vivar, Maria Antonieta de las Nieves e Ricardo de Pascual                                                          | Episódio comum. |
| Resumo: Dona Florinda coloca Chaves como ajudante no restaurante. Depois, Chiquinha tenta convencer o Sr. Barriga a lhe pagar um sorvete. Mas seu plano não dá certo, pois Chaves sem querer, acaba jogando macarrão em cima do Sr. Barriga. E toda a culpa cai em cima do garçom, que havia sido contratado por Dona Florinda.                                                                 |                                                | |                         | | | |
| 256 | Clases de geometría y aritmética               | A aula de matemática                                                                               | 30 de julho de 1979     | 1985 (SBT) Dublagem: MAGA (1984)                                                                                           | Roberto Gómez Bolaños, Florinda Meza, Rubén Aguirre, Edgar Vivar, Maria Antonieta de las Nieves, Horácio Gómez e Ana Lilian de la Macorra                      | Episódio comum. No SBT, este episódio deixou de ser exibido em 1992 e voltou ao ar em 31 de janeiro de 2012. Neste episódio, Godinez é dublado por José Soares. |
| Resumo: O Professor Girafales ensina sobre geometria e aritmética. No final, ele resolve explicar de uma forma mais prática ao Chaves, desenhando Nhonho na lousa, que apavorado, pensa que o professor pretende cortá-lo em vários pedaços. |                                                | |                         | | | |
| 257 | La Resortera                                   | O estilingue / O susto da Chiquinha                                                                | 6 de agosto de 1979     | 10 de fevereiro de 2019 (Multishow) Dublagens: Som de Vera Cruz (2018) e RioSound (2025)                                   | Roberto Gómez Bolaños, Florinda Meza, Rubén Aguirre, Angelines Fernández e Maria Antonieta de las Nieves                                                       | Episódio comum. Remake de 1974 e 1976. |
| Resumo: Chaves está caçando lagartixas e consegue matar uma. Mas todos pensam que ele matou a Dona Clotilde. |                                                | |                         | | | |
| 258 | El Bolero (parte 1)                            | Vai graxa? (parte 1)                                                                               | 13 de agosto de 1979    | 20 de janeiro de 2014 (SBT) Dublagens: RioSound (2012) e Som de Vera Cruz (2018)                                           | Roberto Gómez Bolaños, Florinda Meza, Rubén Aguirre, Edgar Vivar, Maria Antonieta de las Nieves, Horácio Gómez e Ana Lilian de la Macorra                      | Episódio comum. |
| Resumo: Chiquinha faz um acordo com Chaves que trabalha como engraxate e assim divida o que ganhar com ela. |                                                | |                         | | | |
| 259 | El Bolero (parte 2)                            | O engraxate (parte 2)                                                                              | 20 de agosto de 1979    | 21 de janeiro de 2014 (SBT) Dublagens: RioSound (2012) e Som de Vera Cruz (2018)                                           | Roberto Gómez Bolaños, Florinda Meza, Rubén Aguirre, Edgar Vivar e Maria Antonieta de las Nieves                                                               | Episódio comum. |
| Resumo: Chaves continua trabalhando como engraxate e divide todo o dinheiro que ganha com Chiquinha. |                                                | |                         | | | |
| 260 | La Congestión                                  | A lancherrose do Chaves                                                                            | 27 de agosto de 1979    | 1992 (SBT) | Roberto Gómez Bolaños, Florinda Meza, Rubén Aguirre e Maria Antonieta de las Nieves                                                                            | Episódio comum |
| Resumo: Chaves e Chiquinha conseguem almoçar no restaurante graças ao Professor Girafales, que paga o que eles comerem. Chaves começa a ter uma indigestão por comer dois sanduíches de presunto ao mesmo tempo. |                                                | |                         | | | |
| 261 | La mosca en el café                            | Tem uma mosca no meu café!                                                                         | 3 de setembro de 1979   | 20 de abril de 1988 (SBT)                                                                                                  | Roberto Gómez Bolaños, Florinda Meza, Edgar Vivar, Maria Antonieta de las Nieves e Abraham Stavans                                                             | Episódio comum. No SBT, este episódio deixou de ser exibido em 1992 e voltou ao ar em 8 de setembro de 2003. |
| Resumo: Chiquinha faz um plano com Chaves para comerem de graça no restaurante da Dona Florinda: conseguir uma mosca (ou churrumino) e colocá-la dentro do café. Mas Chaves causa a maior confusão no restaurante quando começa a caçar os churruminos. |                                                | |                         | | | |
| 262 | El pretexto para ir a la escuela               | Na escola... no domingo                                                                            | 10 de setembro de 1979  | 1984 (SBT) | Roberto Gómez Bolaños, Florinda Meza, Rubén Aguirre, Edgar Vivar e Maria Antonieta de las Nieves                                                               | Episódio comum. Remake de 1973 e 1976. |
| Resumo: Chaves, Chiquinha e Nhonho faltam na escola e ficam com medo do Professor Girafales. Por isso, eles resolvem invertar diversas mentiras até que no fim, descobrem que mataram aula no domingo! |                                                | |                         | | | |
| 263 | Los enfermos                                   | Cuidando de Dona Florinda / Os doentes                                                             | 17 de setembro de 1979  | 16 de fevereiro de 2019 (Multishow) Dublagens: Som de Vera Cruz (2018) e RioSound (2025)                                   | Roberto Gómez Bolaños, Florinda Meza, Rubén Aguirre e Maria Antonieta de las Nieves                                                                            | Episódio comum. Remake de 1974 e 1976. |
| Resumo: Dona Florinda fica doente e o Professor Girafales cuida dela, sendo ajudado por Chaves e Chiquinha, que enquanto isso resolvem brincar de médica e paciente. |                                                | |                         | | | |
| 264 | El regreso de la biscabuela                    | Nasce uma Bisavó                                                                                   | 24 de setembro de 1979  | 1985 (SBT) Dublagem: MAGA (1984)                                                                                           | Roberto Gómez Bolaños, Florinda Meza, Raul Padilla e Maria Antonieta de las Nieves                                                                             | Episódio comum. Estreia de Raúl "Chato" Padilla na série, bem como da Dona Neves como personagens recorrentes. |
| Resumo: Chiquinha descobre que sua bisavó, Dona Neves, vai morar junto com ela. Ao mesmo tempo, chega um novo carteiro à vila: Jaiminho, um senhor vindo de Tangamandápio. |                                                | |                         | | | |
| 265 | Cooperación para la Cruz Roja                  | Uma Ajuda Para a Cruz Vermelha                                                                     | 1 de outubro de 1979    | 1984 (SBT) Dublagem: MAGA (1988)                                                                                           | Roberto Gómez Bolaños, Florinda Meza, Edgar Vivar e Maria Antonieta de las Nieves                                                                              | Episódio comum. Remake de 1974 e 1976. |
| Resumo: Chaves e Chiquinha estão coletando dinheiro para a Cruz Vermelha. Enquanto isso, Dona Neves tem a ideia de fingir que está louca para não pagar o aluguel ao Sr. Barriga. Já Nhonho, pensa que Dona Florinda ficou louca. Então, eles tentam curá-las com baldes de água fria! |                                                | |                         | | | |
| 266 | La Feria (parte 1)                             | Vamos ao parque? (parte 1)                                                                         | 8 de outubro de 1979    | 14 de janeiro de 2014 (SBT) Dublagens: RioSound (2012) e Som de Vera Cruz (2018)                                           | Roberto Gómez Bolaños, Florinda Meza, Edgar Vivar, Maria Antonieta de las Nieves e Abraham Stavans                                                             | Episódio comum. |
| Resumo: Um senhor resolve montar seu parque na rua que fica ao lado da vila. Dona Florinda se irrita com o barulho causado pelas pessoas que se divertem no parque e resolve reclamar com o Seu Barriga. |                                                | |                         | | | |
| 267 | La Feria (parte 2)                             | O parque de diversões (parte 2)                                                                    | 15 de outubro de 1979   | 1984 (SBT) Dublagem: MAGA (1984) e RioSound (2012)                                                                         | Roberto Gómez Bolaños, Florinda Meza, Rubén Aguirre, Edgar Vivar, Maria Antonieta de las Nieves, Horácio Gómez e Abraham Stavans                               | Episódio comum. Neste episódio, é apresentada a canção "Idílio sem igual". |
| Resumo: Chaves, Nhonho e Godinez resolvem ir brincar no parque de diversões, mas Chaves faz a maior bagunça com o dono do parque. Depois, o Professor Girafales junto com a Dona Neves começam a brincar no carrossel. No final, o Professor Girafales e a Dona Florinda cantam a canção "Idilio Sin Igual".                                                                                    |                                                | |                         | | | |
| 268 | Los sueños                                     | O sonho que deu bolo                                                                               | 22 de outubro de 1979   | 1984 (SBT) Dublagens: MAGA (1984) e Studio Gábia (2005-08)                                                                 | Roberto Gómez Bolaños, Florinda Meza, Rubén Aguirre, Edgar Vivar, Maria Antonieta de las Nieves e Ana Lilian de la Macorra                                     | Episódio comum. Disponível em DVD. |
| Resumo: Chaves e Chiquinha tentam roubar um bolo no restaurante de Dona Florinda. Depois, eles começam a sonhar que são clientes bem tratados no local. |                                                | |                         | | | |
| 269 | El mesero                                      | Eu sou a mosca que caiu na sua Sopa / Cartas e calotes no restaurante e Cartas e calotes (DVD)     | 29 de outubro de 1979   | 1984 (SBT) Dublagens: MAGA (1984) e Studio Gábia (2005-08 e dublagem inédita)                                              | Roberto Gómez Bolaños, Florinda Meza, Angelines Fernández, Raul "Chato" Padilla e Maria Antonieta de las Nieves                                                | Episódio comum. Disponível em DVD. |
| Resumo: Chiquinha tenta enganar a Dona Clotilde para que ela lhe pague um almoço. Mas na hora de pagar a conta, Chiquinha se esconde no banheiro do restaurante mentindo que estava com vontade de ir e fica lá por mais de três horas! |                                                | |                         | | | |
| 270 | Roedores en la fonda (parte 1)                 | Caça ao Rato, primeira parte                                                                       | 5 de novembro de 1979   | 1984 (SBT) | Roberto Gómez Bolaños, Florinda Meza, Rubén Aguirre, Edgar Vivar e Maria Antonieta de las Nieves                                                               | Episódio comum. |
| Resumo: O restaurante está cheio de ratos. Ao saber disso, Dona Florinda e Chiquinha ficam desesperadas! |                                                | |                         | | | |
| 271 | Roedores en la fonda (parte 2)                 | Caça ao Rato, segunda parte e conclusão                                                            | 12 de novembro de 1979  | 1984 (SBT) | Roberto Gómez Bolaños, Florinda Meza, Rubén Aguirre, Raul "Chato" Padilla e Maria Antonieta de las Nieves                                                      | Episódio comum. |
| Resumo: Chaves coloca ratoeiras em toda parte no restaurante e todos acabam se machucando com elas. |                                                | |                         | | | |
| 272 | Ayuda al trabajador                            | Reivindicações salariais / Reivindicação salarial para o Chaves / A gorjeta não faz o garçom (DVD) | 19 de novembro de 1979  | 1985 (SBT) Dublagens: MAGA (1984 e uma inédita da MAGA cujo ano é desconhecido) e Studio Gábia (2005-08, dublagem inédita) | Roberto Gómez Bolaños, Florinda Meza, Raul "Chato" Padilla e Maria Antonieta de las Nieves                                                                     | Episódio comum. |
| Resumo: Dona Neves resolve defender Chaves para conseguir um salário fixo para ele além das gorjetas, mas acaba causando o maior tumulto no restaurante, impedindo que Jaiminho coma a torta que pediu. |                                                | |                         | | | |
| 273 | El pastel del Profesor                         | O bolo / O bolo do Professor Girafales (DVD)                                                       | 26 de novembro de 1979  | 1984 (SBT) Dublagens: MAGA (1984) e Studio Gábia (2005-08)                                                                 | Roberto Gómez Bolaños, Florinda Meza, Rubén Aguirre e Maria Antonieta de las Nieves                                                                            | Episódio comum. Disponível em DVD. |
| Resumo: Dona Florinda manda Chaves comprar um bolo para o Professor Girafales, mas o garoto acaba estragando o bolo. Por isso, ele e Chiquinha decidem fazer outro. |                                                | |                         | | | |
| 274 | Leche para la gata                             | Os gatinhos de Chaves                                                                              | 3 de dezembro de 1979   | 1984 (SBT) Dublagens: MAGA (1984), Som de Vera Cruz (2018) e RioSound (2025)                                               | Roberto Gómez Bolaños, Florinda Meza, Edgar Vivar e Maria Antonieta de las Nieves                                                                              | Episódio comum. No SBT, este episódio deixou de ser exibido em 1992 e voltou ao ar em 16 de janeiro de 2012. |
| Resumo: Chaves e Chiquinha descobrem que os filhotes da gata de Dona Florinda, recém-nascidos, estão morrendo de fome. Com pena, eles resolvem pegar as caixas de leite do restaurante para dar aos filhotes. |                                                | |                         | | | |
| 275 | Reparación de la vecindad (parte 1)            | Os hóspedes do Sr. Barriga (parte 1) / Os hóspedes do Sr. Barriga (DVD)                            | 10 de dezembro de 1979  | 1984 (SBT) Dublagens: MAGA (1984) e Studio Gábia (2005-08)                                                                 | Roberto Gómez Bolaños, Florinda Meza, Edgar Vivar, Angelines Fernández e Maria Antonieta de las Nieves                                                         | Episódio anual. |
| Resumo: Seu Barriga manda reformar o setor principal da vila. Por isso, oferece sua casa para a turma do Chaves, que vai morar com ele por alguns dias. O problema é que Chaves já chega bagunçando tudo... |                                                | |                         | | | |
| 276 | Reparación de la vecindad (parte 2)            | Os hóspedes do Sr. Barriga (parte 2)                                                               | 17 de dezembro de 1979  | 1984 (SBT) | Roberto Gómez Bolaños, Florinda Meza, Rubén Aguirre, Edgar Vivar, Angelines Fernández, Raul "Chato" Padilla e Maria Antonieta de las Nieves                    | Episódio anual. A sala da casa do Seu Barriga foi "construída" no mesmo cenário do pátio principal da vila. |
| Resumo: O Professor Girafales chega a vila e fica sabendo que Dona Florinda está morando na casa do Sr. Barriga. Então, ele briga com a Dona Florinda, pois pensa que está sendo traido por ela. Enquanto isso, Chaves conhece o quarto de Nhonho, que parece uma loja de brinquedos. |                                                | |                         | | | |
| 277 | Quisiera ser pastor (parte 3)                  | Os hóspedes do Sr. Barriga (parte 3)                                                               | 24 de dezembro de 1979  | 1984 (SBT) | Roberto Gómez Bolaños, Florinda Meza, Rubén Aguirre, Edgar Vivar, Angelines Fernández, Raul "Chato" Padilla e Maria Antonieta de las Nieves                    | Episódio anual. Neste episódio é exibido o clipe "Queria ter sido um pastor". |
| Resumo: A turma do Chaves comemora o Natal na casa do Sr. Barriga. Depois, Chaves se imagina dentro do presépio, e canta a canção "Quisiera haber sido un pastor". |                                                | |                         | | | |
| 278 | Reparación de la vecindad (parte 4)            | Os hóspedes do Sr. Barriga (parte 4)                                                               | 31 de dezembro de 1979  | 1984 (SBT) | Roberto Gómez Bolaños, Florinda Meza, Rubén Aguirre, Edgar Vivar, Angelines Fernández, Raul Padilla e Maria Antonieta de las Nieves                            | Episódio anual. |
| Resumo: Dona Florinda finalmente se acerta com o Professor Girafales. Depois, a turma volta à vila e encontra tudo novo. |                                                | |                         | | | |
| 279 | Lavadora nueva                                 | A máquina de lavar / Antes um tanque funcionando que uma lavadora encrencada                       | 7 de janeiro de 1980    | 1984 (SBT) Dublagens: MAGA (1984, dublagem perdida e 1990)                                                                 | Roberto Gómez Bolaños, Florinda Meza, Rubén Aguirre, Angelines Fernández, Raul Padilla e Maria Antonieta de las Nieves                                         | Episódio comum. Esse episódio possui duas dublagens, a atual é de 1990, e existe uma dublagem perdida que é de 1984 que não é exibida mais. Último episódio de Chaves como seriado independente, quando voltou a ser um dos quadros do Programa Chespirito do segundo período. |
| Resumo: Cansada de ter que disputar o tanque principal da vila com Dona Neves e com Dona Clotilde, Dona Florinda decide comprar uma máquina de lavar roupas. Os vizinhos curiosos, ficam doidos para saber o que foi que ela comprou. E a confusão, começa quando Chaves começa a mexer na máquina de lavar de Dona Florinda.                                                                   |                                                | |                         | | | |

#### Episódios perdidos mundialmente
| Título em espanhol | Título em português            | Estreia original    | Estreia no Brasil | Elenco | Nota(s) |
| --- | ------------------------------ | ------------------- | ----------------- | --- | --- |
| El Actor Héctor Bonilla                                                                                                  | Um Astro Cai na Vila (parte 1) | 26 de março de 1979 | Episódio inédito  | Roberto Gómez Bolaños, Ramón Valdés, Florinda Meza, Angelines Fernández, Maria Antonieta de las Nieves e Héctor Bonilla | A novela que as mulheres assistem no começo desse episódio se chama Viviana, que era protagonizada por Héctor Bonilla. Está disponível na Internet por uma gravação caseira feita por um colecionador de Porto Rico, surgida em 2011, datada da década de 1990. Há relatos de fãs brasileiros de que este episódio já foi exibido algumas vezes no SBT na década de 1990 e início dos anos 2000. Porém, atualmente não há provas suficientes para comprovar a suposta exibição. É o único episódio perdido da temporada de 1979 que se tem conhecimento. |
| Resumo: Héctor Bonilla, o famoso astro de novelas, chega à vila para pedir ajuda, pois um pneu de seu carro está furado. |                                |                     |                   | | |